# Lüneburg

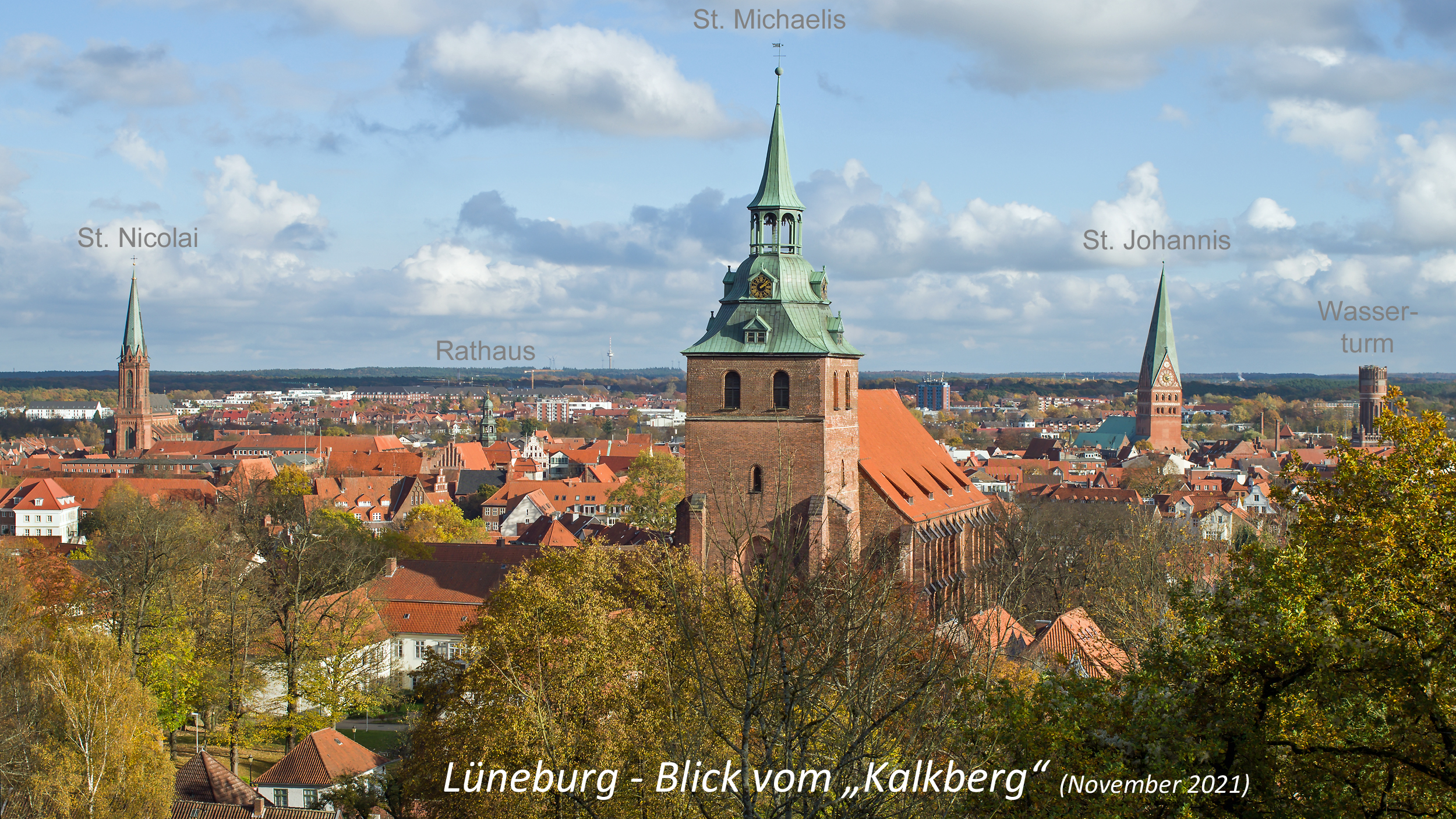
Blick vom „Kalkberg“ nach Osten auf die Lüneburger Innenstadt mit den drei Hauptkirchen

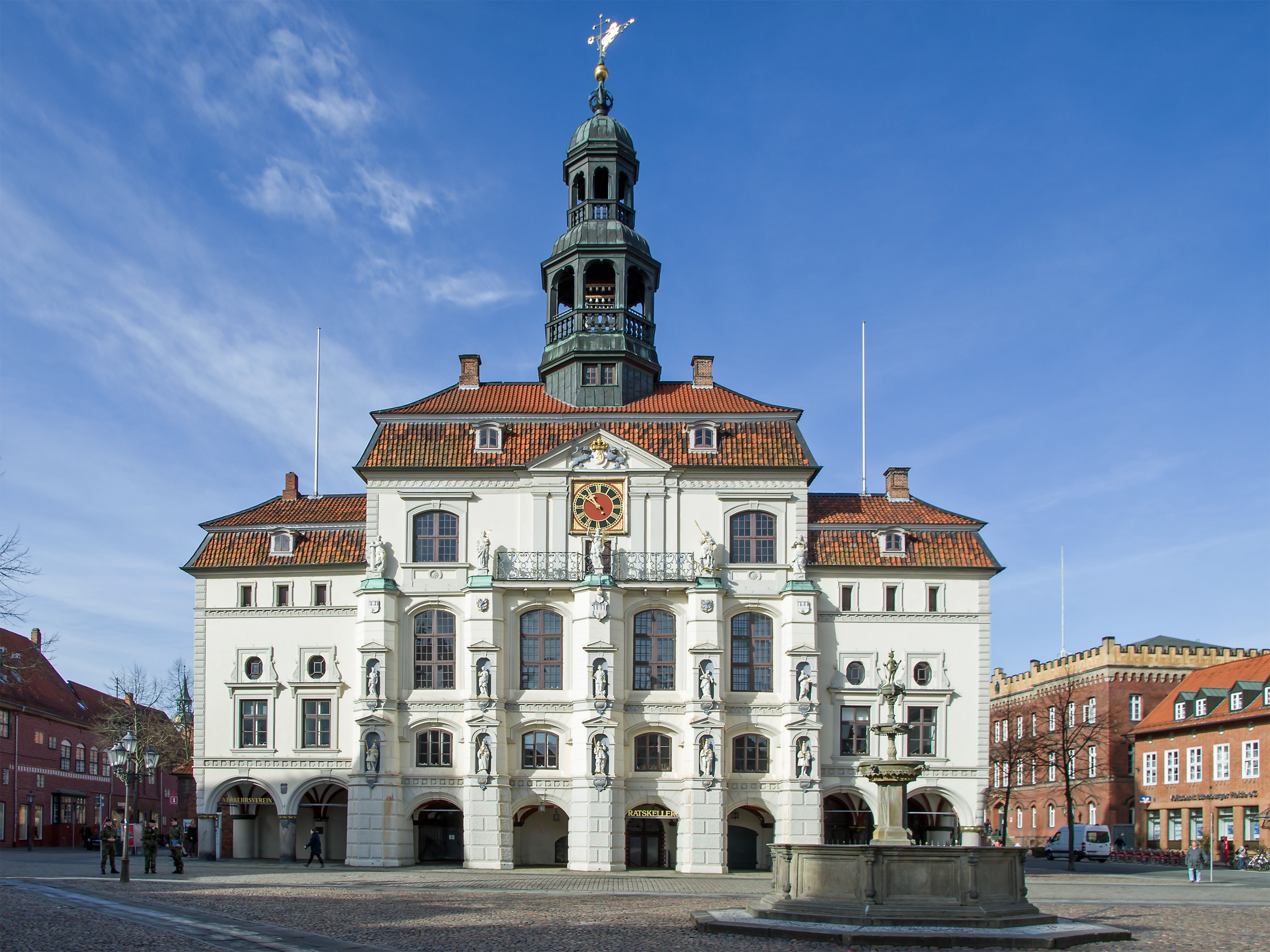
Rathaus Lüneburg, barocke Marktplatzfassade

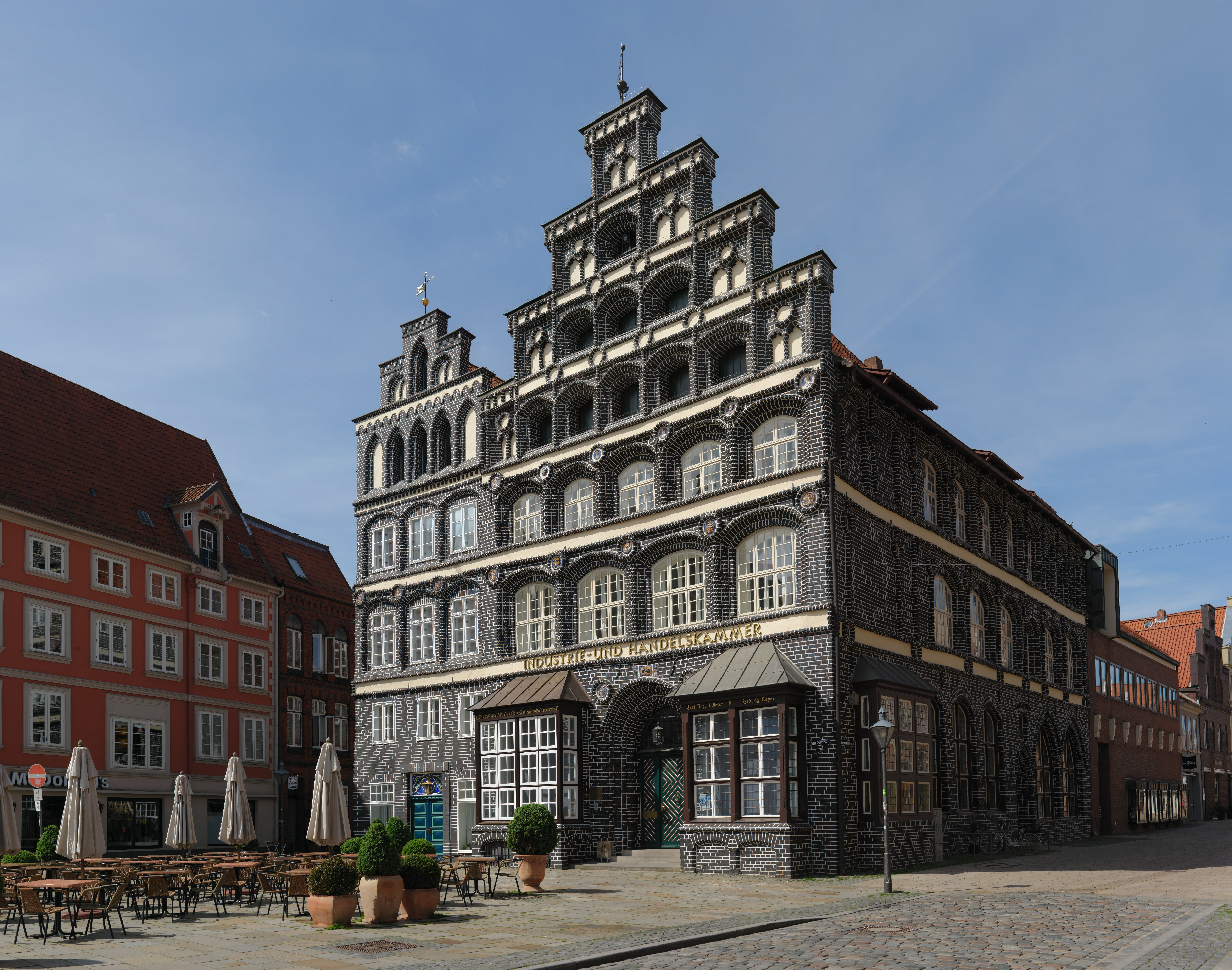
Beispiel norddeutscher Backsteinarchitektur – „der Schütting“, jetzt Industrie- und Handelskammer

Die Hansestadt Lüneburg (niederdeutsch Lünborg, Lümborg, lateinisch Luneburgum oder Lunaburgum, altsächsisch Hliuni, polabisch Glain) ist eine große Mittelstadt im Nordosten von Niedersachsen und eines von neun Oberzentren des Bundeslandes. Die Stadt an der Ilmenau liegt ungefähr 50 Kilometer südöstlich von Hamburg am Rande der Lüneburger Heide und gehört zur Metropolregion Hamburg. Lüneburg liegt nur etwa 15 Kilometer südlich der Landesgrenzen zu Schleswig-Holstein und Mecklenburg-Vorpommern. Die Kreisstadt des gleichnamigen Landkreises hat rund 80.000 Einwohner (Agglomeration etwa 127.000 Einwohner) und den Status einer großen selbständigen Stadt.
Lüneburg ist Sitz der Leuphana Universität Lüneburg (9.823 Studenten), sowie der VWA und Berufsakademie Lüneburg (1020 Studenten), Mitglied im Lüneburgischen Landschaftsverband und war bis Ende 2004 Sitz des gleichnamigen Regierungsbezirkes. Dieser wurde danach durch eine Regierungsvertretung und 2014 durch die heutigen Regionalbeauftragten für das nordöstliche Niedersachsen ersetzt.

## Geografie

### Lage

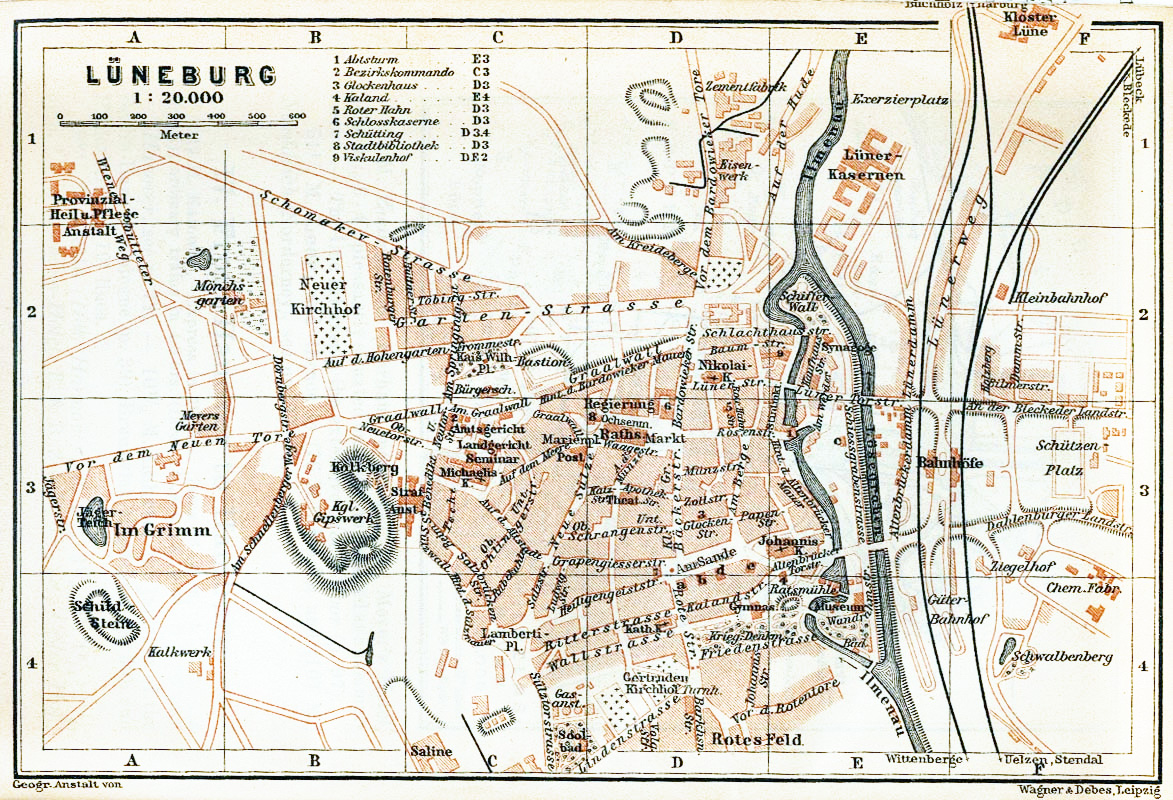
Lüneburger Stadtplan um 1910

Lüneburg liegt am Unterlauf der schiffbaren Ilmenau, etwa 30 km vor ihrem Zusammenfluss mit der Elbe. Südlich und westlich erstreckt sich die Lüneburger Heide, eine etwa 7400 km² große Fläche, die seit der Jungsteinzeit durch Brandrodung und Überweidung der ehemals weit verbreiteten Wälder auf unfruchtbaren Sandböden und den Einschlag großer Mengen von Holz entwaldet wurde. Die vielfach zitierte Aussage, die Heide sei durch Holzeinschlag für den Betrieb der Saline Lüneburg entstanden, ist historisch nicht gesichert. Die Lüneburger Altstadt liegt zudem über einem Salzstock, der den Reichtum der Stadt begründete und dessen Kappe aus Gips, der Kalkberg, zugleich einen hervorragenden Bauplatz für die Fluchtburg darstellte, die Lüneburg ihren Namen gab.

### Stadtgliederung

Kanaldeckel mit dem Symbol für die Formel „Mons, Pons, Fons“

Die Formel Mons, Pons, Fons (‚Berg, Brücke, Quelle‘) charakterisiert die Entwicklung der Stadt seit dem 8. Jahrhundert durch das Zusammenwachsen von zunächst drei, später vier, Siedlungsplätzen. Dies waren die Fluchtburg auf dem – damals noch wesentlich höheren – Kalkberg mitsamt der angrenzenden Niederlassung (Marktviertel), das Dorf Modestorpe zwischen der Brücke über die Ilmenau und dem großen Platz Am Sande (Sandviertel) sowie die Saline mit der abgeschlossenen Siedlung der dort beschäftigten Arbeitskräfte (Sülzviertel). Erst im 13. Jahrhundert bildete sich zwischen Marktplatz und Ilmenau die Hafensiedlung (Wasserviertel). Die daraus entstandene Form der Stadt blieb bis zur Ausweitung der Stadtfläche im späten 19. Jahrhundert bestehen und ist noch deutlich erkennbar. Lüneburgs sechs historische Stadttore waren das Altenbrücker Tor, das Bardowicker Tor, das Rote Tor, das Sülztor, das Lüner Tor und das Neue Tor.
Die Hansestadt Lüneburg ist eine Einheitsgemeinde und gliedert sich in die Stadtteile Altstadt, Bockelsberg, Goseburg-Zeltberg, Kaltenmoor, Kreideberg, Lüne-Moorfeld, Mittelfeld, Neu Hagen, Rotes Feld, Schützenplatz, Weststadt und Wilschenbruch sowie die Ortschaften Ebensberg, Häcklingen, Ochtmissen, Oedeme und Rettmer.
Jüttkenmoor, Klosterkamp, Bülows Kamp, In den Kämpen, Krähornsberg, Schäferfeld, Volgershall, Hanseviertel, Ilmenaugarten und Zeltberg sind Bezeichnungen für einzelne Baugebiete innerhalb eines Stadtteils oder einer Ortschaft.

### Das Senkungsgebiet über dem Salzstock

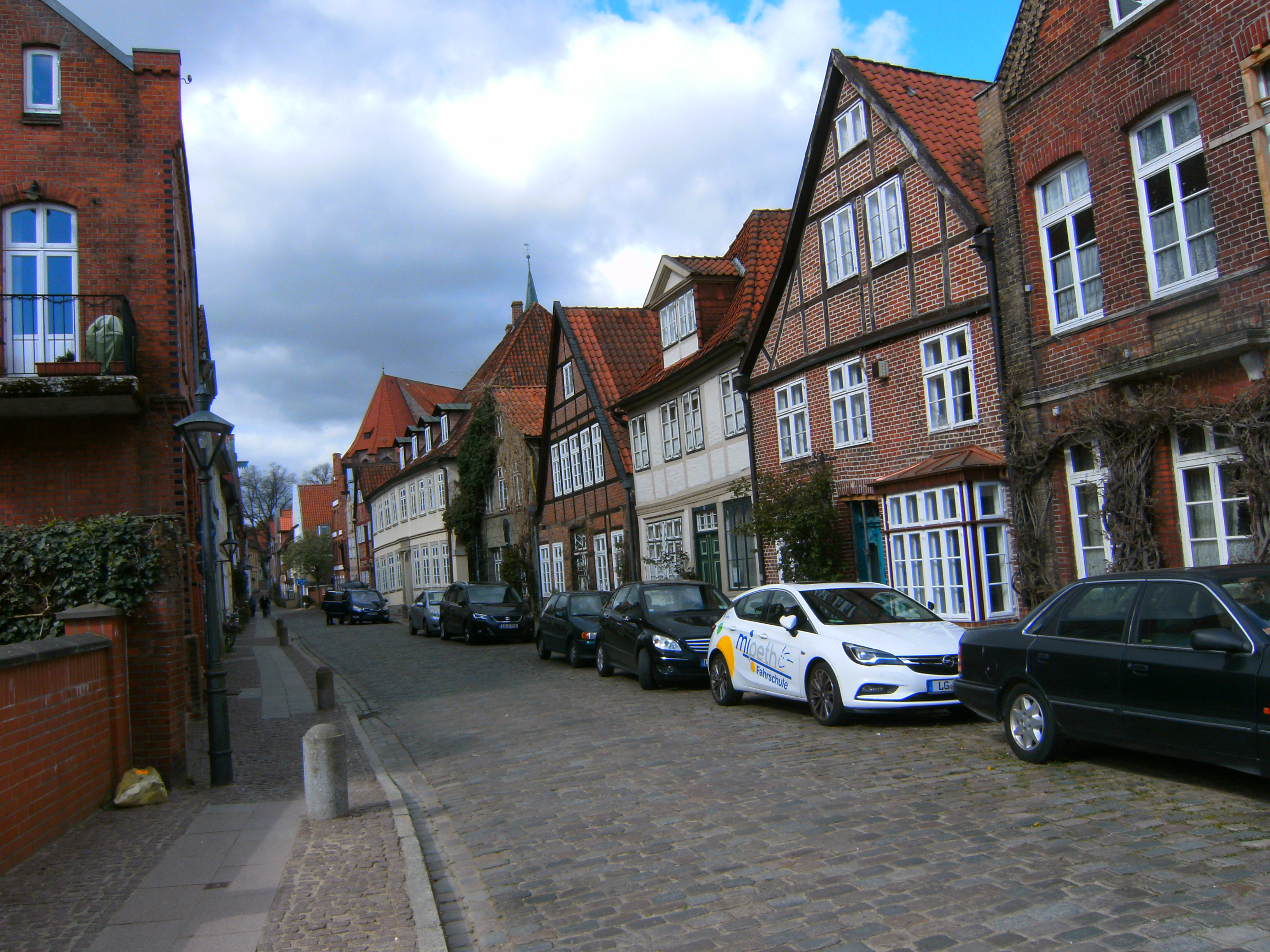
Lüneburg: Senkungsgebiet in der Straße „Auf dem Meere“

Eine Besonderheit stellt im Südwesten der Altstadt das historische Viertel zwischen der Lüneburger Saline (Deutsches Salzmuseum) und dem Kalkberg dar. Rund ein Drittel der Lüneburger Altstadt liegt mit 1,2 Quadratkilometer auf einem oberflächennahen Salzstock. Gemessen am Salzspiegel gehört er zu den kleinsten Salzstöcken Norddeutschlands, gemessen an seiner Tiefenausdehnung von 4000 Metern zu den größten. Der Salzstock wird vom Grundwasser abgelaugt, wodurch sich die Erdoberfläche über dem Salzstock allmählich senkte. Nach Intensivierung durch erhöhtes Soleabpumpen ab Mitte 19. Jahrhundert erreichte die Senkung an wechselnden Stellen 3–5 cm/Jahr (heute bis 3 mm). Es entstand das „Senkungsgebiet“. Häuser und Kirchen am Rande dieses Gebietes verloren ihre Stabilität und mussten abgerissen werden (die Marienkirche 1818 und die Lambertikirche 1861). Die Senkung und vor allem die Unrentabilität der Salzgewinnung waren 1980 Gründe für die Schließung der Saline. Es werden nur noch geringe Mengen Sole für den Kurbetrieb in der Salztherme Lüneburg (SaLü) gefördert. Das Salinengebäude beherbergt das Deutsche Salzmuseum und einen Supermarkt.
An etwa 240 Messpunkten werden die Senkungen seit 1946 in einem zweijährigen Turnus überwacht. Die Senkungen sind noch nicht zum Stillstand gekommen, das Gelände wurde neu bebaut, und einige historische Gebäude, die gerettet werden konnten, sind inzwischen restauriert. Die Absenkungen sind noch gut zu erkennen. Besucher, die vom Am Sande bis zum Ende der Grapengießerstraße gehen, können die Ausmaße der Absenkung erahnen. Die vor ihnen liegende Senke bildete früher eine Ebene mit der Grapengießerstraße.
In der Frommestraße sind weitere Zeugnisse der Erdbewegungen sichtbar: das „Tor zur Unterwelt“, zwei eiserne Torflügel, die sich übereinander geschoben haben. Wegen der Senkungen wurden 2012 in diesem Bereich abermals zwei einsturzgefährdete Häuser abgerissen. Das „Tor zur Unterwelt“ wurde bei diesen Abrissarbeiten an der Häuserzeile beschädigt und 2014 wieder aufgebaut. Im Zentrum der Senkung ist das Gelände von 2010 bis 2014 um 78,5 Zentimeter abgesackt. Die Senkungsgeschwindigkeit lässt indes seit 2014 nach. Dennoch musste 2016 ein Haus in der Egersdorffstraße abgerissen werden, das durch plötzliche Erdbewegungen über Nacht instabil wurde.
An der Michaeliskirche sind ebenfalls Folgen der Senkung zu erkennen, und zwar an schiefen Säulen und in der Turmhalle. Weitere Erdbewegungen sind aktuell am Ochtmisser Kirchsteig zu beobachten.

### Klima
|                        | Jan  | Feb  | Mär | Apr  | Mai  | Jun  | Jul  | Aug  | Sep  | Okt  | Nov | Dez |   |      |
| Mittl. Temperatur (°C) | 1,5  | 1,9  | 4,5 | 9,2  | 13,5 | 16,6 | 18,7 | 18,3 | 15   | 10,5 | 5,9 | 2,8 | ⌀ | 9,9  |
| Mittl. Tagesmax. (°C)  | 3,5  | 4,7  | 8,2 | 13,7 | 17,9 | 20,8 | 22,8 | 22,4 | 18,8 | 13,5 | 8,0 | 4,7 | ⌀ | 13,3 |
| Mittl. Tagesmin. (°C)  | −0,6 | −0,6 | 0,9 | 4,5  | 8,7  | 12   | 14,3 | 14,1 | 11,3 | 7,6  | 3,7 | 0,9 | ⌀ | 6,4  |
|                        |      |      |     |      |      |      |      |      |      |      |     |     |   |      |
| Niederschlag (mm)      | 61   | 49   | 55  | 51   | 65   | 74   | 86   | 78   | 60   | 55   | 54  | 61  | Σ | 749  |
|                        |      |      |     |      |      |      |      |      |      |      |     |     |   |      |
| Sonnenstunden (h/d)    | 2,4  | 3,5  | 4,9 | 8,0  | 9,5  | 9,9  | 10,1 | 9,3  | 6,8  | 4,8  | 3,1 | 2,3 | ⌀ | 6,2  |
|                        |      |      |     |      |      |      |      |      |      |      |     |     |   |      |
| Regentage (d)          | 9    | 8    | 9   | 8    | 8    | 9    | 10   | 10   | 8    | 8    | 9   | 9   | Σ | 105  |
|                        |      |      |     |      |      |      |      |      |      |      |     |     |   |      |
| Luftfeuchtigkeit (%)   | 85   | 82   | 78  | 69   | 67   | 67   | 68   | 70   | 74   | 81   | 87  | 85  | ⌀ | 76,1 |

| −0,6 |

| −0,6 |

| 0,9 |

| 4,5 |

| 8,7 |

| 12 |

| 14,3 |

| 14,1 |

| 11,3 |

| 7,6 |

| 3,7 |

| 0,9 |

| −0,6 |

| −0,6 |

| 0,9 |

| 4,5 |

| 8,7 |

| 12 |

| 14,3 |

| 14,1 |

| 11,3 |

| 7,6 |

| 3,7 |

| 0,9 |

## Geschichte

### Vorgeschichte

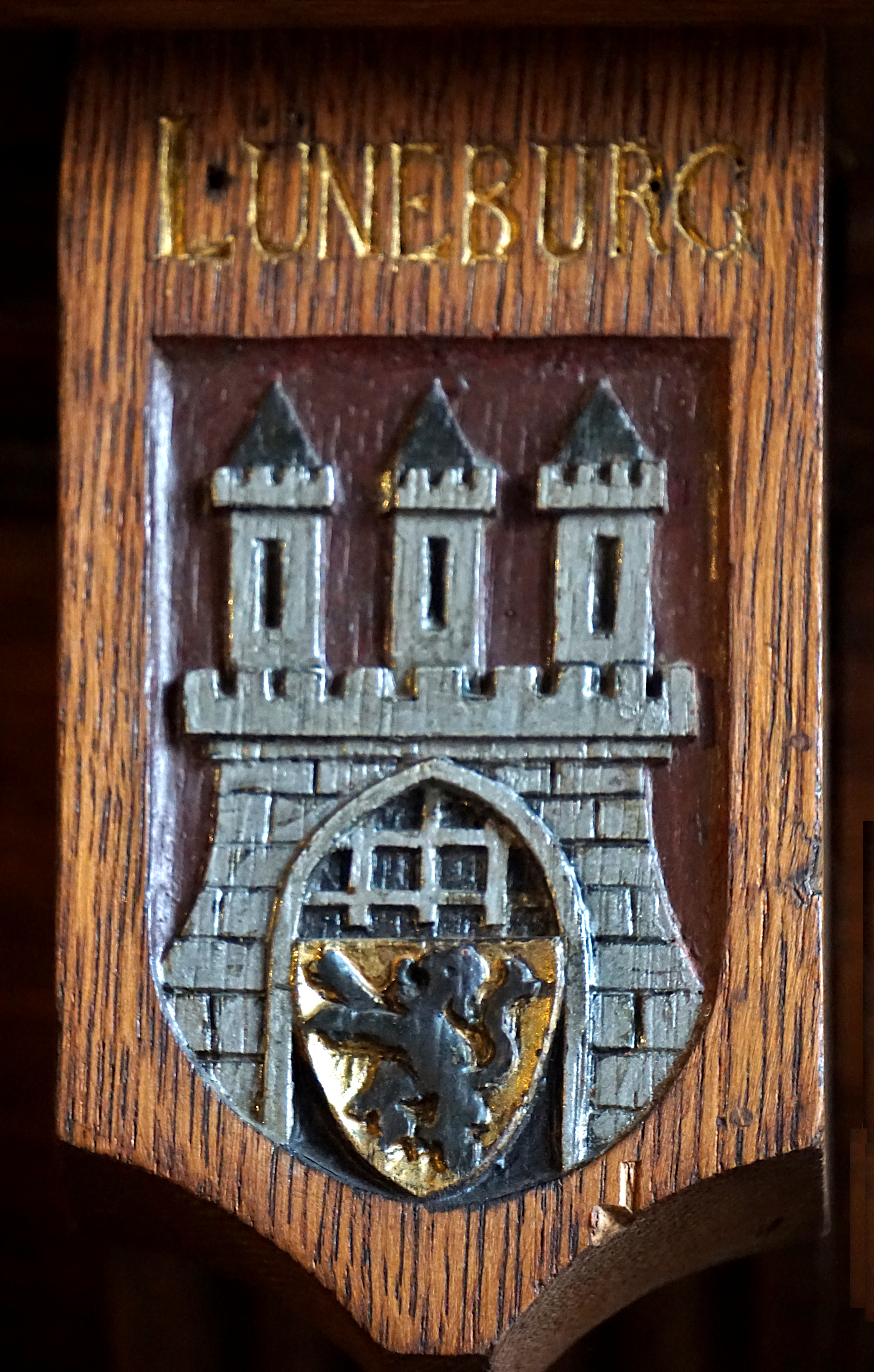
Wappen von Lüneburg im Plenarsaal des altstädtischen Rathauses in Danzig

Die ersten Zeugnisse menschlicher Anwesenheit im Raum Lüneburg werden in die Zeit der Neandertaler datiert. Es handelt sich um 58 Faustkeile, gefunden zu Beginn der 1990er Jahre beim Bau der Kraftfahrstraße zwischen Ochtmissen und Bardowick. Sie sind etwa 150.000 Jahre alt. Bei dem Ochtmisser Fundplatz handelt es sich vermutlich um ein neandertalzeitliches Jagdlager, wo die frühen Menschen ihre Jagdbeute zerteilten. Von einer durchgehenden Besiedlung des späteren Stadtgebietes konnte damals noch keine Rede sein; jahrtausendelange Kaltzeiten verhinderten dies.
Das erste archäologische Zeugnis einer sesshaften Bauernkultur wurde nicht weit von dem genannten Fundplatz entfernt in der Ilmenau zwischen Lüne und Bardowick entdeckt. Es handelt sich um eine Axt, die aufgrund ihrer Form als „Schuhleistenkeil“ bezeichnet wird. Sie wird in das 6. vorchristliche Jahrtausend datiert und gelangte bereits im 19. Jahrhundert in die Lüneburger Museumssammlung.
Seit der Bronzezeit trägt der Lüneburger Zeltberg eine ganze Reihe vor- und frühgeschichtlicher Bestattungsplätze, die die im Gebiet der Stadt Lüneburg ansässigen Menschen anlegten. Einer der ältesten Funde ist ein „Aunjetitzer Randleistenbeil“. Es stammt aus der Zeit um 1900 v. Chr. Auch aus dem Stadtgebiet selbst stammen eine Reihe eisenzeitlicher Urnenfunde, die bereits im 18. Jahrhundert erwähnt werden. Sie sind – ebenso wie jene vom Lüneburger Kalkberg – in die Privatsammlungen einiger Gelehrter des 18. Jahrhunderts gelangt und bis auf wenige Ausnahmen mit ihnen untergegangen.
Erwähnenswert in diesem Zusammenhang sind die langobardischen Urnengräberfelder vom Lüneburger Zeltberg und von Oedeme aus den ersten Jahrhunderten n. Chr. Auch aus dem frühen Mittelalter existiert eine Reihe von Fundplätzen auf dem Gebiet der späteren Stadt, so beispielsweise auf dem Gebiet der alten Ortschaft Modestorpe unweit der Johanniskirche, dem Lambertiplatz nahe der Saline und im ehemaligen Wasserviertel.
Der vom griechischen Geografen Claudius Ptolemäus etwa 150 n. Chr. genannte Ort Leuphana könnte mit Lüneburg identisch sein.

### Entwicklung vom Dorf zur Handelsstadt

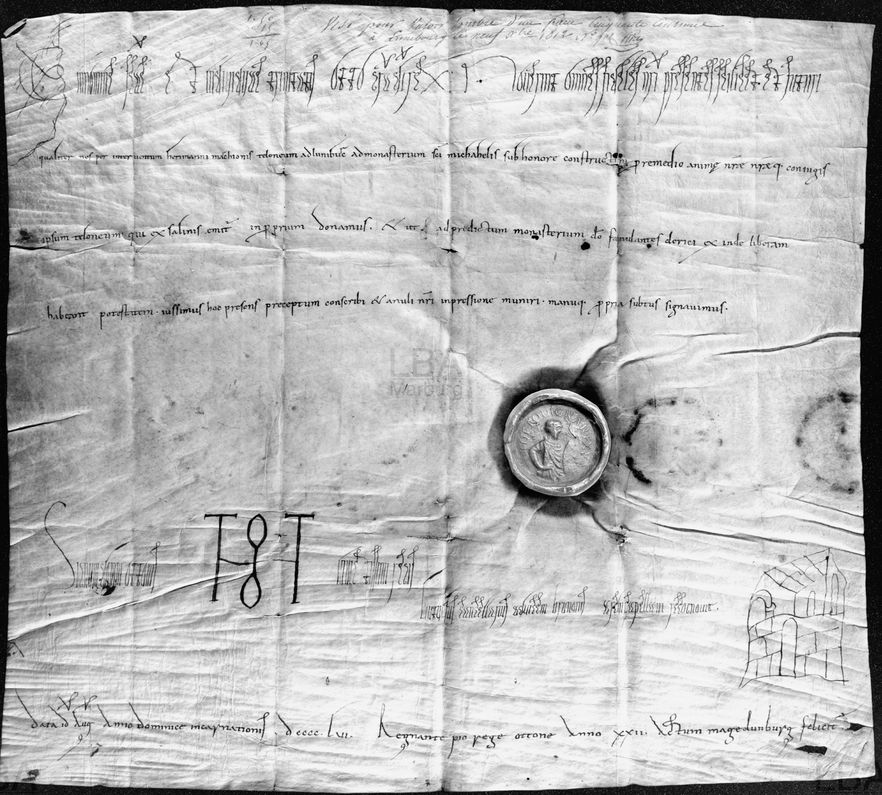
Erste urkundliche Erwähnung Lüneburgs und der Saline 956

Die erste urkundliche Erwähnung Lüneburgs im Mittelalter findet sich in einer Urkunde vom 13. August 956, in der König Otto I. die Zolleinnahmen aus der Saline zu Lüneburg an das „zu Ehren des heiligen Michaels errichtete Kloster“ schenkt (teloneum ad Luniburc ad monasterium sancti Michahelis sub honore constructum). Eine ältere Erwähnung des Ortes in den fränkischen Reichsannalen (795 ad fluvium Albim pervenit ad locum, qui dicitur Hliuni) wird auf einen der drei Kerne Lüneburgs bezogen; vermutlich auf die spätere, ab 951 als Sitz der Billunger belegte Burg Lüneburg auf dem Kalkberg. Der elbgermanische Name Hliuni entspricht dabei dem langobardischen Wort für „Zufluchtsort“.
Aufgrund archäologischer Funde, die zum Teil im Museum Lüneburg ausgestellt sind, gilt als sicher, dass die Umgebung Lüneburgs zu dieser Zeit bereits besiedelt war und die Saline ihren Betrieb aufgenommen hatte.

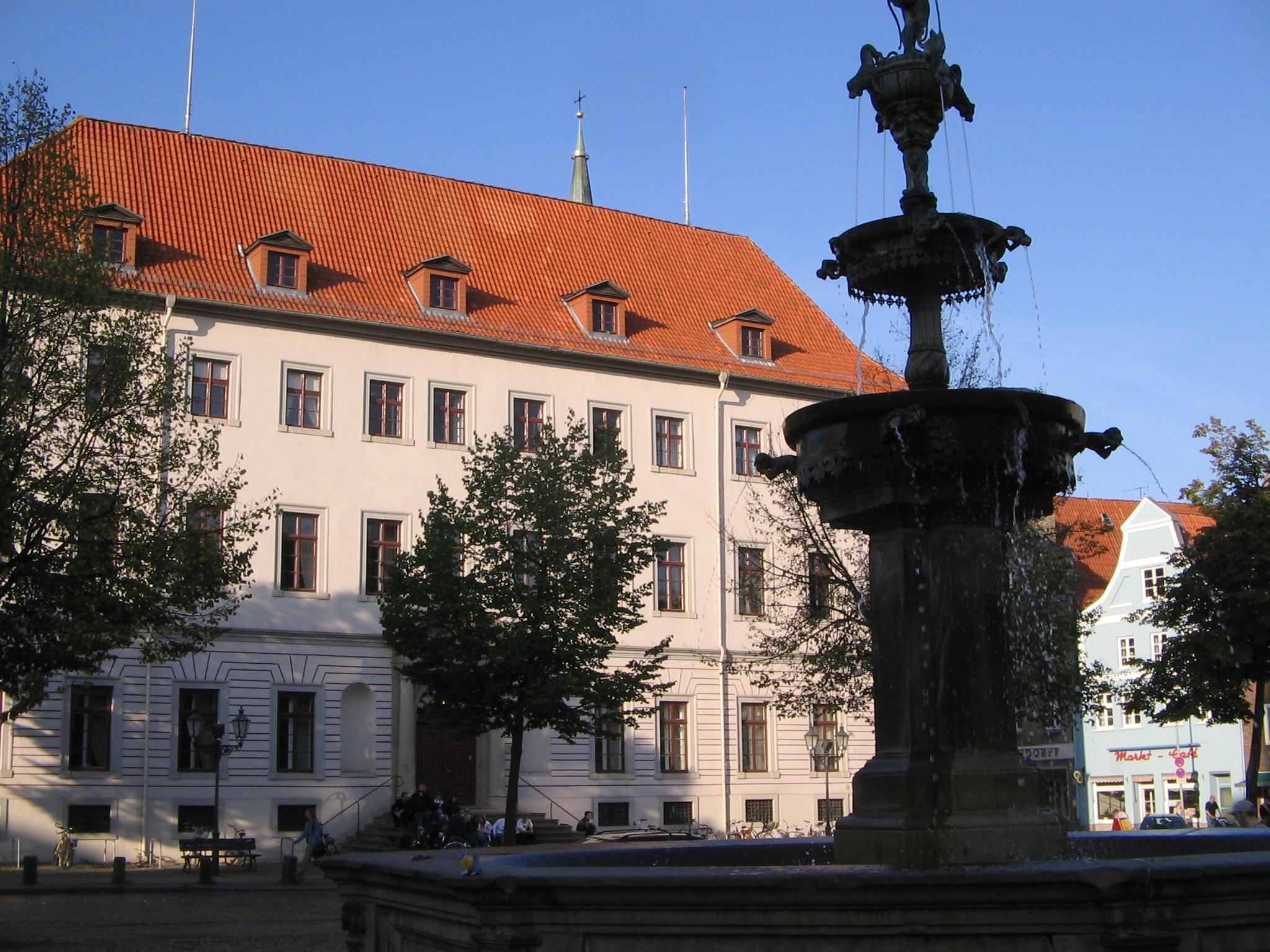
Lunabrunnen am Markt

Der Sage nach wurde das Salz vor mehr als eintausend Jahren von einem Jäger entdeckt, der eine weiße Wildsau geschossen hatte. Salzkristalle im Fell des toten Tieres sollen ihn auf die Saline aufmerksam gemacht haben.
Trotz der Saline war Lüneburg ursprünglich dem nur wenige Kilometer nördlich gelegenen Bardowick untergeordnet. Bardowick war älter und ein bedeutender Handelsplatz mit den Slawen. Bardowicks Reichtum – es hatte sieben Kirchen – rührte auch daher, dass keine weiteren Handelszentren geduldet wurden. Erst als sich Bardowick nicht Heinrich dem Löwen unterordnen wollte, wurde es 1189 von ihm zerstört. Daraufhin bekam Lüneburg das Stadtrecht und entwickelte sich an Bardowicks Stelle zum zentralen Handelsplatz der Gegend.
Der polabische Name für Lüneburg ist Glain (geschrieben als Chlein oder Glein in älteren deutschen Quellen), wahrscheinlich hergeleitet von glaino (slawisch: glina) „Lehm“. In lateinischen Texten taucht Lüneburg nicht nur als latinisiertes Lunaburgum, sondern auch als gräzisiertes Selenopolis (Mondstadt) auf, eine Anspielung an eine seit dem späten Mittelalter populäre Etymologie, die Lüneburg mit der Mondgöttin Luna verbindet. Münzen dieser Zeit und der Lunabrunnen auf dem Marktplatz greifen dieses Motiv auf.

### Hansezeit

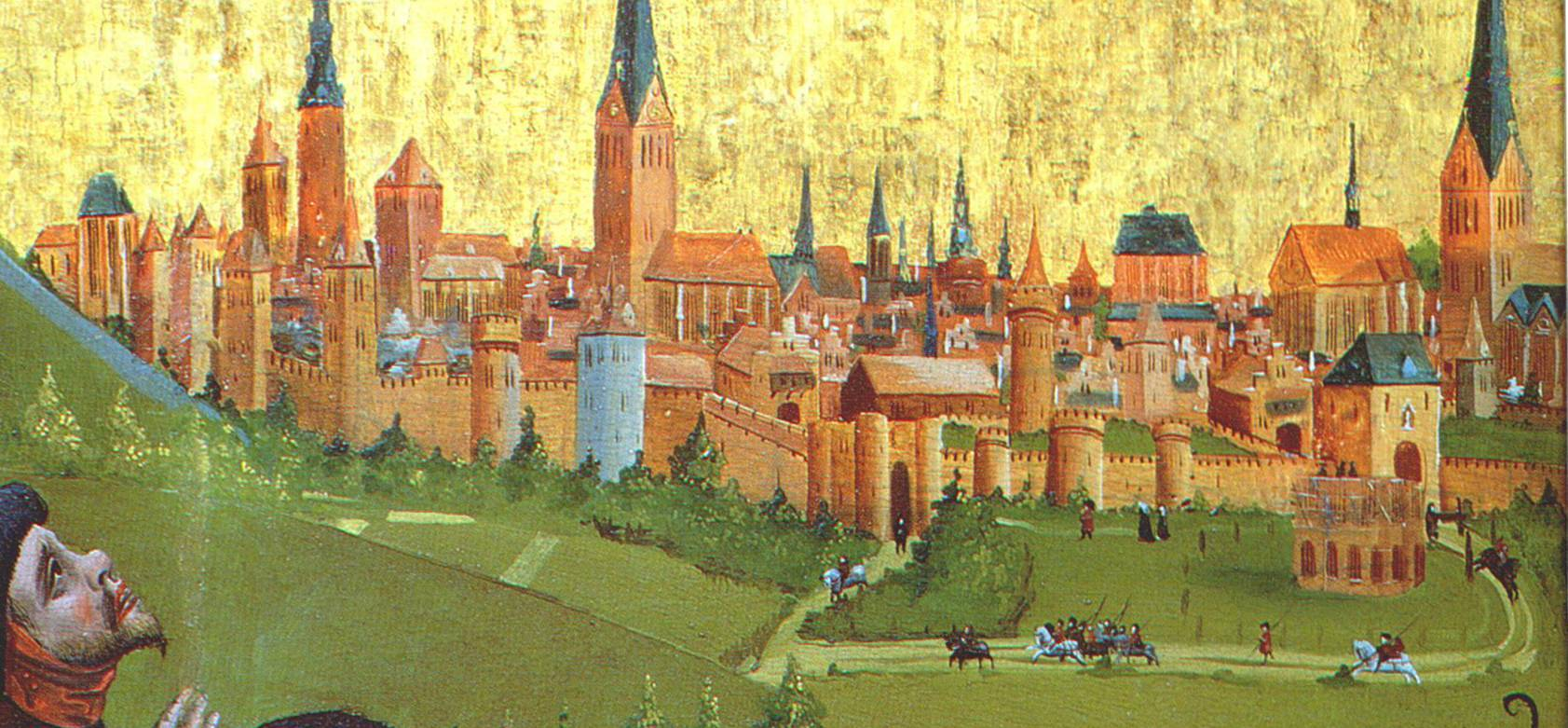
Eine der frühesten Ansichten Lüneburgs, Detail aus Hans Bornemanns Heiligentaler Altar, circa 1445

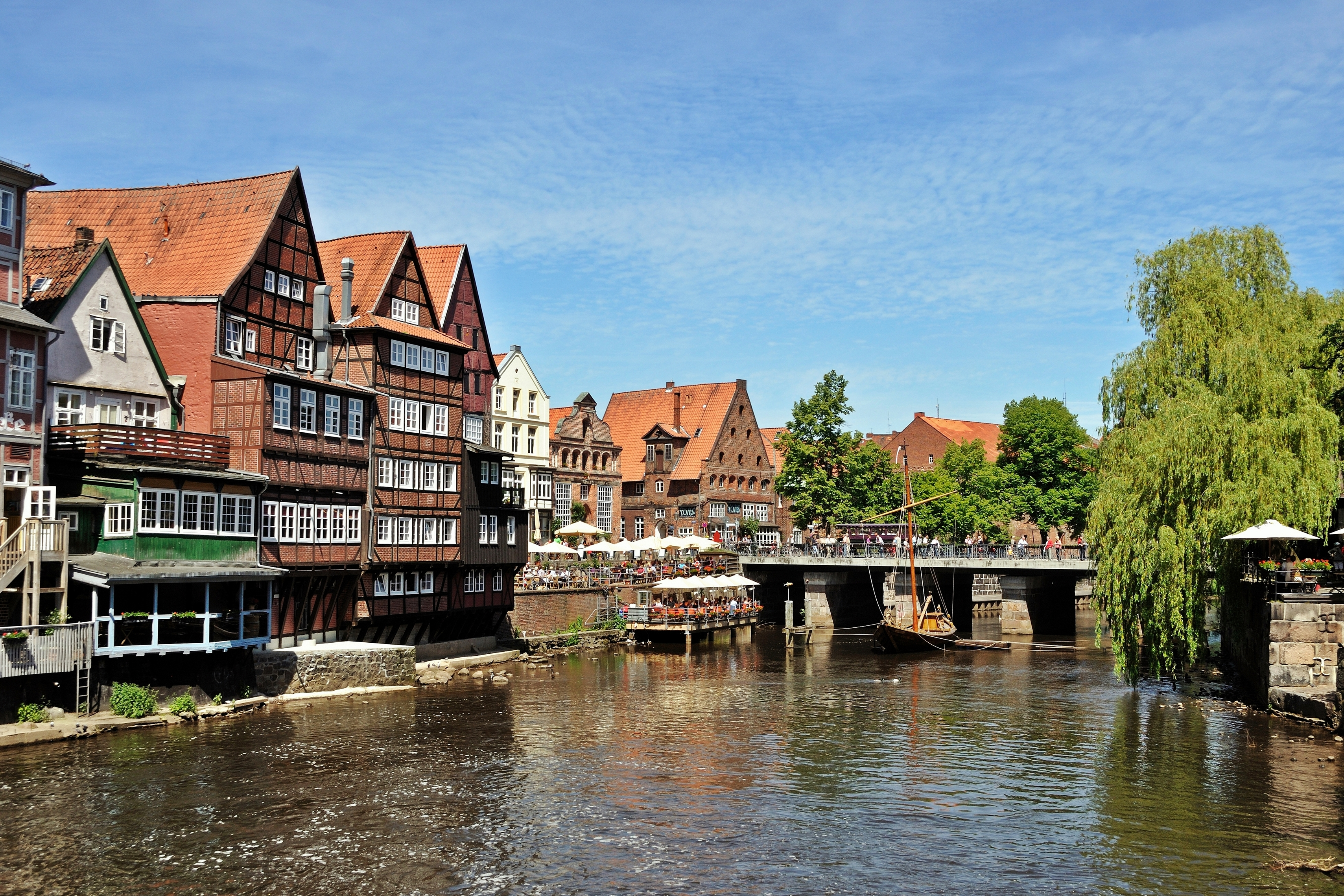
Blick von der Brausebrücke

Durch seine lange Monopolstellung als Salzlieferant im norddeutschen Raum, die erst spät durch Salzimporte aus Frankreich geschwächt wurde, war Lüneburg ein frühes Mitglied der Hanse: Als Bund einzelner Kaufleute in Lübeck 1158 begonnen, kam es 1356 auf dem ersten allgemeinen Hansetag zum Bund von Handelsstädten. Das Lüneburger Salz war notwendig, um die in der Ostsee und vor Norwegen gefangenen Heringe einzupökeln und so konserviert als Fastenspeise im Binnenland anzubieten.
Eine große Rolle spielte der Heringsmarkt der Schonischen Messe. So wurde Lüneburg zusammen mit Visby (den Fischlieferanten) sowie Lübeck (dem zentralen Handelspunkt zwischen Ostsee und Binnenland) rasch zu einer der wichtigsten und reichsten Städte der Hanse. Das Salz wurde im Mittelalter zunächst auf dem Landwege über die Alte Salzstraße nach Lübeck befördert. 1398, mit Eröffnung des Stecknitzkanals, setzte sich der Transport auf dem Wasserweg in die Lübecker Salzspeicher durch.
Um 1235 entstand das Herzogtum Braunschweig-Lüneburg, das wiederholt in verschiedene Linien geteilt und wieder zusammengeführt wurde. Die so immer wieder entstehenden Teilstaaten, die staatsrechtlich im Rang von Fürstentümern standen, erhielten ihre Namen in der Regel nach ihrer jeweiligen Residenz. So entstand zwischen 1267 und 1269 erstmals ein Fürstentum Lüneburg mit Lüneburg als Residenzstadt. Im Zuge des Lüneburger Erbfolgekriegs warfen 1371 aufständische Bürger die Fürsten aus der Stadt und zerstörten die landesherrliche Burg auf dem Kalkberg sowie das nahegelegene Kloster. Die dadurch und mit dem Landfrieden 1392 erkämpften Rechte unterschieden sich besonders im 15. Jahrhundert kaum noch von denen einer freien Reichsstadt; doch eine rechtliche Anerkennung einer Reichsunmittelbarkeit hat es nie gegeben. Diese weitgehenden Rechte konnten bis 1637 verteidigt werden. Das Geld blieb in der Stadt, die reichen Häuser und Kirchen entstanden.
1392 wurde Lüneburg das Stapelrecht verliehen. Es zwang reisende Kaufleute, mit ihren Fuhrwerken Lüneburg aufzusuchen und ihre Waren dort zu „stapeln“, also zum Verkauf anzubieten. Damit die Kaufleute Lüneburg nicht umfahren konnten, wurde um 1397 westlich der Stadt eine unpassierbare Landwehr angelegt, die Errichtung einer östlich gelegenen Landwehr erfolgte um 1479.
Eine Krise bedeutete der Lüneburger Prälatenkrieg von 1446 bis 1462, der erst aufgrund der Intervention des dänischen Königs Christian I., des Bischofs von Schwerin sowie des Lübecker Bischofs Arnold Westphal beigelegt werden konnte. 1454 wurde im Forderungskatalog der Sechziger mehr Einfluss der Bürger im öffentlichen Leben eingefordert. Seit Ende 2007 trägt Lüneburg wieder die Bezeichnung Hansestadt.

### Neuzeit

#### Reformationszeit
In der Reformationszeit wandte sich die Stadt 1529/1530 dem protestantischen Bekenntnis zu, das intensiv von Herzog Ernst 'dem Bekenner' von Braunschweig-Lüneburg vorangetrieben wurde.
Die älteste Spur der reformatorischen Bewegung stammt aus dem Bittgesuch vom 25. März 1525 an Elisabeth von Geldern (eine Tochter Heinrich des Mittleren) des aus Lüneburg verbannten Bürgers Johann Funke, der die Stadt verlassen musste, weil er mit anderen deutsche Psalmen gesungen und, wie andere auch, geistliche und weltliche lutherische Schriften gelesen hatte. Zu dieser Zeit hing die Stadt noch dem alten katholischen Glauben an. Es folgten unruhige Jahre, in denen die Anhänger Roms und die Gefolgsleute Martin Luthers gegeneinander auftraten.
Jedoch änderte sich das 1529/30, als Urbanus Rhegius als Reformator nach Lüneburg berufen wurde, wo er im Frühling 1531 eintraf und auf Begehren der Bürgerschaft eine neue Schul- und Kirchenordnung ausarbeitete. Rhegius kehrte bald wieder nach Celle zurück, reiste jedoch bis 1534 immer wieder nach Lüneburg, um die Reformation zu etablieren, was durch die Unterzeichnung der lutherischen Konkordienformel von 1577 durch Bürgermeister und Rat 1580 bekräftigt wurde.

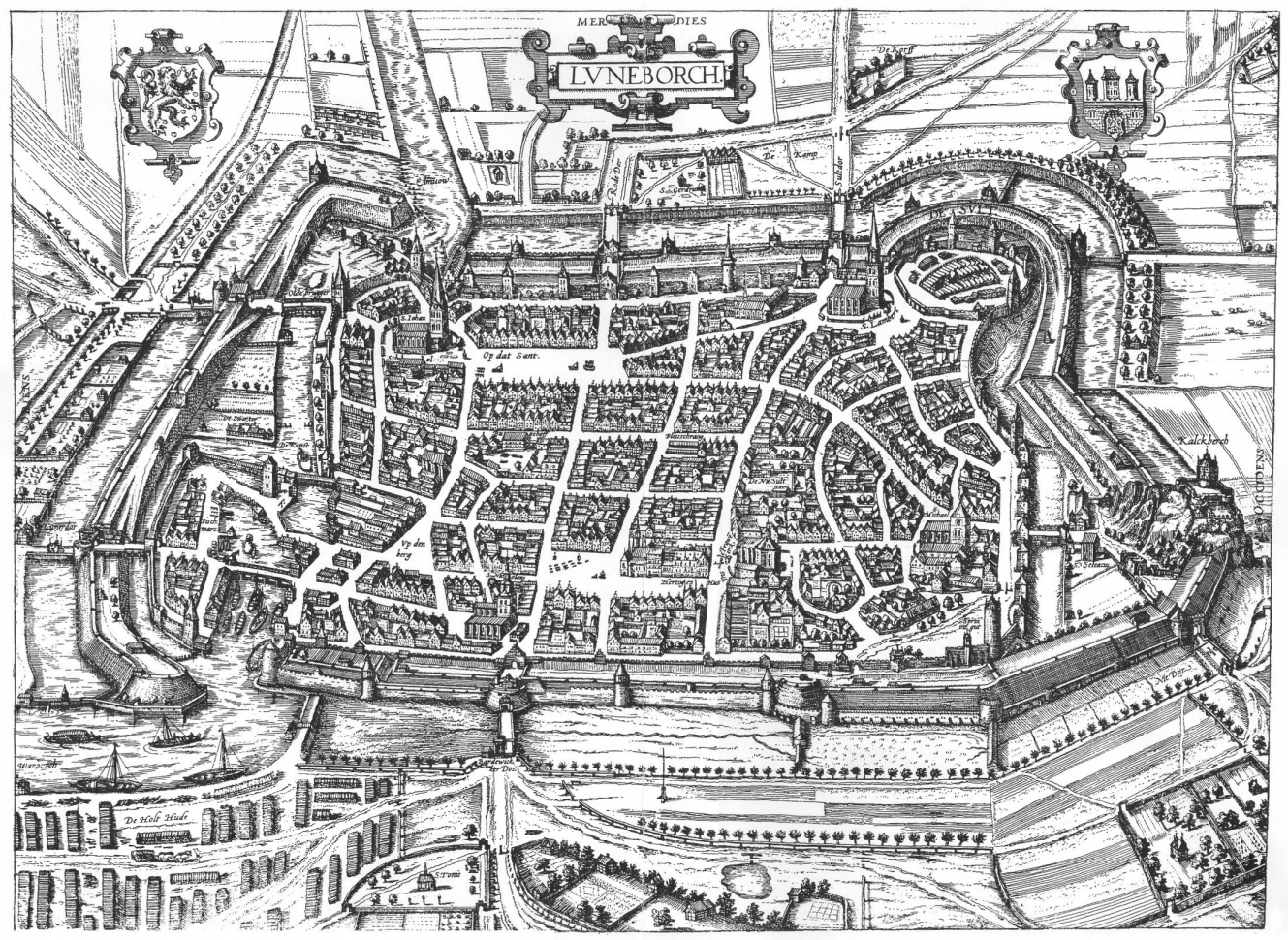
Lüneburg (Lvneborch) 1598. Ansicht von Norden. Gut erkennbar Am Sande und östlich St. Johannis. Weiter westlich die 1861 abgebrochene Lambertikirche (Lambertiplatz)

Es folgte für Lüneburg eine Zeit höchster wirtschaftlicher und kultureller Blüte, wie sie noch nie zuvor und auch für mindestens zweieinhalb Jahrhunderte danach nicht wieder erreicht wurden.
1562 kam es zum Friedensschluss zwischen Lüneburg und dem Landesfürsten, zu dem im Hochsommer des Jahres die Herzöge Heinrich und Wilhelm, der letztere mit seiner Gemahlin Dorothea von Dänemark mit einem ansehnlichen Adelsgefolge in der Stadt erschienen. Mit den Stadtoberen wurden üppige Gelage im Tanzsaal des Rathauses gefeiert, ein Festumzug durchgeführt und den Herzögen Geschenke dargebracht.
Die Stadt wurde zu dieser Zeit als kunstvolles Bauwerk mit Wällen und Gräben, Toren und Türmen bis hinauf zu der von riesigen Wächtern und grimmigen Hunden bewachten Kalkbergveste, mit schmucken Straßen und Plätzen, dem Sand mit seinen schönen Turmbrunnen, den denkwürdigen Kirchen (darunter als vornehmstes Gotteshaus St. Michaelis mit seiner Goldenen Tafel) und Kirchhöfen, den Hospitälern, dem sechstürmigen Rathaus mit dem Weinkeller, dem Fürstenhaus, dem unerschöpflichen Solebrunnen, dem Hafen, dem Kaufhaus mit dem Kran, den Wassermühlen und der Wasserkunst und allgemeinem Wohlstand gepriesen.
Mit dem Niedergang der Hanse – und dem Ausbleiben der Heringe um 1560 vor Falsterbo in Schonen – brachen die großen Kunden für das Salz der Stadt weg; die Stadt verarmte rasch. In der folgenden Zeit wirtschaftlicher Stagnation wurden kaum noch neue Häuser gebaut.

#### Dreißigjähriger Krieg
Der Dreißigjährige Krieg berührte Lüneburg erst ab 1623, als die Stadt sich mit Truppendurchzügen im Land konfrontiert sah. Der Rat verstärkte die Bewachung der Tore und Mauern, lagerte zusätzliche Lebensmittel ein und reparierte die Brustwehren der Stadtmauer. Kriegskommissare und Mannschaften wurden in Sold genommen. 1625/1626 verstärkten sich die Truppendurchzüge, wobei jedoch die Stadt im Gegensatz zu den ländlichen Gebieten verschont wurde.
Verhältnismäßig milde flammte eine erste Pestepidemie 1624 auf, eine weitere brach Ende 1625 aus und wütete bis in das Jahr 1626 hinein. Während der heftigsten Ausbreitungsphase 1626 betrug die Höchstzahl der täglich zu Beerdigenden 50 Tote, die Trauergeläute begannen am frühen Morgen und endeten erst am finsteren Abend. Insgesamt wird die Zahl der Toten in den drei Jahren mit 6000, also annähernd der Hälfte der Bevölkerungszahl Lüneburgs, angegeben, wobei zu beachten ist, dass zu dieser Zeit sehr viele Menschen aus dem Umland in die Stadt geflohen waren.
Trotz Truppendurchmärschen wie 1627 die des Generals Tilly blieb Lüneburg verschont, musste aber allein 1628 bis 1629 33.600 Reichstaler Kriegskontribution zahlen. Zugleich sanken die Einnahmen aus der Sülze und beispielsweise aus der Bierakzise, sodass die Stadtkämmerei vermerkte, noch niemals zuvor so geringe Einkünfte gehabt zu haben.
Das Verlangen, etwa des Herzogs Georg von Braunschweig und Lüneburg-Calenberg, 1631 eine fürstliche Garnison zu errichten, oder des schwedischen General Tott, die Aufnahme einer Besatzung zu erreichen, lehnte der Rat der Stadt ab. Noch 1635 kaufte sich Lüneburg für 10.000 Reichstaler von der schwedischen Besatzung durch General Banér frei, der die Stadt im folgenden Jahr erneut mit Truppen umzingelte und für sich beanspruchte. Nach anfänglichem Widerstand gab die Stadt nach und sah sich gezwungen, weitere harte Bedingungen erfüllen. So musste zum Beispiel eine Plünderung Lüneburgs durch die Soldaten mit 34.000 Reichstalern abgelöst werden. Um diese hohe Summe aufbringen zu können, mussten mehr als 200 Stücke des Ratssilberschatzes zu Geld gemacht werden. Da der Verkauf zu denkbar ungünstigen Zeiten und in Eile stattfinden musste, dürften die dafür erzielten 5000 Reichstaler kaum dem reinen Materialwert entsprochen haben.
Zudem war seit Beginn des Dreißigjährigen Krieges ein innerer Zwist in Lüneburgs Mauern und Rat erwachsen, in dem die Vormachtstellung der herkömmlichen patrizischen Oberschicht zum einen immer schwächer geworden war und die Handwerkszünfte und einfacheren Bürger Zugang zum Rat forderten. Zwischen dem Rat und dem Bürgerausschuss bestanden alte Spannungen, die verschiedene Ursachen hatten. Der Rat bestand aus der reichen Oberschicht, die zumeist die Sülf- und Barmeister stellte, und war nicht frei gewählt. Dieser Stand, der das städtische Regiment darstellte, hatte seine Position wie der Adel ererbt, während die Bürgervertretung aus Handwerkern und Innungen zusammengesetzt war. Gemeinnützigkeit, besonders in Stiftungen und ähnlichem, für die das bisherige Patriziat und die Sülfmeister zuständig waren, wurde zugunsten persönlicher Bereicherung hintertrieben, die Einnahmen und der Wohlstand der Stadt sanken beständig weiter ab.
Als die schwedische Haupttruppe schließlich Lüneburg verließ, ließ sie nur wenige Soldaten zum Schutz der Stadt zurück. Gleichzeitig gelüstete es kaiserliche, kursächsische und kurbrandenburgische Truppen nach der Stadt. Als die Lage für die ausgelaugte Stadt im August 1637 bedrohlich wurde, beschlossen die verzweifelten Bürger Lüneburgs Herzog Georg von Braunschweig-Lüneburg die Tore zu öffnen, um einer feindlichen Einnahme und Brandschatzung zu entgehen.
Lüneburg war im staatsrechtlichen Sinne niemals eine freie Reichsstadt, obgleich die Kaiser selber und ihre Kanzlei darüber im Unklaren waren, hatte faktisch aber dennoch diesen Status und war in seiner Freiheit und in seinem Reichtum den Herzögen von Braunschweig-Lüneburg seit dem Verlust ihrer Burg auf dem Kalkberg 1371 ein Dorn im Auge. Am 3. September 1637 rückte der Herzog mit drei Kompanien in Lüneburg ein, das ihm vom schwedischen Oberst Stammer kampflos übergeben wurde (der dafür auf Befehl von General Banér in Wismar hingerichtet wurde).
Der Herzog setzte im Dezember 1637 den patrizischen Rat Lüneburgs ab, „weil er die Einnehmung der Schweden ohne Teilnahme der Bürgerschaft und zum Missfallen des fürstlichen Hauses gehandelt“ habe. Der neue Rat erwies sich allerdings nicht als handlungskräftig, sodass die Bürgerschaft wieder die Einsetzung des alten patrizischen Rates forderte. Es folgten zähe Verhandlungen zwischen Bürgermeistern und Rat Lüneburgs zum einen und dem Fürstenhaus zum anderen, bis im Mai 1639 Herzog Georg von Braunschweig-Lüneburg seine neue Machtstellung vollends durchsetzte:

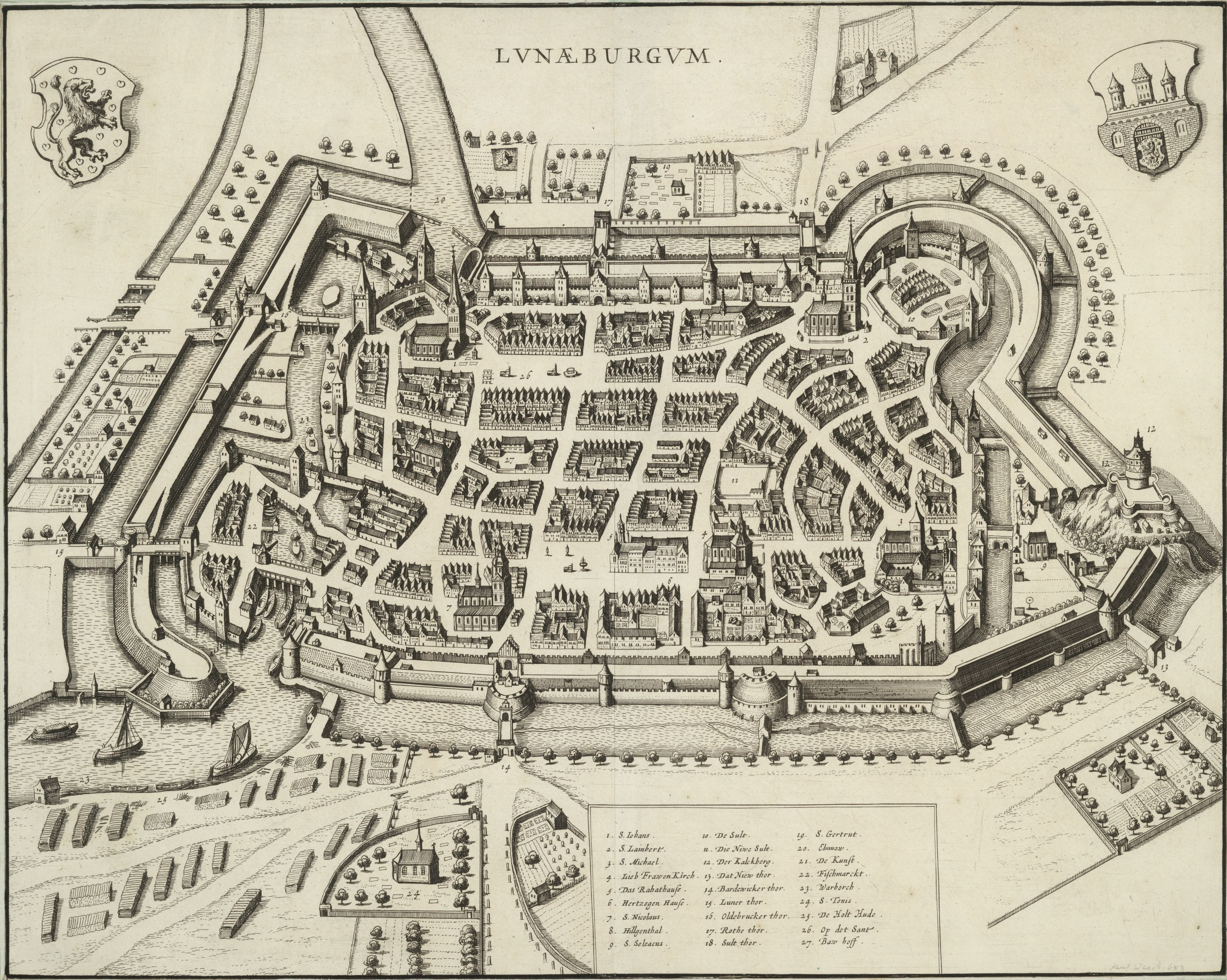
Lüneburg um 1682

Es mussten Bürgermeister und Ratsherren, alte und neue, die drei Ordines und sämtliche Gilden, Zünfte und Innungen mit der gesamten Bürgerschaft den Fürsten von Braunschweig-Lüneburg als ihrer von Gott vorgesetzten unmittelbaren hohen Obrigkeit die Untertänigkeit und Gehorsam beeiden. Am deutlichsten wurde die Verschiebung der Machtverhältnisse zugunsten des Fürstenhauses von Braunschweig-Lüneburg zum einen in der Stationierung eines Stadthauptmannes und 75 ihm zugeordneter Männer, die sowohl dem Landesfürsten wie auch der Bürgergemeinde verpflichtet wurden, zum anderen in der Abtretung des Kalkberges, der 1371 mit seiner fürstlichen Feste von den Bürgern der Stadt erobert worden war und „an dem die stolzesten Erinnerungen jedes Bürgers hafteten, den die Stadt einst mit List und Gewalt bezwungen, dann aber ehrlich mit großen Summen erkauft hatte“. Alle Stadt- und Mauertürme, die den freien Blick vom Kalkberg auf Lüneburg hinderten, mussten niedergerissen werden. Die Handwerker wurden zum Rat der Stadt zugelassen, allerdings hatten die alteingesessenen Patrizierfamilien nach wie vor Anspruch auf die Hälfte der Ratsplätze sowie auch die ersten beiden Bürgermeister aus ihren Reihen gestellt wurden.
Lüneburg erlitt den Verlust seiner Freiheit und die Vormachtstellung des bisher herrschenden Patriziats war für immer gebrochen, was sich in den Bauten der Stadt noch spiegelt, die bis um 1620 den Reichtum der patrizischen Familien Lüneburgs zur Schau stellten, danach kaum noch in dieser Größe und Pracht errichtet worden sind. Zudem war die Stadt enorm hoch verschuldet, sodass noch 1682 die Steuern „zur Abtragung von Kriegs- und anderen Schulden“ erhöht werden mussten. Bis in das 18. Jahrhundert hinein prägte die Stadt Lüneburg noch Münzen. 2/3 Taler wurden noch 1702 geprägt, eigenes Kupferkleingeld, der Scherf, noch bis 1777.

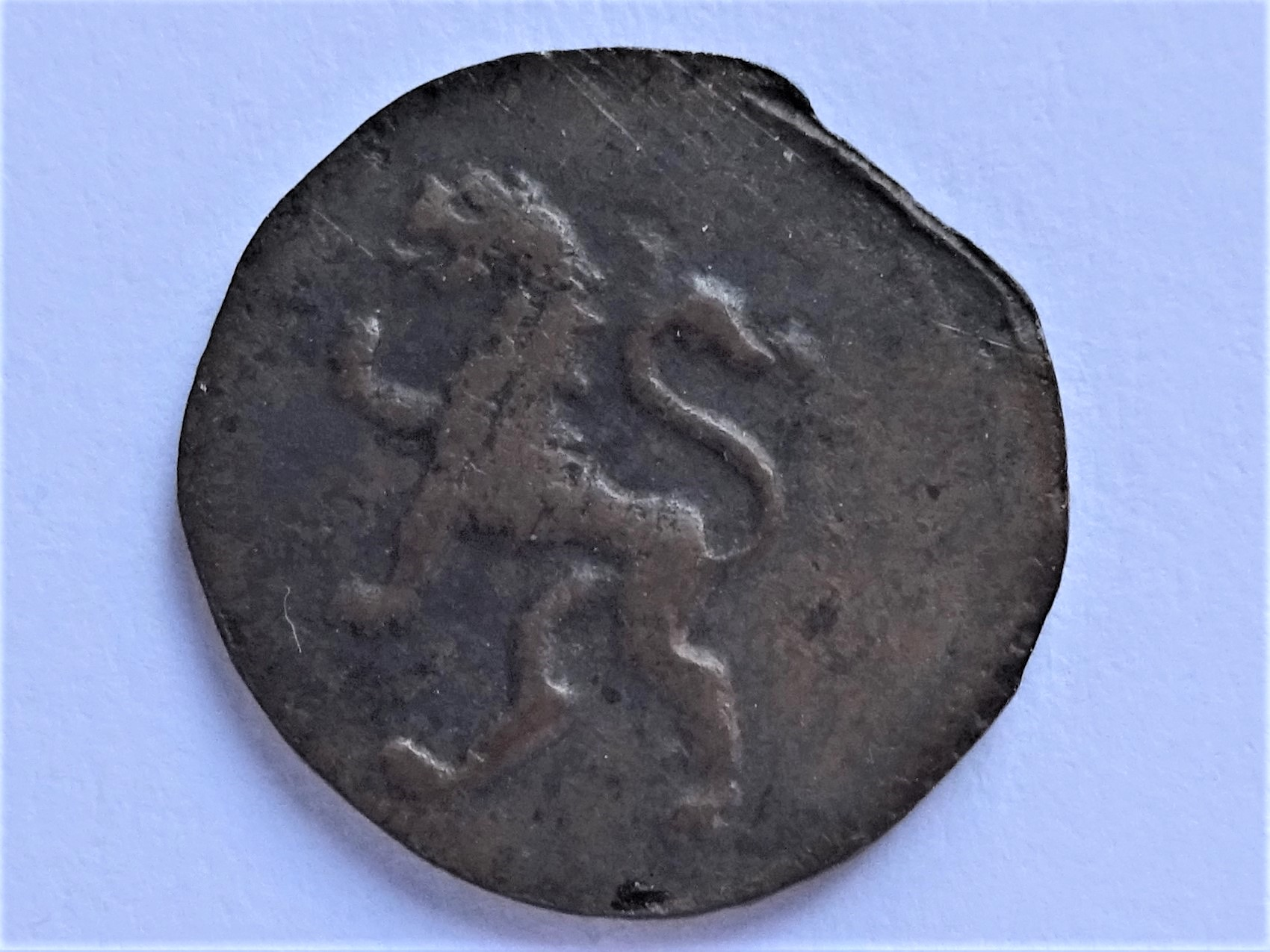
Lüneburger Scherf von 1769, Löwe

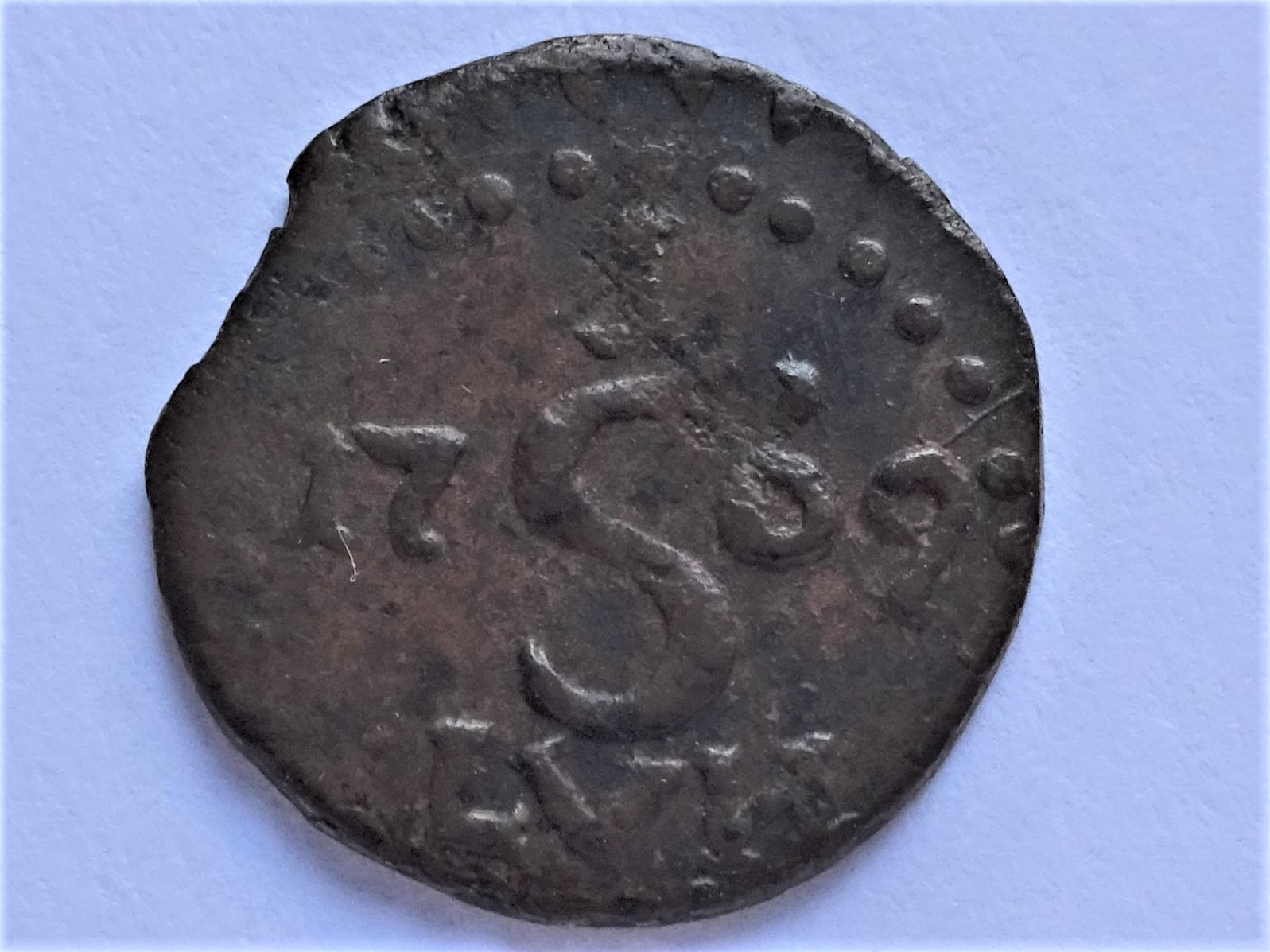
Scherf, Wertseite mit LVN im Abschnitt

#### 19. und 20. Jahrhundert
1810 wurde Lüneburg von Napoleon annektiert; die Franzosenzeit begann. Als im März 1813 nach der Niederlage der Franzosen in Russland eine allgemeine Volkserhebung in Norddeutschland ausbrach, verjagten die Lüneburger die französischen Beamten. Die Folge war das Gefecht bei Lüneburg am 2. April 1813.
Heinrich Heine, dessen Eltern von 1822 bis 1826 im heutigen Heinrich-Heine-Haus in Lüneburg lebten, nannte es seine „Residenz der Langeweile“. Gegen Ende des 19. Jahrhunderts wurde Lüneburg Garnisonsstadt, was es blieb (Theodor-Körner-Kaserne).

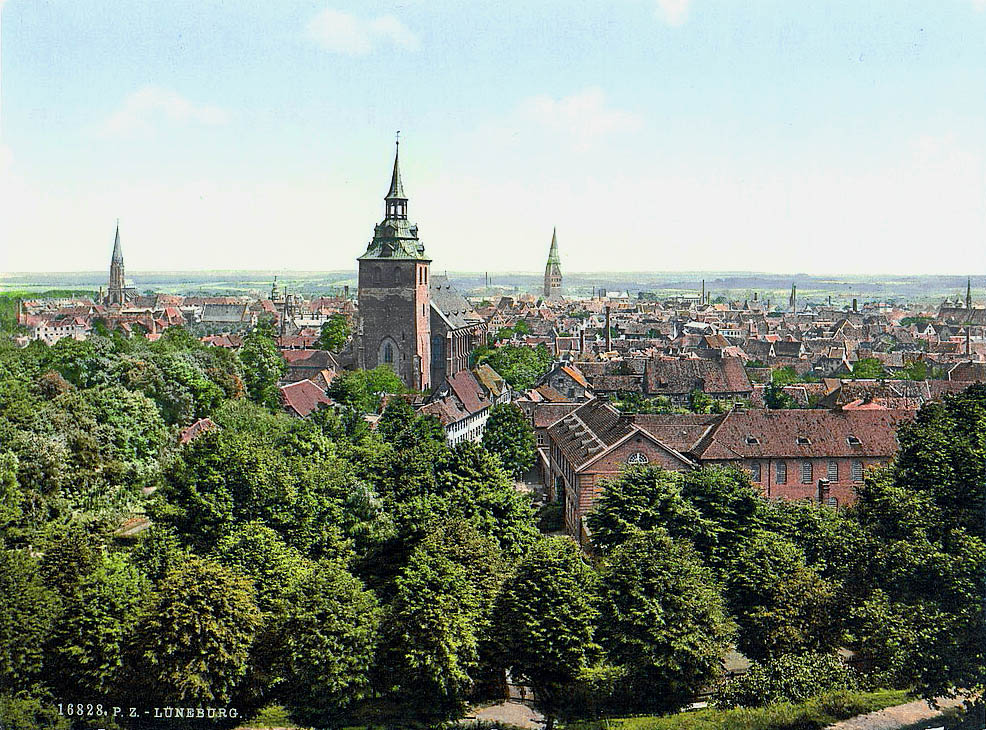
Lüneburg um 1895 – Blick vom Kalkberg nach Osten

Für 200 jüdische Lüneburger wurde 1894 von der Jüdischen Gemeinde in Lüneburg die Synagoge an der Ecke Schifferwall/Reichenbachstrasse eingeweiht. An der wirtschaftlichen und kulturellen Entwicklung Lüneburgs waren jüdische Lüneburger aktiv beteiligt.
Lüneburg hatte eine aktive Arbeiterbewegung. Nach der Auflösung des Lüneburger Arbeiter- und Soldatenrates 1919 übernahmen diese führende Stellen in den Gewerkschaften. 1922 gründeten die Gewerkschaften ein eigenes Zentrum – Volkshaus – für die Arbeiterbewegung in der Schröderstraße 16, das als Gastwirtschaftsbetrieb, Restaurant, Gesellschafts- und Versammlungssäle, Verkehrslokal der freien Gewerkschaften, der SPD und von Vereinen diente. Einer der Gründer war Ernst Braune, nach 1945 Oberbürgermeister von Lüneburg.
Nach der Machtergreifung der Nationalsozialisten wurden die ansässigen Juden zunächst im öffentlichen Leben boykottiert, in den folgenden Jahren vertrieben, in Konzentrationslager deportiert und im Holocaust ermordet. In Lüneburg erinnern 64 Stolpersteine an das Schicksal von Opfern des NS-Regimes. Stadtrundgänge der Geschichtswerkstatt Lüneburg führen an einige ehemalige Wohn-, Lern- und Arbeitsorte von Lüneburgern, die Opfer des Nationalsozialismus wurden, sowie zu Orten in Lüneburg, die in der Zeit des Nationalsozialismus eine wesentliche Rolle spielten.
In der Kinderfachabteilung Lüneburg, Teil der Landes-Heil- und Pflegeanstalt Lüneburg, wurden zwischen 1941 und 1945 vermutlich über 300 Kinder im Rahmen der „Kinder-Euthanasie“ getötet.
Durch Luftangriffe auf Lüneburg entstanden nur relativ geringe Schäden. In der Nacht vom 12. auf den 13. August 1941 fielen zum ersten Mal Bomben auf Lüneburg, wobei im Stadtteil Im Grimm verschiedene Häuser zerstört und andere beschädigt wurden und zwei Menschen Verletzungen erlitten. Am 2. April 1944 schlugen nachts weit verstreut einige Bomben in Lüneburg ein, dadurch wurden mehrere Menschen getötet sowie zwei Wohnhäuser in der Bleckeder Landstraße und eines am Lüner Weg zerstört. Ein Mahnmal im Tiergarten beim Bahnhofsgelände erinnert an ein Massengrab von 256 KZ-Häftlingen, deren Transport aus einem Außenlager des KZ Neuengamme in Wilhelmshaven hier am 7. April 1945 bombardiert wurde. Ebenfalls hier bestattet sind Opfer vom 11. April 1945. Es wurden bis zu 80 der dadurch verletzten und geschwächten, aber lebenden Häftlinge, die nicht weitertransportiert werden sollten, in einem Massenmord von Marinesoldaten erschossen. Am 18. April 1944 wurde der Fliegerhorst mittags von etwa 30 Flugzeugen angegriffen und erheblich beschädigt. Insgesamt wurden in Lüneburg im Zweiten Weltkrieg 43 Häuser vollständig zerstört. 270 Wohnungen wurden unbewohnbar, was einem Zerstörungsgrad von 2,6 % entspricht. Abgefahren wurden insgesamt 11.200 m³ Trümmerschutt.
Am Abend des 4. Mai 1945 unterschrieb eine autorisierte Delegation der letzten Reichsregierung im Sonderbereich Mürwik im Hauptquartier südlich von Lüneburg auf dem Timeloberg (beim Dorf Wendisch Evern) im Beisein von Feldmarschall Bernard Montgomery die Teilkapitulation der Wehrmacht für Nordwestdeutschland, Dänemark und die Niederlande, also für den weitaus größten Teil des zu diesem Zeitpunkt noch von deutschen Truppen gehaltenen Territoriums, womit faktisch dort die Kampfhandlungen endeten. Kurz darauf folgte die Bedingungslose Kapitulation der Wehrmacht. Am 23. Mai 1945 nahm sich Reichsführer SS Heinrich Himmler in Lüneburg in britischer Gefangenschaft das Leben, indem er eine Zyankali-Kapsel zerbiss.

### Nachkriegszeit

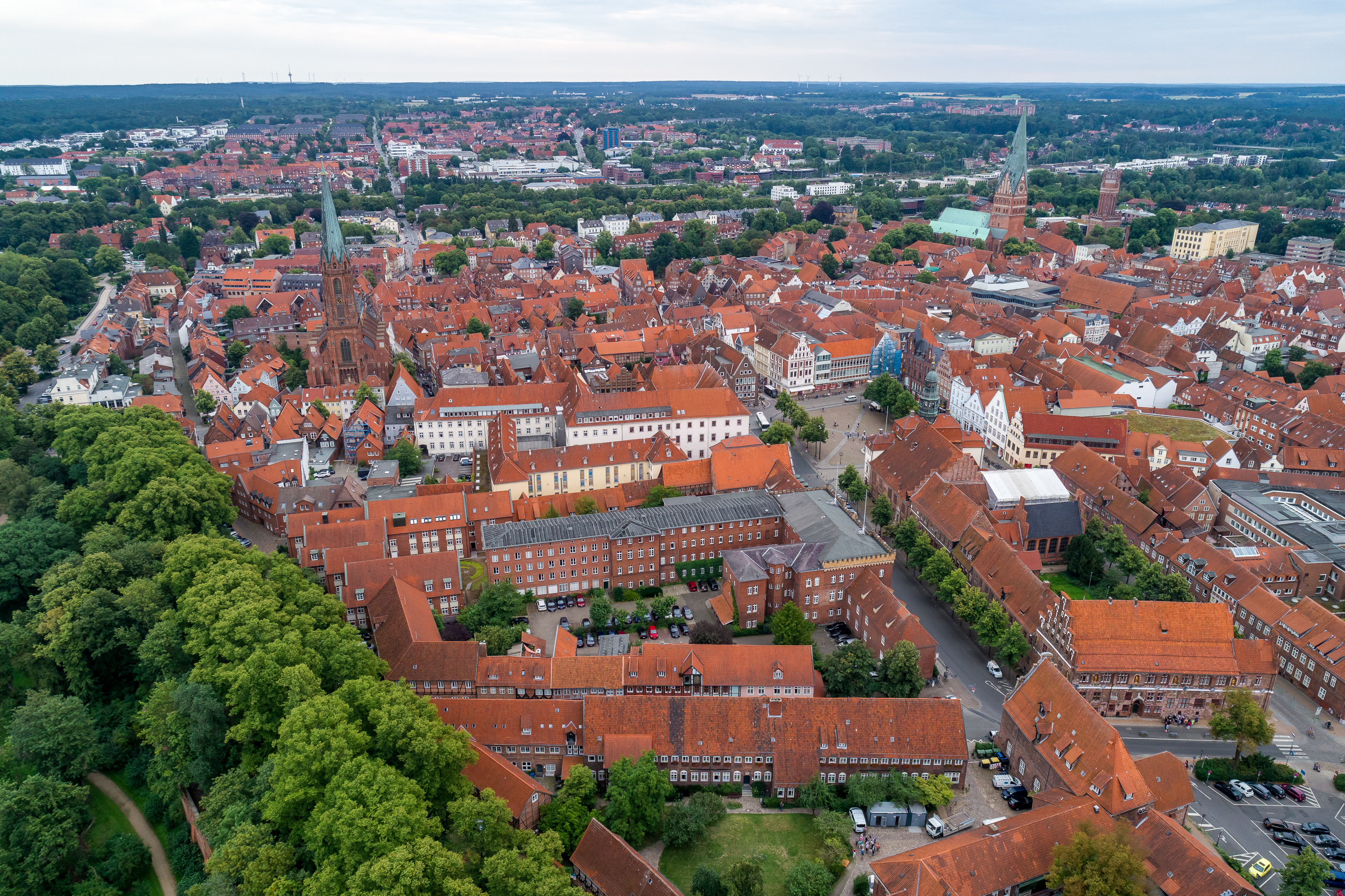
Luftbild der Innenstadt

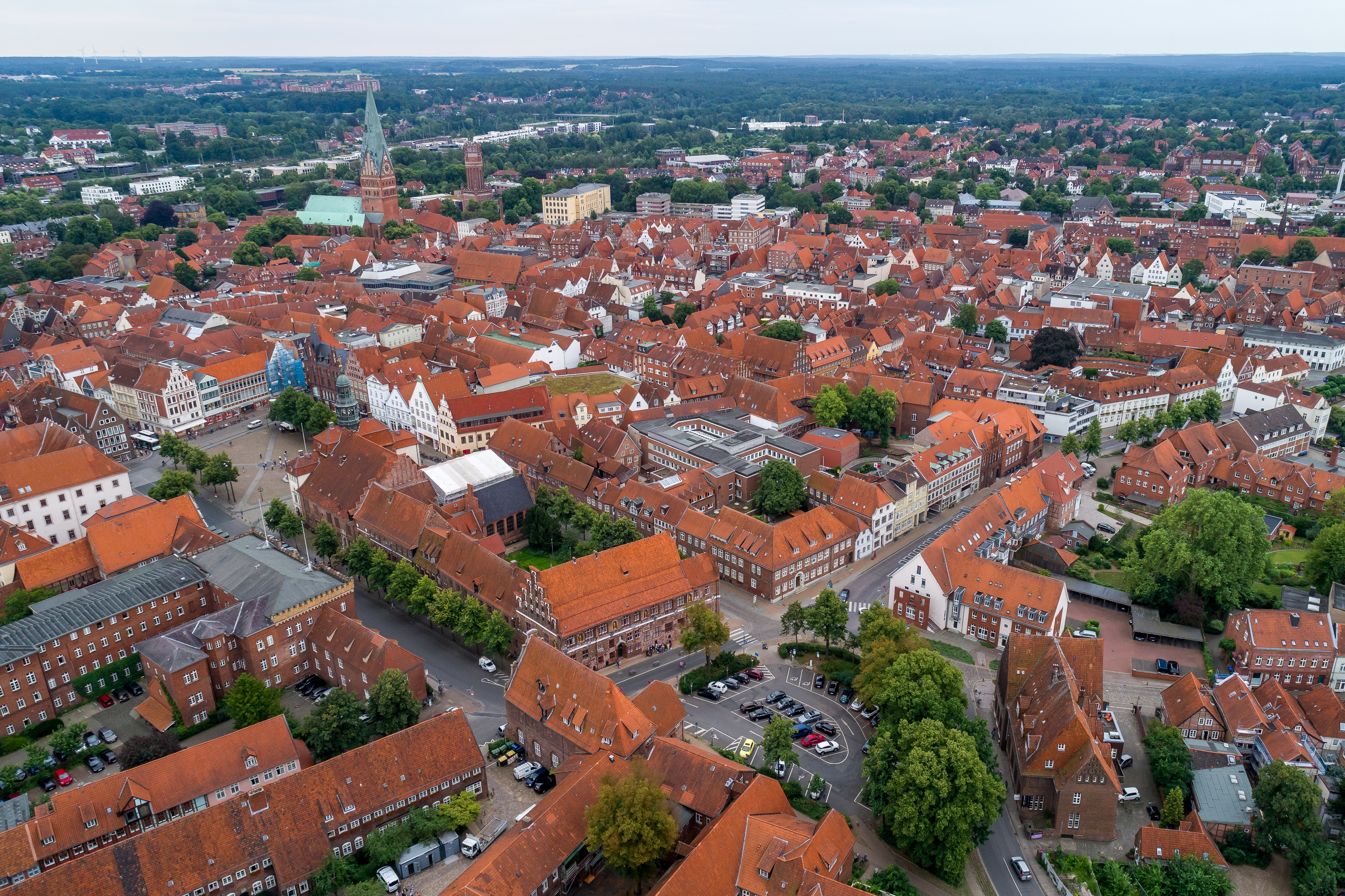
Luftbild der Innenstadt

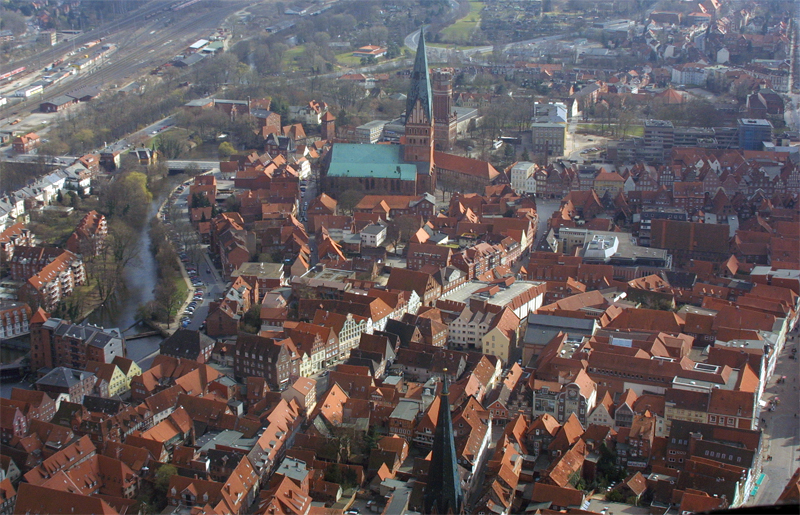
Luftbild der südlichen Innenstadt

Noch vor dem Nürnberger Prozess gegen die Hauptkriegsverbrecher begann in Lüneburg am 17. September 1945 der erste Kriegsverbrecher-Prozess, der sogenannte Bergen-Belsen-Prozess, bei dem 45 Menschen angeklagt wurden.
Der Verfall der Bausubstanz nach Ende des Zweiten Weltkriegs führte zu verschiedenen Überlegungen, wie die Wohnqualität zu verbessern sei. Ein ernsthaft diskutierter Vorschlag war, die gesamte Altstadt abzureißen und durch moderne Bauten zu ersetzen. Durch den folgenden Bürgerprotest wurde Lüneburg einer der Kristallisationspunkte für einen neuen Gedanken: den Denkmalschutz. Seit den frühen 1970er Jahren wurde die Stadt systematisch restauriert. Besondere Verdienste erwarb sich dabei bereits Ende der 1960er Jahre Curt Pomp: Gegen zahlreiche Widerstände aus Politik und Verwaltung setzte er sich in dem von ihm gegründeten Arbeitskreis Lüneburger Altstadt für die Erhaltung historischer Bausubstanz ein. Sein Engagement wurde belohnt mit dem Deutschen Preis für Denkmalschutz und dem Bundesverdienstkreuz. Die Lüneburger Altstadt ist als Folge dieser Restaurierungen – 1300 Backsteinhäuser sind denkmalgeschützt – eine Touristenattraktion; wichtige Teile der Wirtschaft sind auf Tourismus ausgerichtet.
Im Rahmen der Bundeswehrreform wurden seit 1990 zwei der drei Bundeswehr-Kasernen der Stadt geschlossen und die verbliebene verkleinert. Zusätzlich wurde die Bundesgrenzschutz-Kaserne aufgelöst, die heute teilweise von der Landesbereitschaftspolizei Niedersachsen (4. Einsatzhundertschaft) genutzt wird. Auf dem Gelände der ehemaligen Bundesgrenzschutzkaserne entsteht der Lünepark mit neuen Gewerbeflächen für Existenzgründer. Die Wirtschaftsförderung und viele Firmen aus dem IT-Bereich haben sich bereits angesiedelt. In der Nähe wurde im Mai 2006 die Johannes-Westphal-Brücke für den Verkehr geöffnet. Diese verbindet den neu geschaffenen Lünepark mit dem jenseits der Ilmenau liegenden Stadtteil Goseburg.
Die Universität Lüneburg wurde auf das Gelände der ehemaligen Scharnhorstkaserne verlegt. Die Universität Lüneburg entwickelte sich aus der Pädagogischen Hochschule (PH), die 1978 zur selbständigen wissenschaftlichen Hochschule mit Habilitationsrecht umgewandelt und im Mai 1989 in „Universität Lüneburg“ umbenannt wurde. Seit ihrem Umzug auf das ehemalige Kasernengelände zog die Universität immer mehr Studenten an. Der Ausbau der Universität ist ein wichtiger Beitrag zur Umstrukturierung der Stadt zu einem Dienstleistungszentrum.
Im Zuge der Gebietsreform von 1974 verlor Lüneburg den Status einer kreisfreien Stadt und wurde in den Landkreis Lüneburg eingegliedert. Mit Wirkung vom 5. Oktober 2007 wurde der Stadt Lüneburg die Bezeichnung „Hansestadt“ verliehen. Damit war sie die erste niedersächsische Stadt, die diese Bezeichnung trägt.
Am 23. September 2008 erhielt die Stadt den von der Bundesregierung verliehenen Titel „Ort der Vielfalt“.

### Eingemeindungen
- 1. April 1943: Hagen und Lüne
- 1. März 1974:[34] Häcklingen, Ochtmissen, Oedeme und Rettmer sowie Gebietsteile Alt-Hagen und Pflegerdorf/Gut Wienebüttel
- 1. April 1974:[34] Gebietsteile Ebensberg und Olm der Gemeinde Adendorf

### Bevölkerungsentwicklung
Lüneburg hatte bereits im Spätmittelalter und zu Beginn der Neuzeit etwa 14.000 Einwohner und gehörte damit zu den damaligen großen Städten. Die Einwohnerzahl sank mit dem wirtschaftlichen Niedergang bis 1757 auf 9400 und stieg danach wieder an. Nach dem Zweiten Weltkrieg brachten Flüchtlinge und Vertriebene innerhalb weniger Monate einen Zuwachs um 18.000 Personen auf 53.000 Einwohner. Das starke Bevölkerungswachstum seit den 1960er Jahren erfolgte unter anderem durch Umzug aus der Hamburger Stadtregion.
Mit den drei größten Gemeinden Adendorf, Bardowick und Reppenstedt bildet die Hansestadt ein urbanes Gebiet mit rund 100.000 Einwohnern. Durch die Nähe zu Hamburg kommt es zu größerer Verdichtung im Lüneburger Umland (Agglomeration ca. 126.000 Einwohner).
Übersicht nach dem jeweiligen Gebietsstand; bis 1813 zumeist Schätzungen, danach Volkszählungsergebnisse ( 1) oder amtliche Fortschreibungen des Statistischen Landesamtes. Die Angaben beziehen sich ab 1871 auf die „Ortsanwesende Bevölkerung“, ab 1925 auf die Wohnbevölkerung und seit 1987 auf die „Bevölkerung am Ort der Hauptwohnung“. Vor 1871 wurde die Einwohnerzahl nach uneinheitlichen Erhebungsverfahren ermittelt.

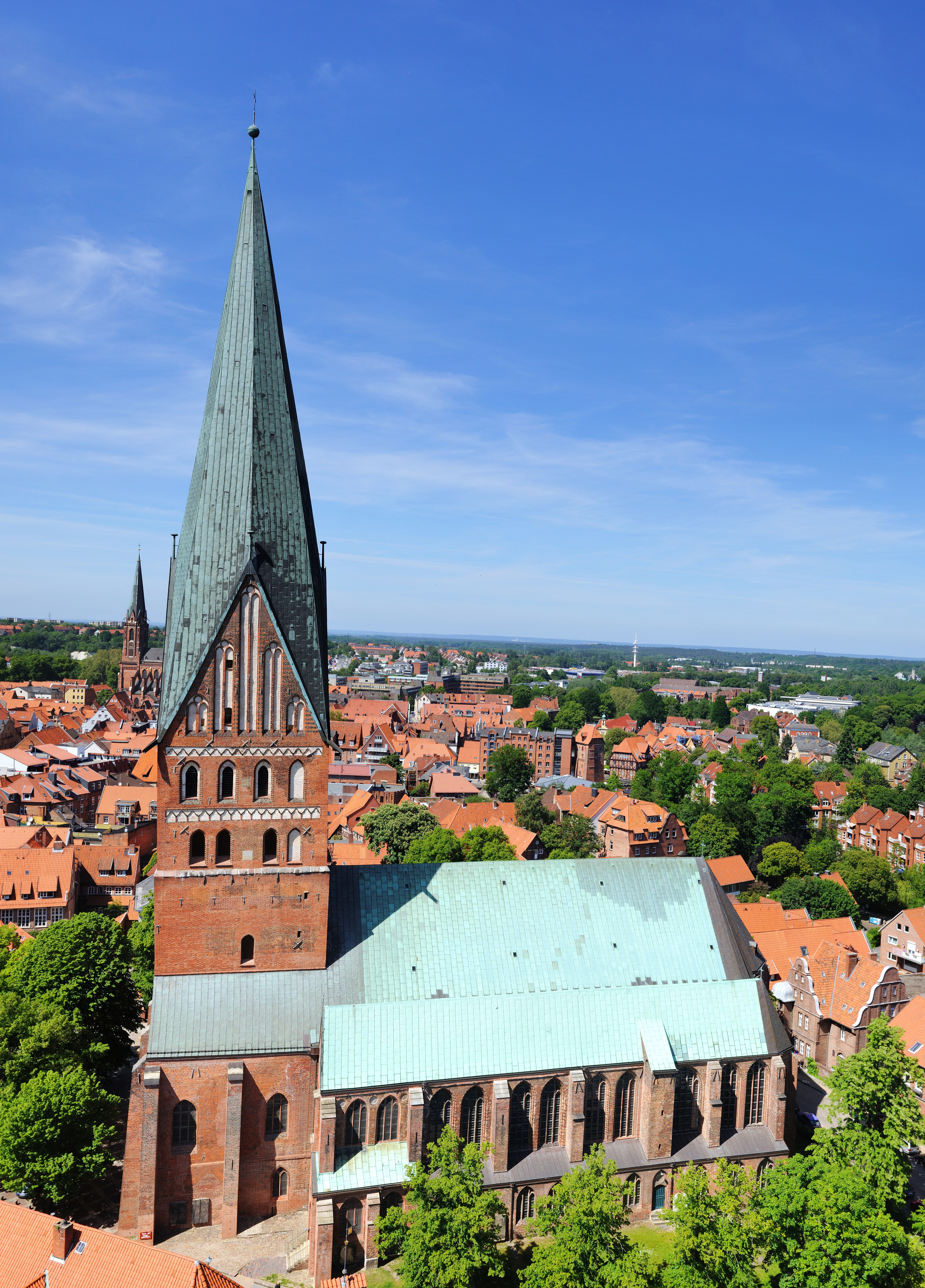
St. Johannis

| Jahr               | Einwohner |
| ------------------ | --------- |
| 1530 0             | 14.000    |
| 1699 0             | 11.000    |
| 1757 0             | 09.426    |
| 1813 0             | 10.400    |
| 3. Dezember 1855 1 | 13.352    |
| 3. Dezember 1861 1 | 14.400    |
| 3. Dezember 1867 1 | 15.900    |
| 1. Dezember 1871 1 | 16.284    |
| 1. Dezember 1875 1 | 17.500    |
| 1. Dezember 1880 1 | 19.100    |
| 1. Dezember 1885 1 | 19.336    |

| Jahr                | Einwohner |
| ------------------- | --------- |
| 1. Dezember 1890 1  | 20.665    |
| 2. Dezember 1895 1  | 22.309    |
| 1. Dezember 1900 1  | 24.693    |
| 1. Dezember 1905 1  | 26.571    |
| 1. Dezember 1910 1  | 27.790    |
| 8. Oktober 1919 1   | 27.579    |
| 16. Juni 1925 1     | 28.923    |
| 16. Juni 1933 1     | 31.171    |
| 17. Mai 1939 1      | 35.239    |
| 31. Dezember 1945 0 | 53.095    |
| 29. Oktober 1946 1  | 49.169    |

| Jahr                 | Einwohner |
| -------------------- | --------- |
| 13. September 1950 1 | 58.139    |
| 25. September 1956 1 | 56.845    |
| 31. Dezember 1965 0  | 60.269    |
| 27. Mai 1970 1       | 59.516    |
| 31. Dezember 1975 0  | 64.586    |
| 31. Dezember 1980 0  | 62.225    |
| 31. Dezember 1985 0  | 59.645    |
| 31. Dezember 1990 0  | 61.870    |

| Jahr              | Einwohner |
| ----------------- | --------- |
| 31. Dezember 2000 | 67.398    |
| 31. Dezember 2005 | 71.842    |
| 31. Dezember 2010 | 72.983    |
| 31. Dezember 2015 | 74.072    |
| 31. Dezember 2019 | 75.711    |
| 31. Dezember 2022 | 76.837    |
| 31. Dezember 2023 | 77.511    |
| 31. Dezember 2024 | 79.697    |

## Religion

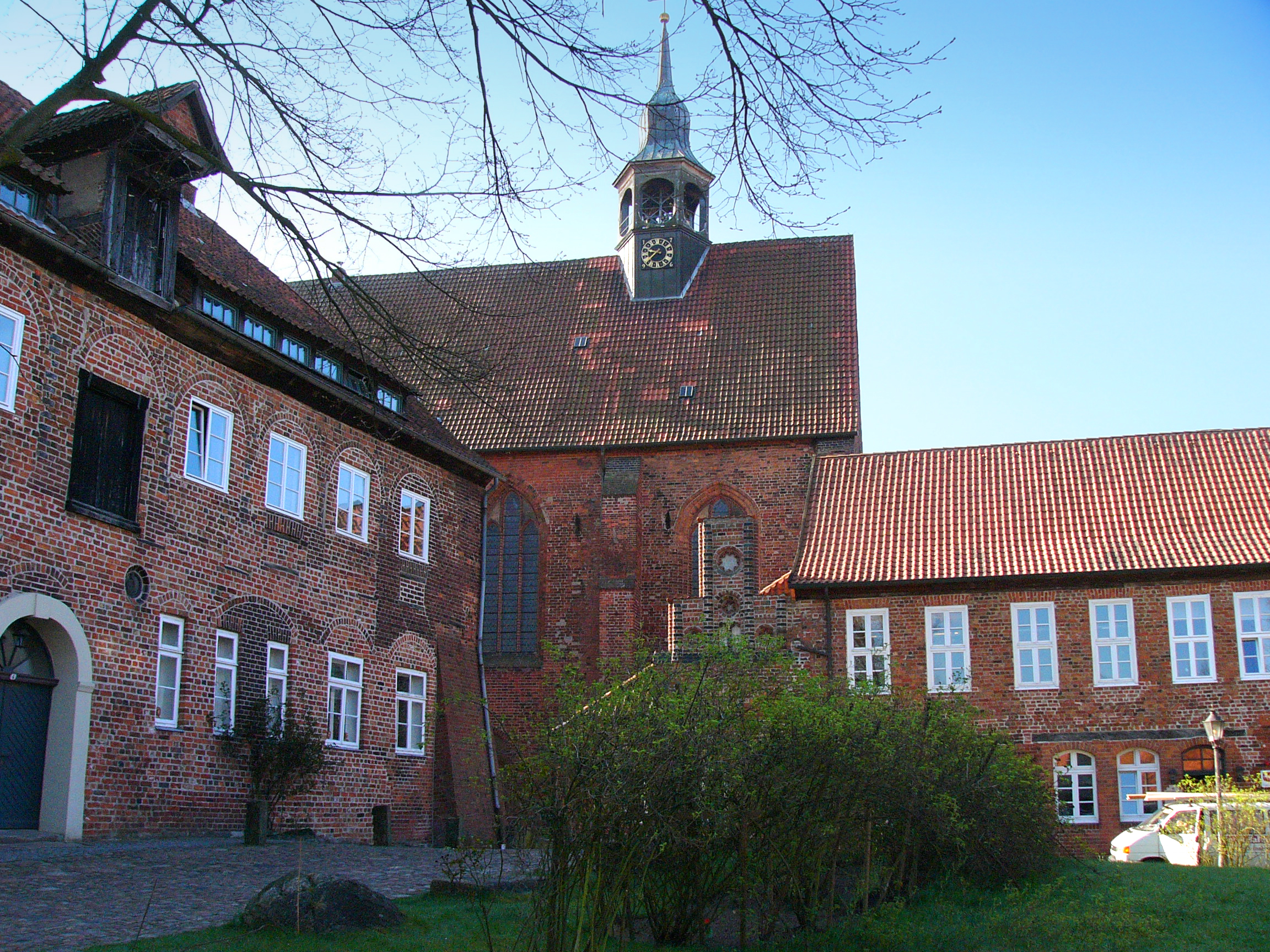
Kloster Lüne

### Konfessionsstatistik

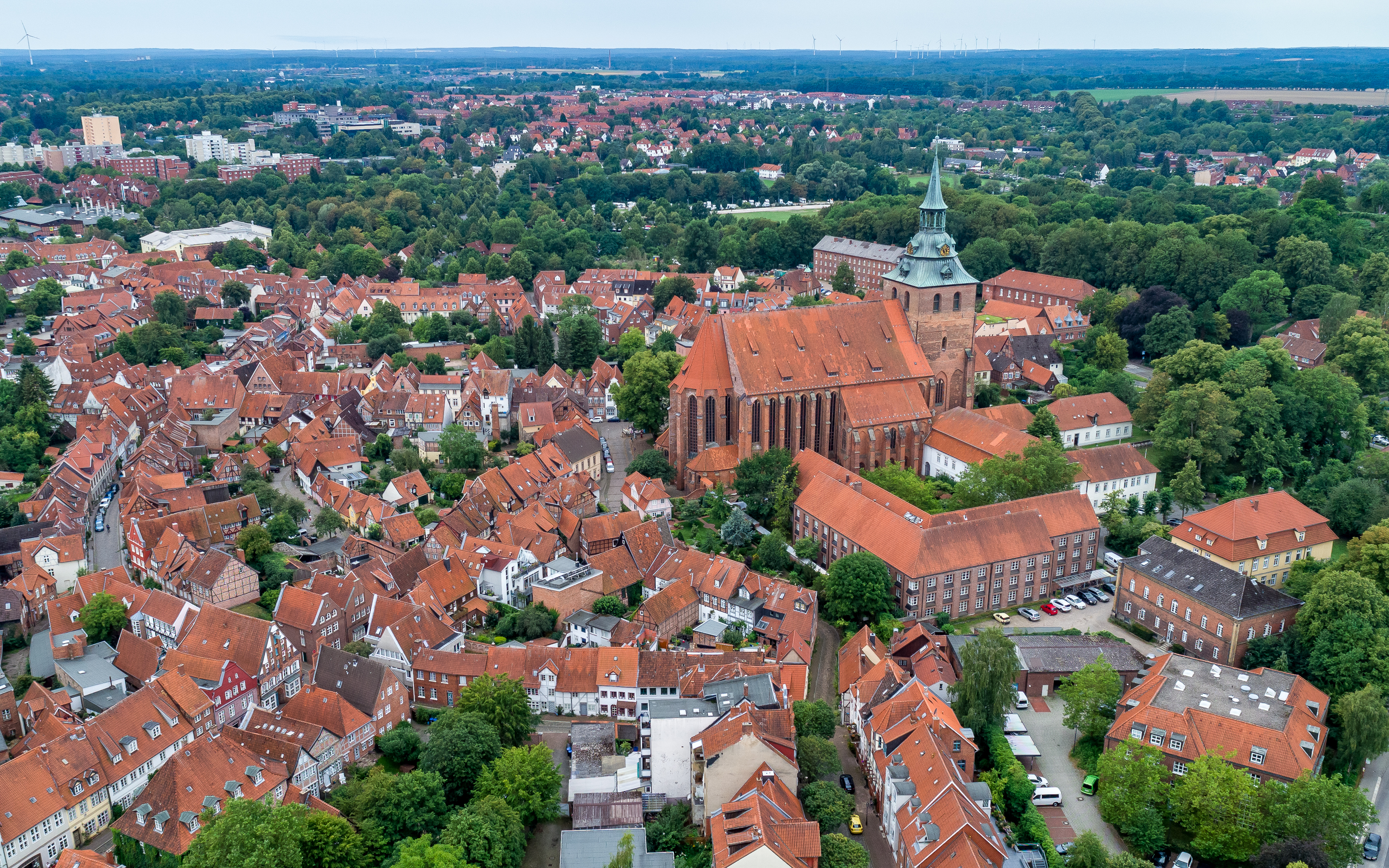
Die St.-Michaelis-Kirche

Gemäß dem Zensus 2011 waren 45,6 % der Einwohner evangelisch, 9,1 % römisch-katholisch und 45,3 % waren konfessionslos, gehörten einer anderen Religionsgemeinschaft an oder machten keine Angabe. Der Anteil der Protestanten und Katholiken an der Gesamtbevölkerung ist seitdem jährlich um 1 % gesunken. Gemäß dem Zensus 2022 waren 35,6 % der Einwohner evangelisch, 7,4 % katholisch, und 57,0 % waren konfessionslos, gehörten einer anderen Glaubensgemeinschaft an oder machten keine Angabe.

### Christentum
Lüneburg ist Sitz eines Kirchenkreises. Die drei verbliebenen historischen Stadtkirchen St. Johannis, St. Michaelis und St. Nicolai sind evangelisch. Die Kirchengemeinde Lüne nutzt die historische St.-Bartholomäi-Kirche des Klosters Lüne im Stadtteil Lüne-Moorfeld und das Gemeindehaus in Ebensberg. Moderne Kirchen in Lüneburg sind die Kreuzkirche am Bockelsberg, das Martin-Luther-Haus mit Kirchsaal aus den 1950er Jahren in Goseburg-Zeltberg, die Paul-Gerhardt-Kirche von 1963 in Neu Hagen und die Pauluskirche von 1971 auf dem Kreideberg.

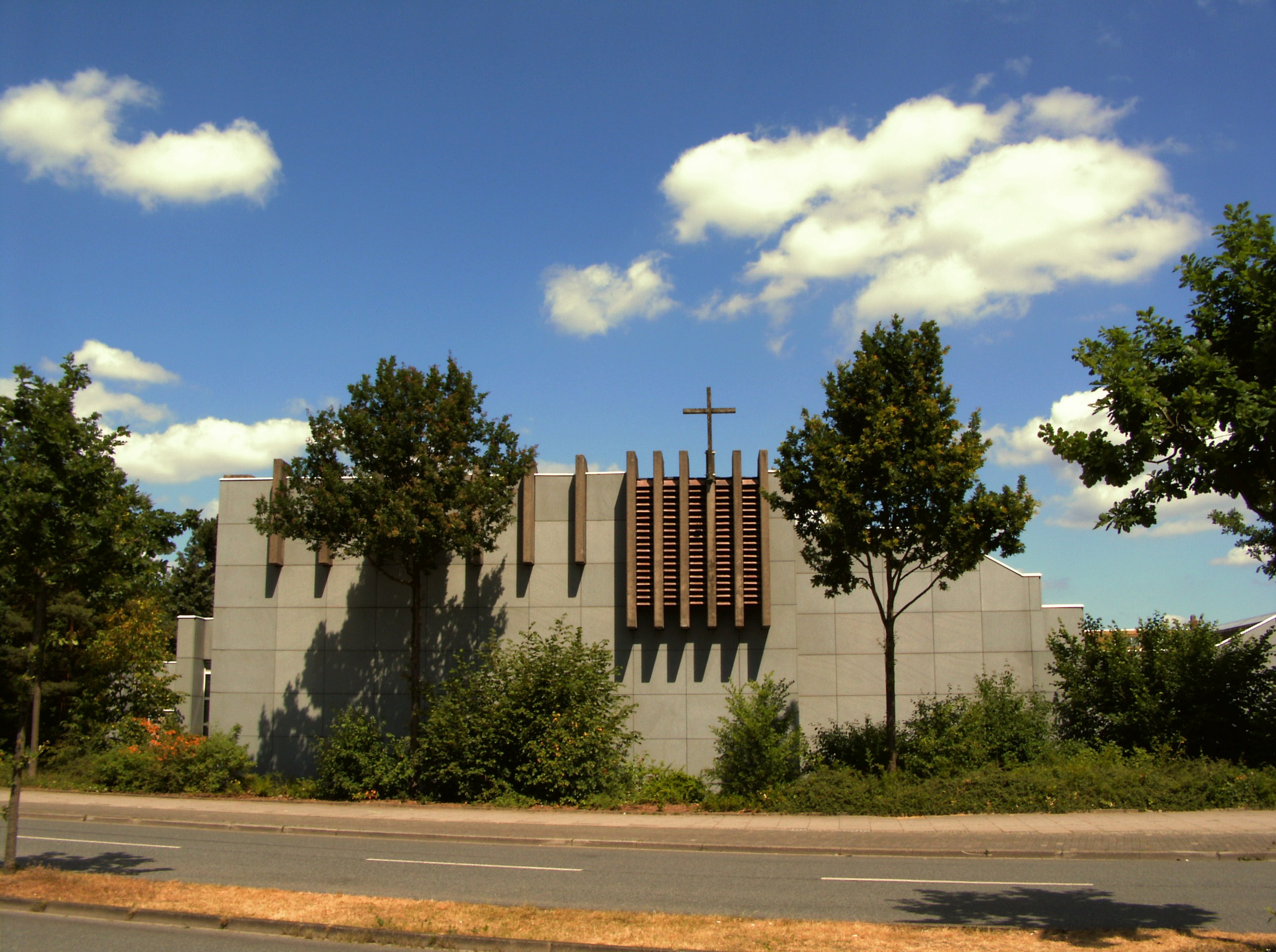
Ökumenisches Zentrum St. Stephanus

Im Stadtteil Kaltenmoor steht seit 1974 das älteste ökumenische Gemeindezentrum (evangelische und katholische Kirche unter einem Dach) in Deutschland: St. Stephanus.

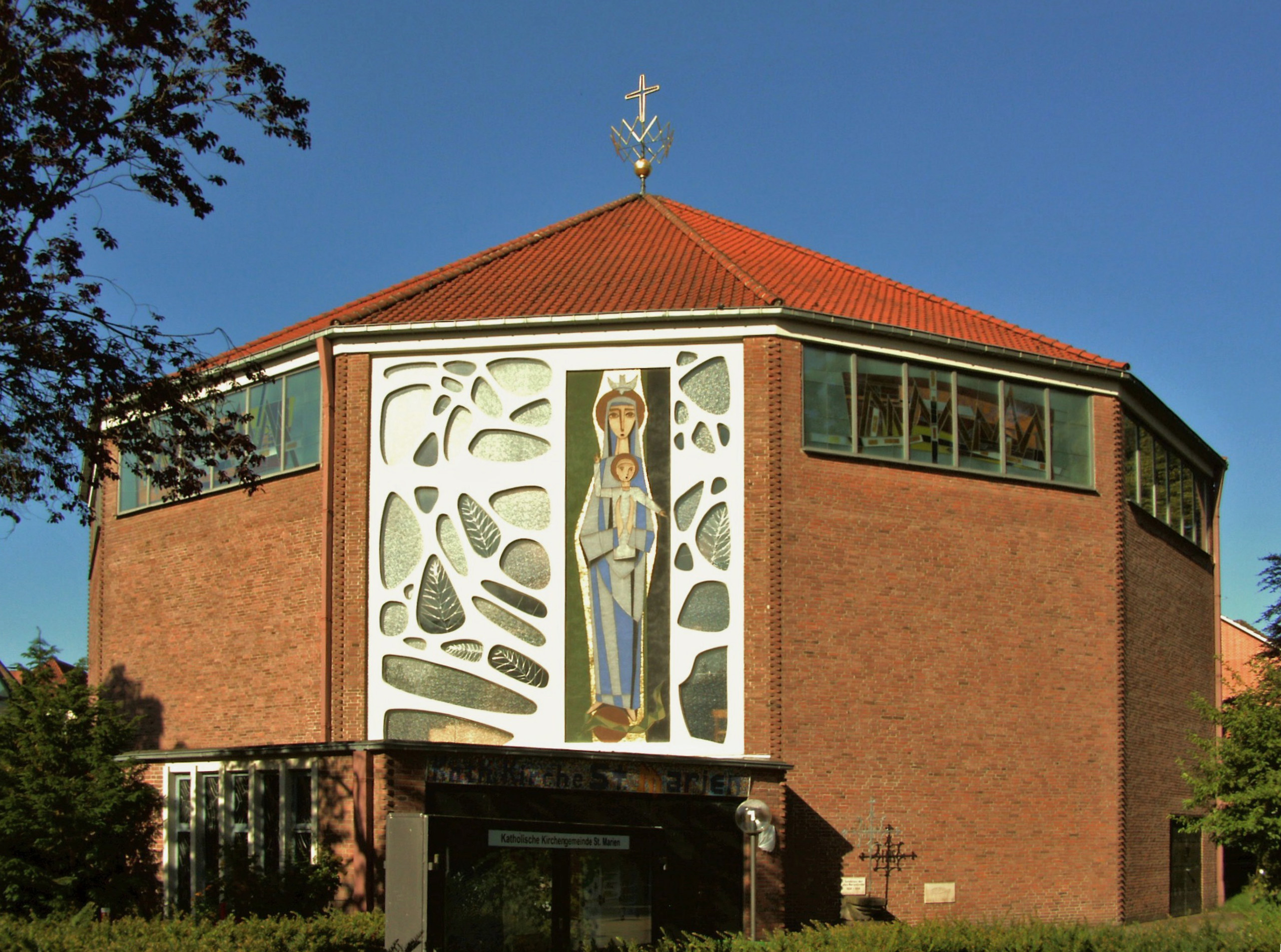
Katholische Kirche St. Marien

Zur katholischen Pfarrgemeinde St. Marien gehören neben der St.-Marien-Kirche auch die Kirchen in Kaltenmoor, Adendorf und Amelinghausen. Mit dem Zuzug von Flüchtlingen und Vertriebenen nach dem Zweiten Weltkrieg erhöhte sich die Zahl der katholischen Lüneburger so sehr, dass die 1857 an der Wallstraße erbaute St.-Marien-Kirche zu klein geworden war und 1968 abgerissen wurde. Als Ersatz wurde bereits 1963 an der Friedenstraße ein Neubau eingeweiht.
Darüber hinaus befinden sich in Lüneburg weitere christliche Gemeinden: 1882 wurde die Neuapostolische Gemeinde gegründet, ihre heutige Kirche im Stadtteil Rotes Feld wurde 1959 eingeweiht. Die 1894 gegründete Evangelisch-Freikirchliche Gemeinde (Baptisten) gehört zum Bund Evangelisch-Freikirchlicher Gemeinden, zu ihr gehört die Friedenskirche im Stadtteil Bockelsberg. Die seit 1912 bestehende Adventgemeinde verfügt seit 1980 über die Kirche in der Friedenstraße. Die St.-Thomas-Gemeinde wurde 1927 gegründet und gehört zur Selbständigen Evangelisch-Lutherischen Kirche, ihre Kirche befindet sich Am Springintgut am nordwestlichen Rand der Altstadt. Die evangelisch-reformierte Kirchengemeinde Lüneburg-Uelzen wurde 1958 gegründet, zu ihr gehört in Lüneburg die Christuskirche in Kaltenmoor. Die Freie evangelische Gemeinde Lüneburg wurde 1991 gegründet und hat ihren Sitz in Neu Hagen. Die Freie Christengemeinde Lüneburg (Pfingstgemeinde) hat ihren Sitz in der Wedekindstraße im Stadtteil Schützenplatz, die Matthäusgemeinde am Kalkberg ist eine evangelische Freikirche und gehört zum Mülheimer Verband Freikirchlich-Evangelischer Gemeinden.
In der Psychiatrischen Klinik Lüneburg befindet sich eine Kapelle, im Städtischen Klinikum finden ebenfalls Gottesdienste statt. Die aus dem 16. Jahrhundert stammende Kapelle auf Gut Schnellenberg befindet sich in Privatbesitz.

### Sonstige
Die 1894 am Schifferwall von der jüdischen Gemeinde eingeweihte, große Synagoge wurde 1938 zwangsweise zum Abbruch verkauft. Seit 1950 erinnert ein Gedenkstein an den Standort.
Der Großteil der muslimischen Einwohner lebt im bevölkerungsreichsten Stadtteil Kaltenmoor, beispielsweise gibt es eine türkisch-islamische Gemeinde im Lüner Weg (DITIB-Türkisch Islamische Gemeinde zu Lüneburg e. V.).

## Politik

### Rat
Der Rat der Hansestadt Lüneburg besteht seit der Kommunalwahl am 12. September 2021 aus 44 Abgeordneten. Dies ist die festgelegte Anzahl für eine Gemeinde mit einer Einwohnerzahl zwischen 75.001 und 100.000 Einwohnern. Die Abgeordneten werden durch eine Kommunalwahl für jeweils fünf Jahre gewählt. Neben den 44 in der Kommunalwahl gewählten Abgeordneten ist außerdem die direkt gewählte Oberbürgermeisterin Mitglied des Rates.
Die letzte Kommunalwahl 2021 führte zu folgendem Ergebnis:
| Ratswahl 2021Wahlbeteiligung: 56,2 % 403020100 34,924,919,06,46,23,52,41,81,0 GrüneSPDCDUFDPLinkeAfDPARTEIBasisSonst.Gewinne und Verlusteim Vergleich zu 2016 %p 14 12 10 8 6 4 2 0 −2 −4 −6 −8+12,9−8,0−1,7+0,4−3,3−5,5+2,4+1,8+1,0GrüneSPDCDUFDPLinkeAfDPARTEIBasisSonst. | Sitzverteilung im Rat der Hansestadt Lüneburg seit 2021Insgesamt 44 Sitze - Linke: 3 - PARTEI: 1 - SPD: 11 - Grüne: 15 - FDP: 3 - CDU: 8 - Basis: 1 - AfD: 2 |

Nach der Ratswahl 2016 hatte der Rat 42 Mitglieder und setzte sich wie folgt zusammen:
| Jahr | SPD | CDU | Grüne | Linke | AfD | FDP | Gesamt   |
| ---- | --- | --- | ----- | ----- | --- | --- | -------- |
| 2016 | 14  | 9   | 9     | 4     | 4   | 2   | 42 Sitze |

### Oberbürgermeister und Bürgermeister

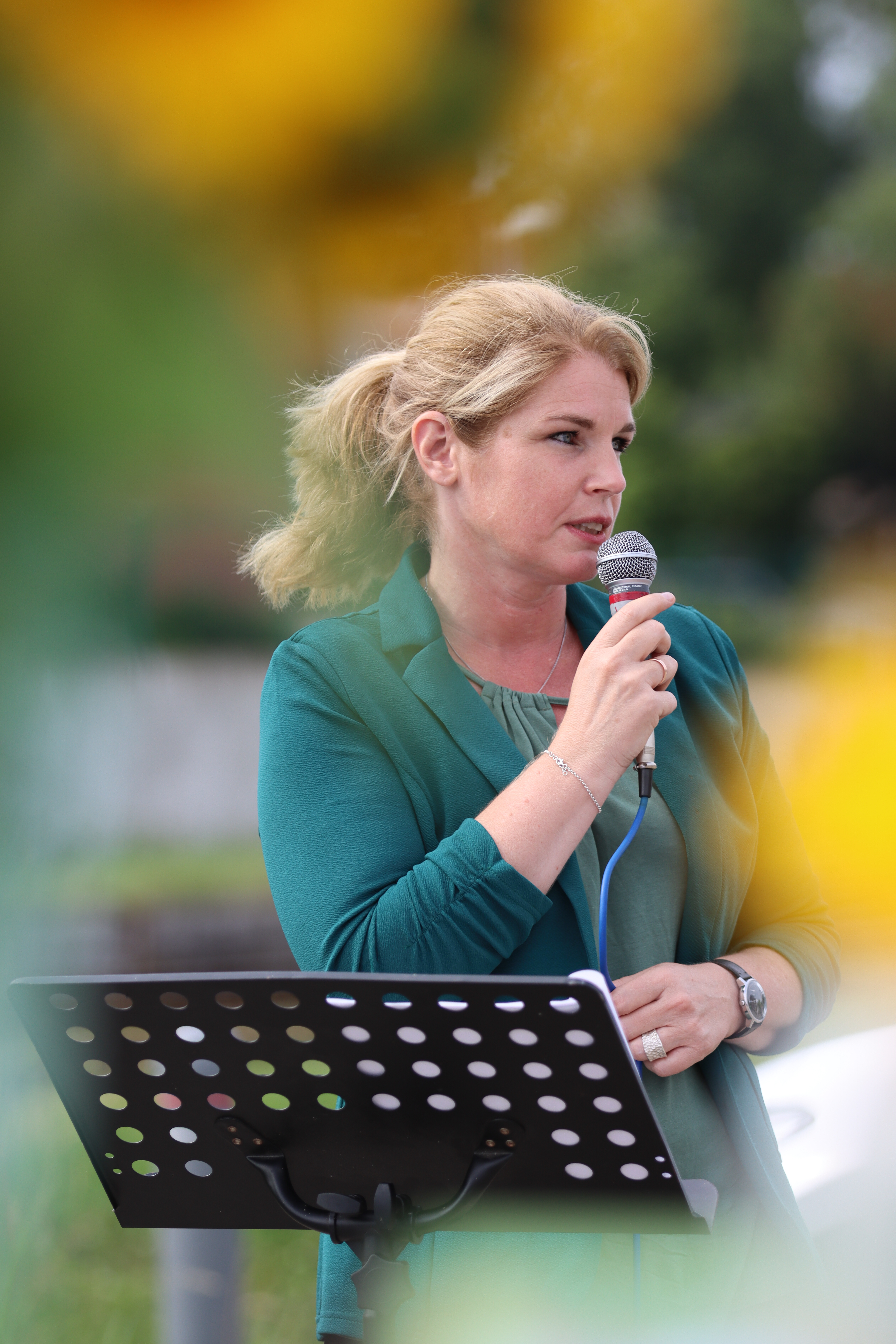
Claudia Kalisch

Vor dem Zweiten Weltkrieg war der Oberbürgermeister der hauptamtliche Chef der Stadtverwaltung. Mit Einführung der Norddeutschen Ratsverfassung durch die britische Besatzungsmacht trat eine Trennung der Stadtspitze ein: Der ehrenamtliche Oberbürgermeister und zugleich Vorsitzende der Stadtvertretung war der politische Repräsentant der Stadt, der wie alle Mitglieder der Stadtvertretung von der Bevölkerung gewählt wurde, während die Verwaltung vom hauptamtlichen Oberstadtdirektor, der von der Stadtvertretung gewählt wurde, geleitet wurde. Durch die Reform der Kommunalverfassung sind seit 1996 beide Aufgaben (wieder) im Amt des hauptamtlichen Oberbürgermeisters, der nun von der Bevölkerung direkt gewählt wird, vereint. Der ab 1991 amtierende Ulrich Mädge (SPD) war zuletzt im Juni 2014 wiedergewählt worden. Wegen einer Überarbeitung des Niedersächsischen Kommunalverfassungsgesetzes wurde für die zukünftigen Wahlen die bisherige Amtszeit von acht Jahren auf fünf Jahre verkürzt. Dadurch sollte gewährleistet werden, dass die Amtszeit des Oberbürgermeisters nicht länger als die des Rates dauert, und die Wahlen zukünftig zusammen durchgeführt werden sollen. Dies führte jedoch dazu, dass seine letzte Amtszeit kürzer ausfiel und nur sieben Jahre betrug. Zur Wahl im September 2021 durfte Mädge aus Altersgründen nicht mehr antreten. Keiner der Kandidaten erreichte bei dieser eine absolute Mehrheit, weshalb am 26. September 2021 eine Stichwahl zwischen dem parteilosen Kandidaten Heiko Meyer (44,54 %) und der grünen Kandidatin Claudia Kalisch (55,46 %) stattfand.
- 1885–1894: Otto Lauenstein[48]
- 1894–1901: Georg Keferstein[48]
- 1901–1919: Georg König
- 1919–1936: Hermann Schmidt[48][49]
- 1936–1945: Wilhelm Wetzel, NSDAP[48]
- 1945: Hans Drape[50]
- 1945–1946: Werner Bockelmann, SPD
- 1946–1949: Ernst Braune, SPD
- 1949–1951: Paul Müller, DP
- 1951–1952: Erich Dieckmann, DP
- 1952–1954: Peter Gravenhorst, DP
- 1954–1955: Reinhold Kreitmeyer, FDP
- 1955–1958: Peter Gravenhorst, DP
- 1958–1961: Wilhelm Hilmer, SPD
- 1961–1964: Erich Drenckhan, CDU
- 1964–1978: Alfred Trebchen, SPD
- 1978–1981: Heinz Schlawatzky, SPD
- 1981–1987: Horst Nickel, CDU
- 1987–1991: Jens Schreiber, CDU
- 1991–2021: Ulrich Mädge, SPD
- seit November 2021: Claudia Kalisch, Bündnis 90/Die Grünen

Neben dem Oberbürgermeister gibt es (vom Rat der Stadt gewählte) ehrenamtliche Bürgermeister, die den Oberbürgermeister in seinen protokollarischen Aufgaben unterstützen und vertreten. Derzeitige Bürgermeisterinnen sind Hiltrud Lotze (SPD), Jule Grunau (Grüne) und Christel John (CDU).

### Oberstadtdirektor
1946 führte die britische Besatzungsmacht die Doppelspitze in der Kommunalverwaltung ein. Bis 1996 gab es in
Lüneburg den Oberstadtdirektor als Leiter der Verwaltung.
- 1946–1955: Werner Bockelmann, SPD
- 1955–1963: Walter Bötcher, FDP
- 1963–1984: Hans Heinrich Stelljes, parteilos
- 1984–1996: Reiner Faulhaber, CDU

Seit 1996 wird die Verwaltung durch den Oberbürgermeister geleitet.

### Wahlkreise
Die Hansestadt Lüneburg gehört zum Landtagswahlkreis 49 Lüneburg und zum Bundestagswahlkreis 37 Lüchow-Dannenberg – Lüneburg.

### Wappen
| Wappen der Hansestadt Lüneburg | Blasonierung: „Im Lüneburger Stadtwappen sieht man auf rotem Grund eine mit Zinnen versehene Burg mit drei Türmen, die blauen Dächer laufen mit je einem goldenen Knauf aus. In der roten, mit Fallgitter versehenen Toröffnung steht ein aufrechter, rotgezungter und rotbewehrter blauer Löwe in goldenem Schilde, der mit roten Herzen bestreut ist.“ |
| Wappen der Hansestadt Lüneburg | Wappenbegründung: Die Stadtmauer mit Türmen kommt in zahlreichen Stadtwappen vor und symbolisiert die Wehrhaftigkeit der Stadt und die Stadthoheit. Der Löwe mit den Herzen ist dem Wappen des Fürstentums Lüneburg entnommen und zeigt die Zugehörigkeit der Hansestadt zu diesem Fürstentum an. Jede Verwendung des Lüneburger Stadtwappens durch Andere ist gem. § 1 Abs. 4 der Hauptsatzung der Hansestadt Lüneburg nur mit Genehmigung der Hansestadt Lüneburg zulässig. |

### Städtepartnerschaften

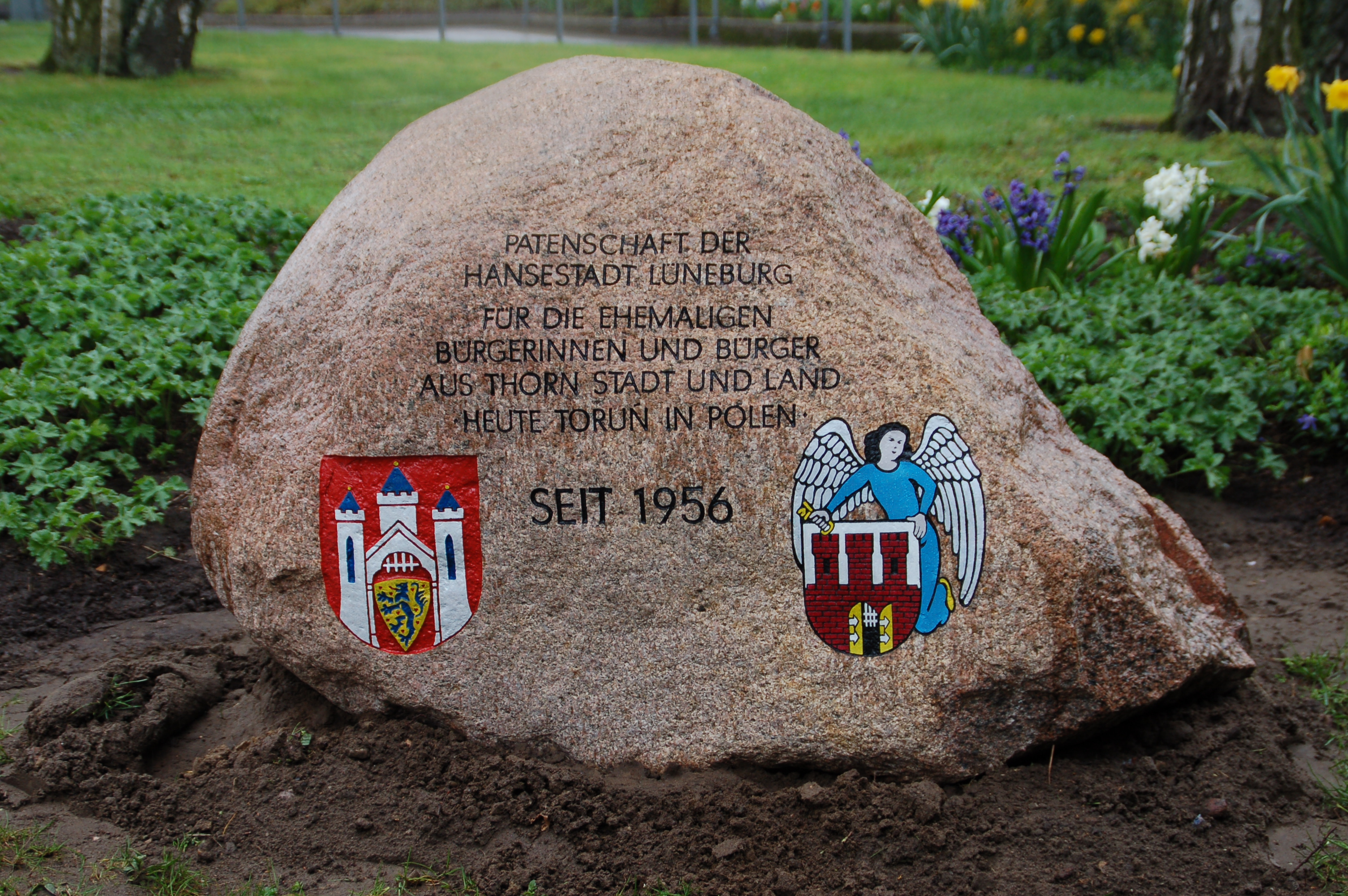
Patenschaftsstein auf dem Thorner Markt

Lüneburg pflegt zahlreiche Partnerschaften mit anderen Städten. Im Juni 2000 trafen sich Delegierte aller Partnerstädte in Lüneburg und Umgebung und feierten das größte Partnerschaftstreffen der Nachkriegszeit in dieser Region.
- Scunthorpe, Vereinigtes Königreich, seit 1960
- Naruto, Japan, seit 1974
- Clamart, Frankreich, seit 1975
- Ivrea, Italien, seit 1988
- Viborg, Dänemark, seit 1992
- Tartu, Estland, seit 1993
- Bila Zerkwa, Ukraine, seit 2023[54]

Zusätzlich bestehen noch diverse innerdeutsche Partnerschaften, so zum Beispiel mit Kulmbach und Köthen (Anhalt), sowie eine Patenschaft der Hansestadt Lüneburg für die ehemaligen Bürgerinnen und Bürger aus Thorn Stadt und Land, heute Toruń in Polen, seit 1956.

## Kultur und Sehenswürdigkeiten

### Theater

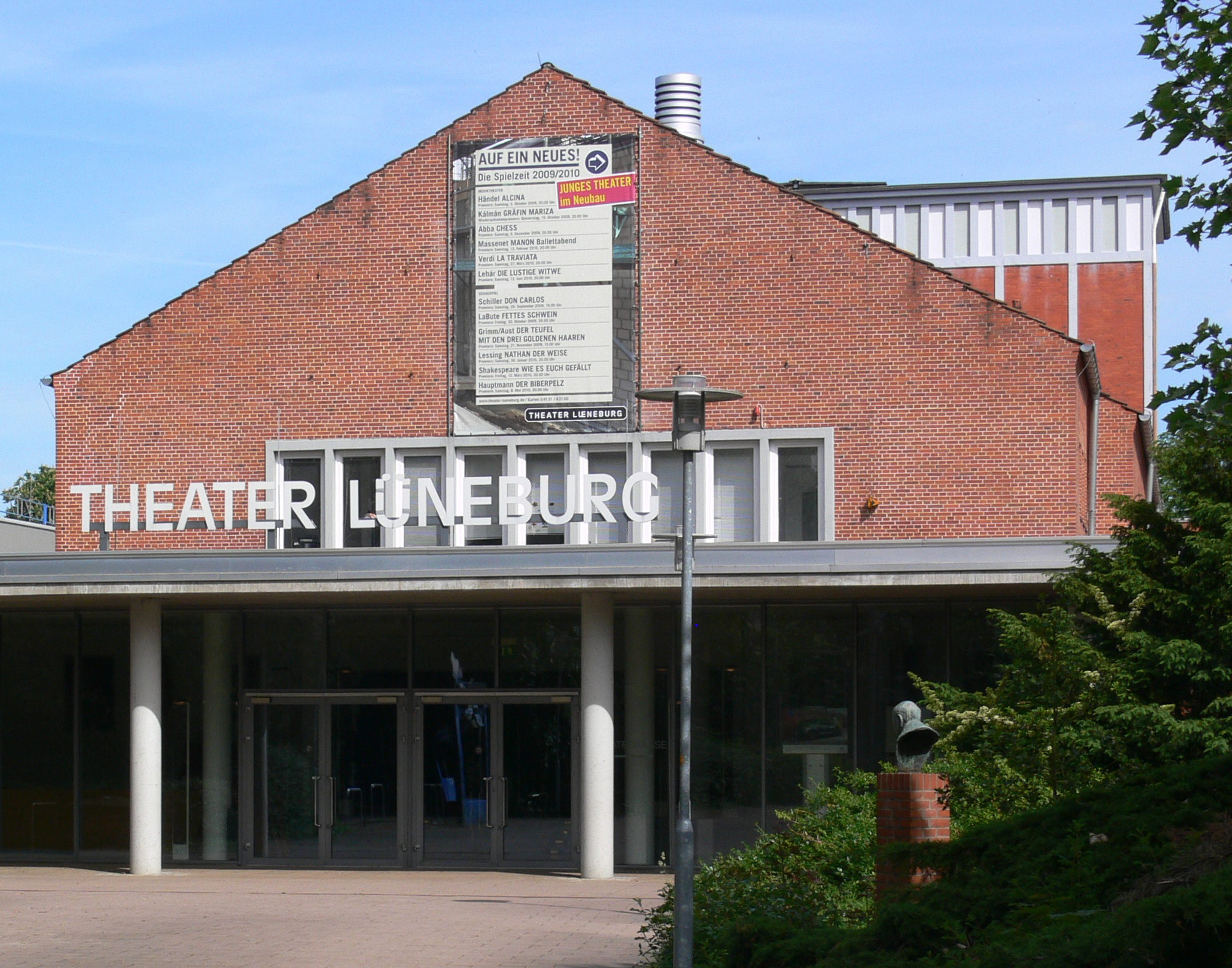
Theater Lüneburg

Das Theater Lüneburg ist eines der kleinsten Drei-Sparten-Theater Deutschlands. Es werden nicht nur Theaterstücke aller Stilrichtungen aufgeführt, sondern auch Opern, Operetten, Musicals sowie Ballett.
In Lüneburg wurde 1973 d.a.t. – das andere theater gegründet, das sich bis 1978 regelmäßig vor allem mit aktuellen Kinderstücken, Studioproduktionen und alternativen Theaterexperimenten einen Namen machte. Gegenwärtig sind folgende Theatervereine und Spielstätten in der Stadt ansässig:
- Niederdeutsche Bühne Sülfmeister
- Kleines Keller Theater e. V.
- Amateurtheater Rampenlicht e. V.
- Theater Spotlight
- theater im e.novum: ein kleines Privattheater, in dem verschiedene Ensembles von Laienkünstlern spielen
- Kulturforum Gut Wienebüttel und Kulturbäckerei Lüneburg

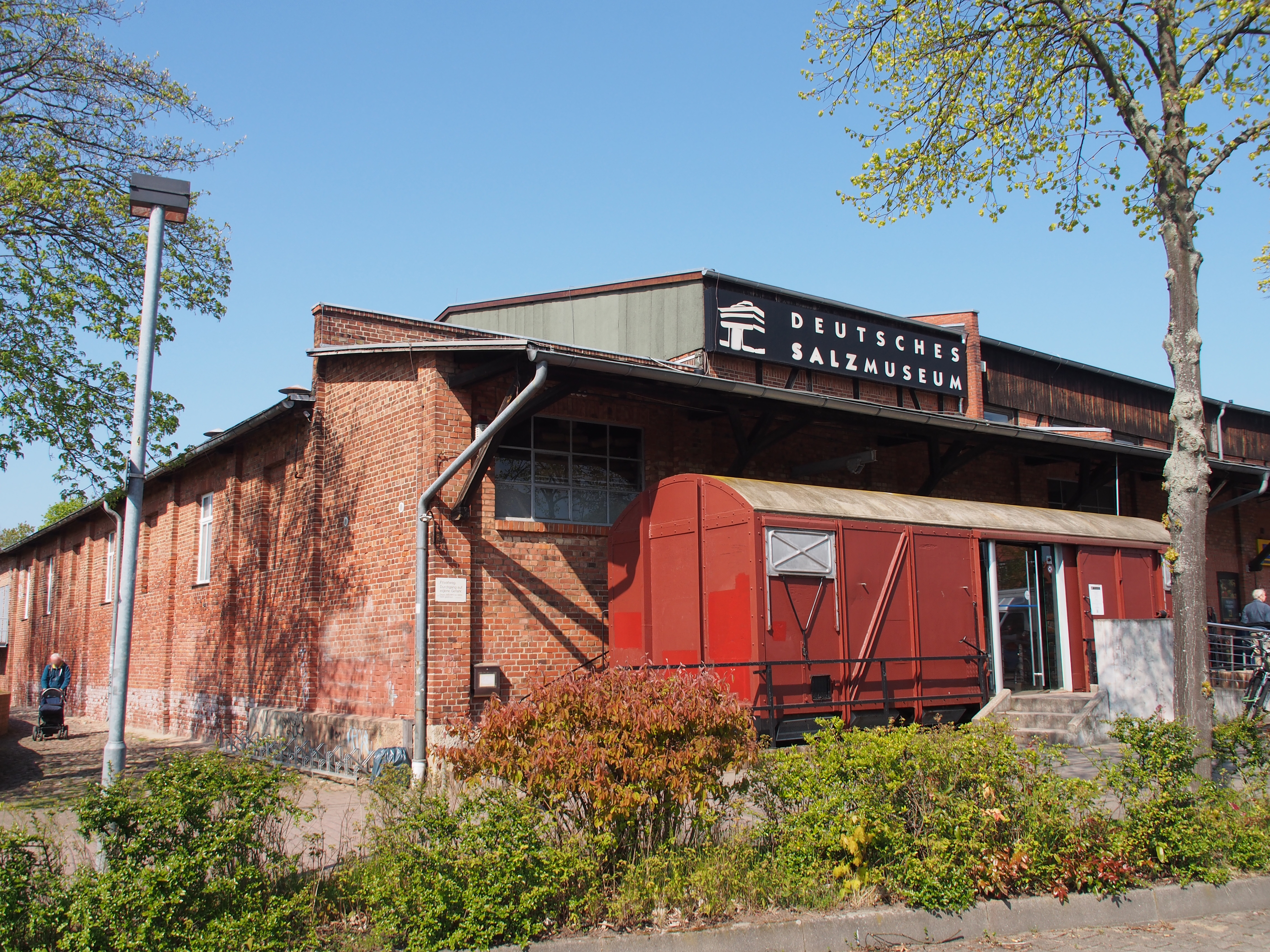
Deutsches Salzmuseum

### Museen
Die historische Stadt ist Freilichtmuseum („Rothenburg des Nordens“), und wird zusätzlich durch Museen belebt. Die wichtigsten Museen sind das Deutsche Salzmuseum in den Gebäuden der ehemaligen Saline, in dem die Bedeutung von Salz im Mittelalter und die Salzgewinnung dargestellt wird, das Ostpreußische Landesmuseum, das die Kultur und Geschichte des deutschen Ostpreußens sowie der Deutschbalten zeigt. In direkter Nachbarschaft befindet sich das Brauereimuseum, das im ehemaligen Sudhaus der Kronen-Brauerei die Geschichte des Bierbrauens in Lüneburg thematisiert. Im Museum Lüneburg wird die Stadtgeschichte und die Geschichte der Umgebung dargestellt. Zeitgenössische Kunst stellt die Halle für Kunst Lüneburg aus. Am 1. September 2022 wurde die Kunstsammlung Henning J. Claassen als ein Museum für Moderne Kunst in Lüneburg eröffnet.

### Bauwerke

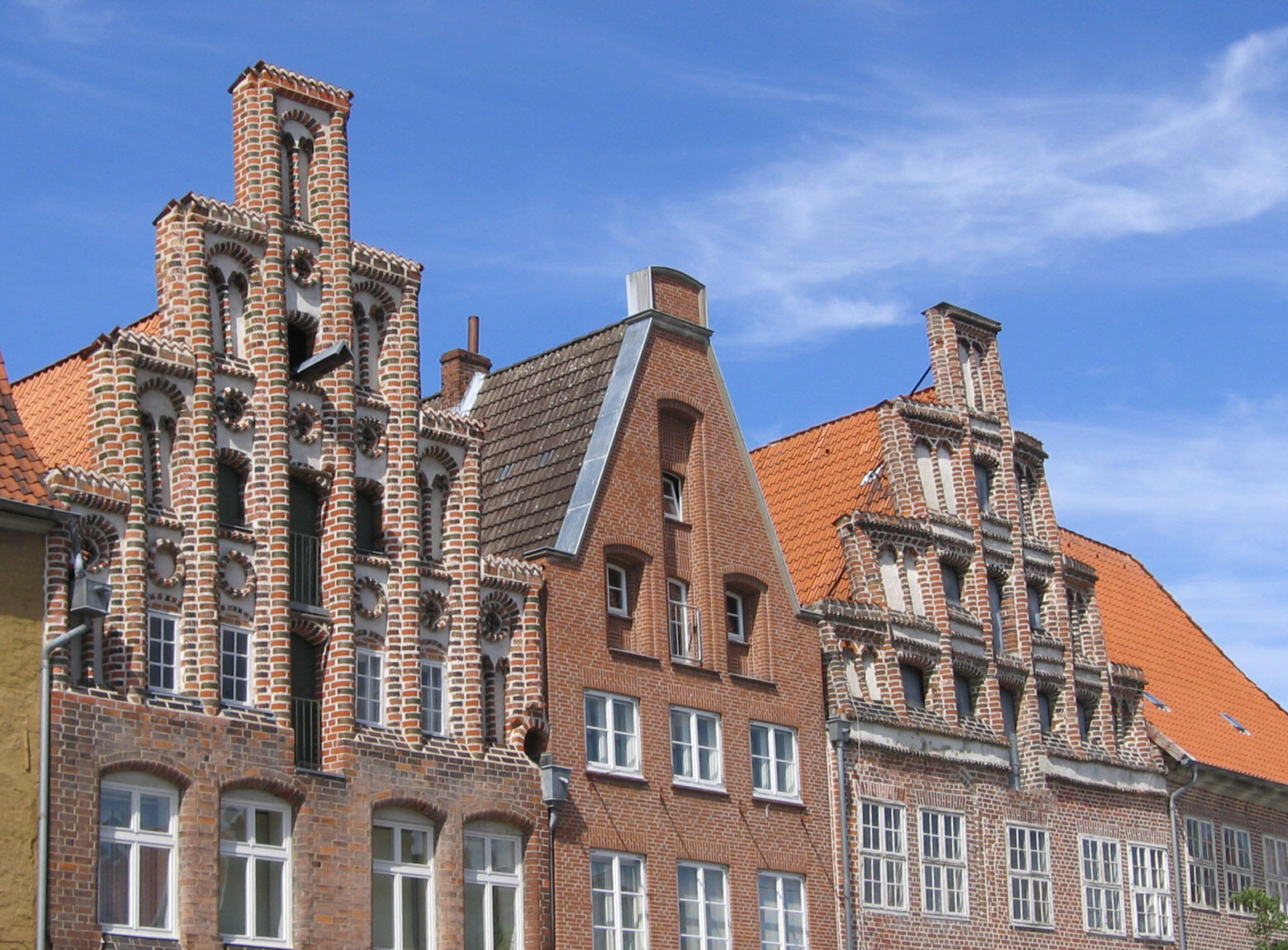
Giebelhäuser am Platz „Am Sande“

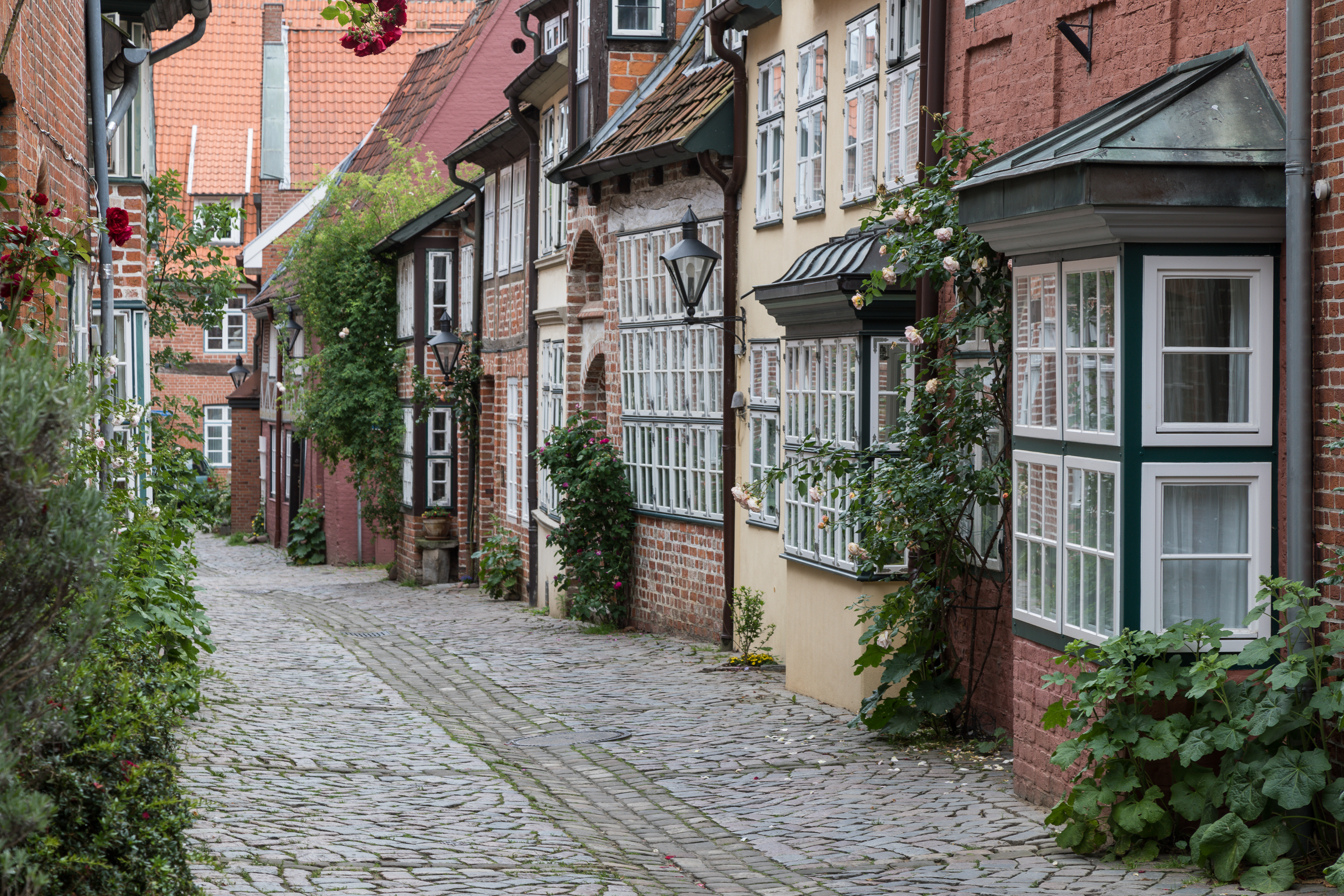
Auf dem Meere in Lüneburg

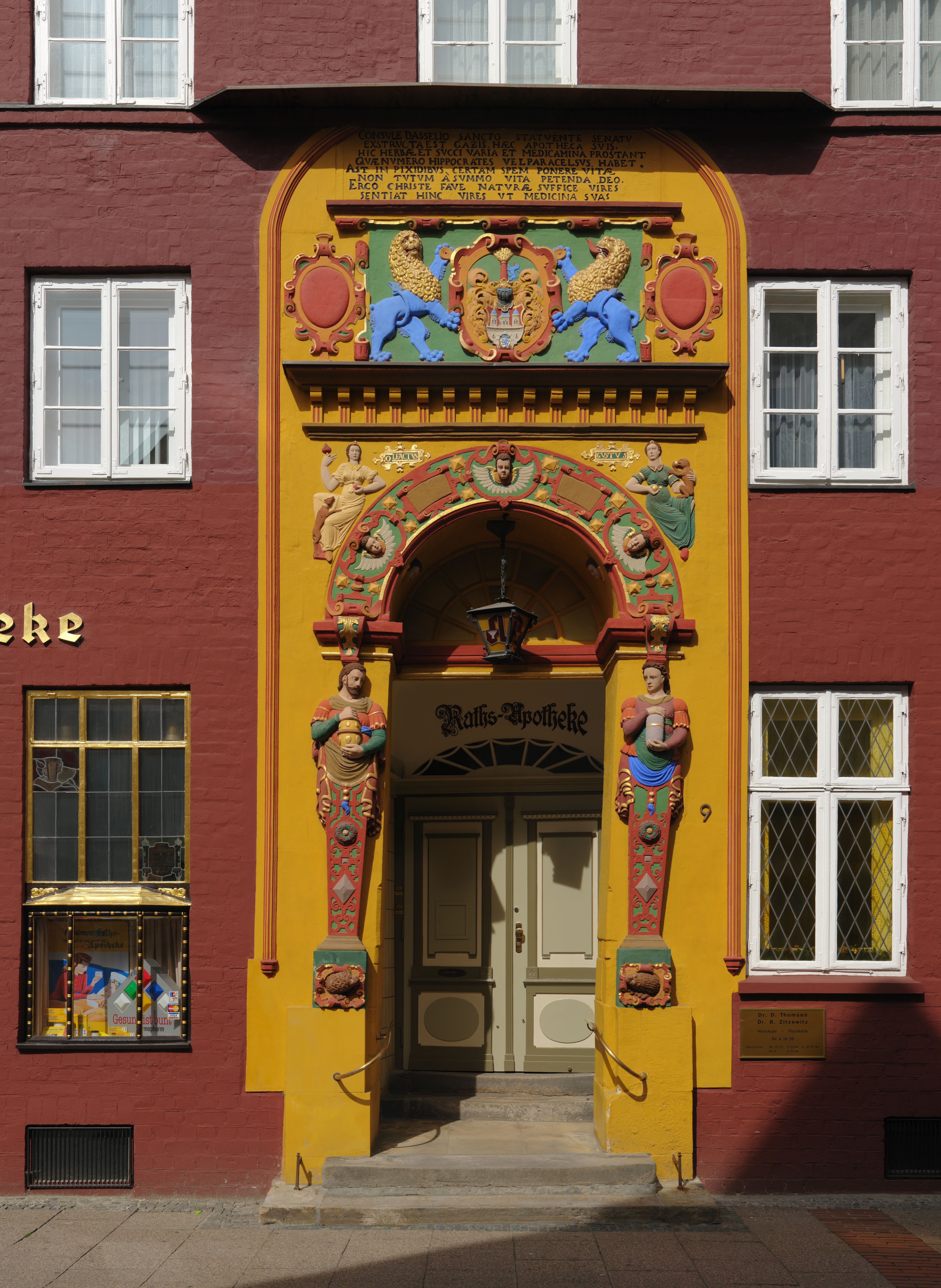
Portal Alte Rathsapotheke

Lüneburg gehört zu den wenigen Städten Norddeutschlands, die ihren historischen Kern unzerstört durch den Zweiten Weltkrieg retten konnten. Allerdings haben die Vernachlässigungen der Bausubstanz bis in die 1960er Jahre hinein und die Schäden im Senkungsgebiet zu Lücken im historischen Stadtbild geführt. Zusätzlich sorgten in den 1950er und 1960er Jahren der Abriss maroder Gebäude und der Bau von Kaufhäusern mit (damals) moderner Prägung für Brüche in der Optik so mancher Straßenzüge. Seit Anfang der 1970er Jahre wird Lüneburg aber sorgsam und liebevoll restauriert. Dadurch kam es inzwischen zu Entdeckungen von zuvor verborgenen Deckengemälden, mittelalterlichen Töpferstuben und vieler historischer Sickergruben, durch die ein wesentlich besseres Bild vom Leben im Mittelalter entstanden ist.
Besonders hervorzuhebende Gebäude sind die drei verbliebenen Stadtkirchen St. Johannis am Sande (Baubeginn 1289, vollendet 1470), die Kirche St. Michaelis, in der Johann Sebastian Bach von 1700 bis 1702 Chorknabe war, und die Stadtkirche St. Nicolai, die ab 1407 erbaut wurde. Die Lambertikirche musste bereits 1861 wegen Baufälligkeit abgerissen werden, denn sie stand im Senkungsgebiet. Ihre Sonntagsglocke von 1712 und das Uhrwerk findet man heute im Dachreiter der Heiligengeistschule, dem alten „Spital zum Heiligen Geiste“, das als Seniorenstift und Grundschule dient.
Als eines der herausragendsten Baudenkmale Norddeutschlands kann das historische Lüneburger Rathaus mit seiner berühmten Gerichtslaube, dem ehemaligen Ratssaal, der von einem unbekannten Meister gestaltet wurde, angesehen werden. Es wurde um 1230 begonnen, über die Jahrhunderte immer weiter ausgebaut und gilt als größtes mittelalterliches Rathaus Norddeutschlands. Im Rathausturm befindet sich ein Porzellanglockenspiel mit 42 Glocken aus Meißner Porzellan. Den vor dem Rathaus stehenden Lunabrunnen ziert eine bronzene Statue der Mondgöttin mit Pfeil und Bogen; das Original von 1532 wurde 1970 gestohlen und eingeschmolzen; die heutige Büste ist eine Nachbildung von 1972. Ebenfalls am Markt befindet sich das ehemalige Lüneburger Schloss der Herzöge von Braunschweig-Lüneburg, das seit 1925 das Landgericht beherbergt. Ebenso interessant sind das Glockenhaus (altes Zeughaus) am Glockenhof, die Alte Raths-Apotheke von 1598 in der Großen Bäckerstraße.
Im Bereich des alten Hafens steht noch die Barockfassade des Alten Kaufhauses, das in seinen übrigen Teilen aber abgebrannt ist und durch einen Neubau (sinnigerweise für die Feuerwehr) ersetzt werden musste und modernisiert heute als Hotel genutzt wird, und der Alte Kran, eine bis heute funktionsfähige mittelalterliche Holzkonstruktion, in deren Inneren zwei große Laufräder das Heben und Senken des Kranseils ermöglichen. Die Freiwillige Feuerwehr wurde im Herbst 2007 in neue Gebäude am Rand der Innenstadt verlegt, und in das Alte Kaufhaus ist jetzt ein Hotel eingezogen.
Keine Spuren haben sich von der namensgebenden Lüneburg auf dem Kalkberg erhalten, der ebenfalls durch Gipsabbau nur noch wenig von seiner einstigen Größe erahnen lässt. Am Südrand der Innenstadt befindet sich der heute als Aussichtsturm dienende Wasserturm Lüneburg. Vor den Toren der alten Stadt findet sich zudem das Kloster Lüne, ein ehemaliges Benediktinerinnenkloster. Es wurde ab 1172 erbaut und ist gut restauriert.
Das 2017 eröffnete Zentralgebäude und Audimax Leuphana Universität Lüneburg wurde von Daniel Libeskind entworfen. Lüneburg nutzt das Audimax parallel als Stadthalle. Die Grundsteinlegung war bereits am 8. Mai 2011, die Bauarbeiten des 37-Meter-Prunkbaus zogen sich fast sieben Jahre hin. Ursprünglich sollte das neue Hauptgebäude an Ostern 2014 eröffnet werden. Damals war allerdings nicht mal der Rohbau fertiggestellt, von sieben geplanten Stockwerken ragten nur drei in die Höhe.
Etwa zwei Kilometer westlich von Lüneburg, durch die Ortschaften Reppenstedt und Vögelsen verlaufend, befindet sich ein gut erhaltener Abschnitt des Bodendenkmals Lüneburger Landwehr, der auch bewandert werden kann.

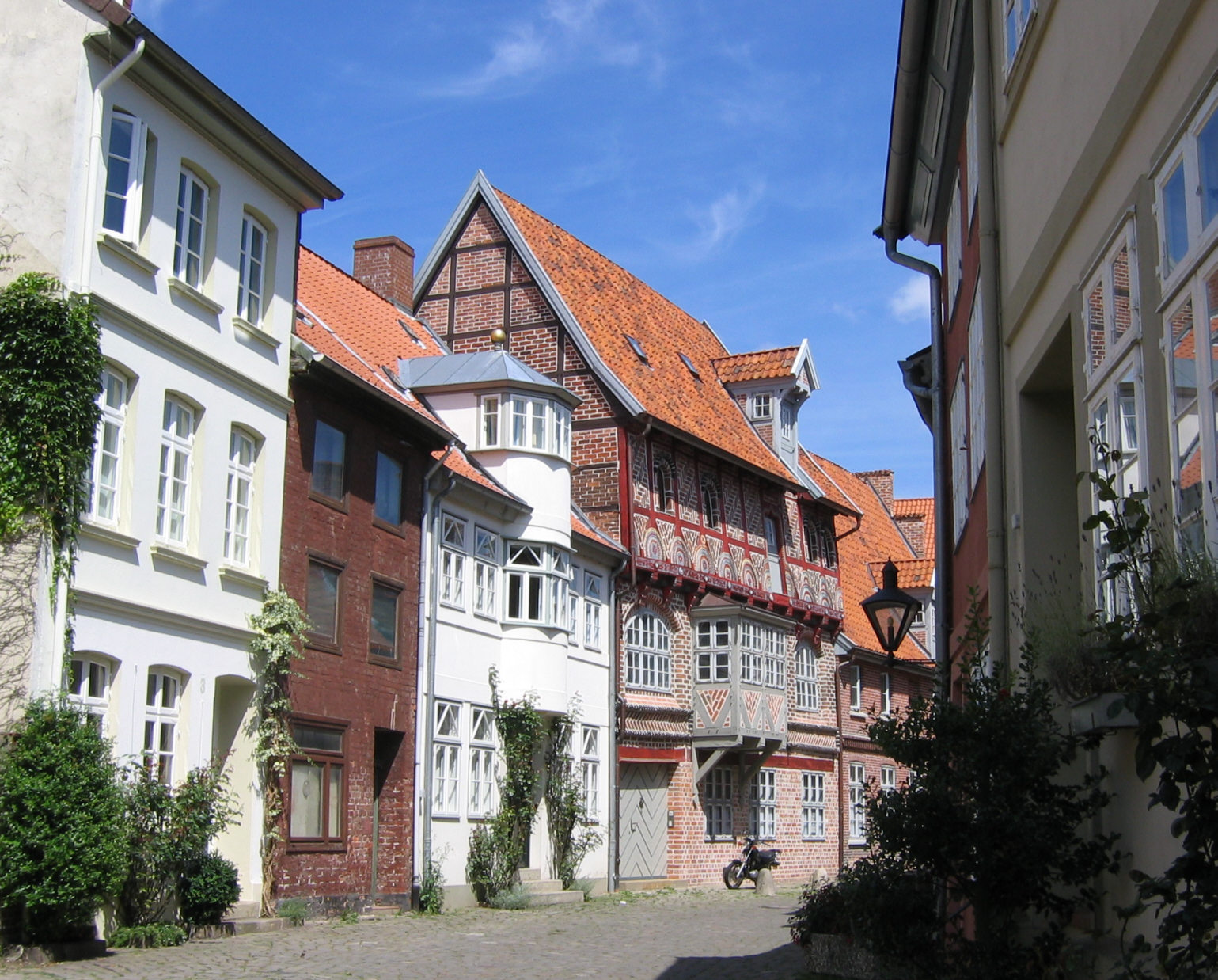
Eine Gasse in der Lüneburger Altstadt
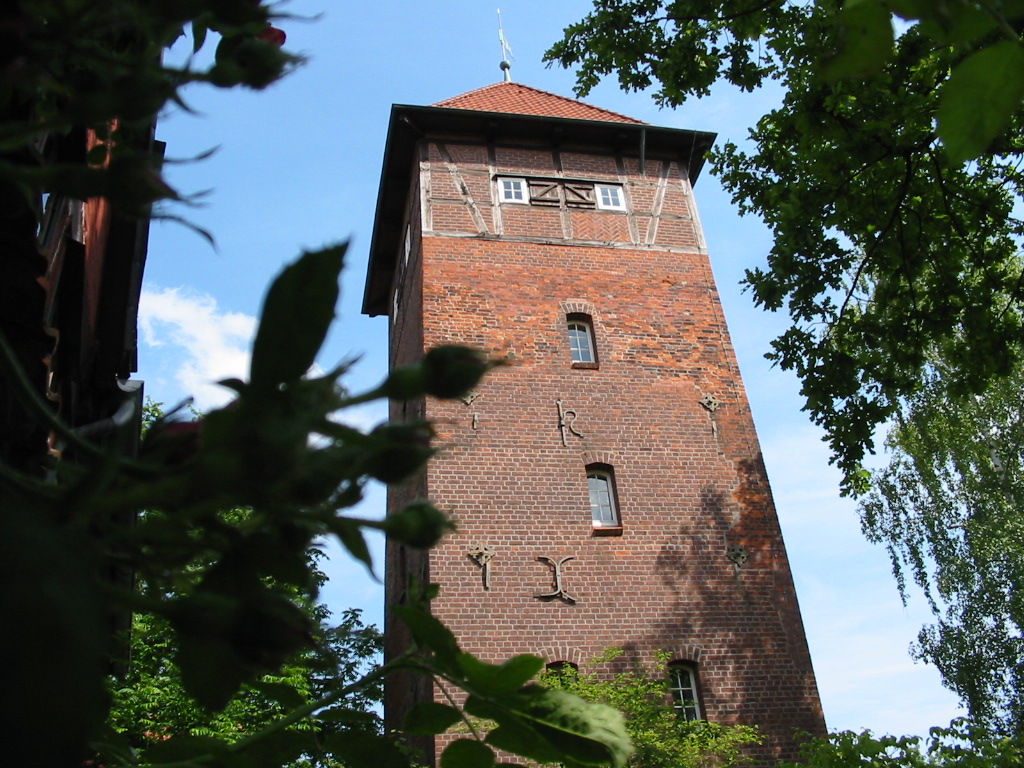
Alter Wasserturm an der Ratsmühle
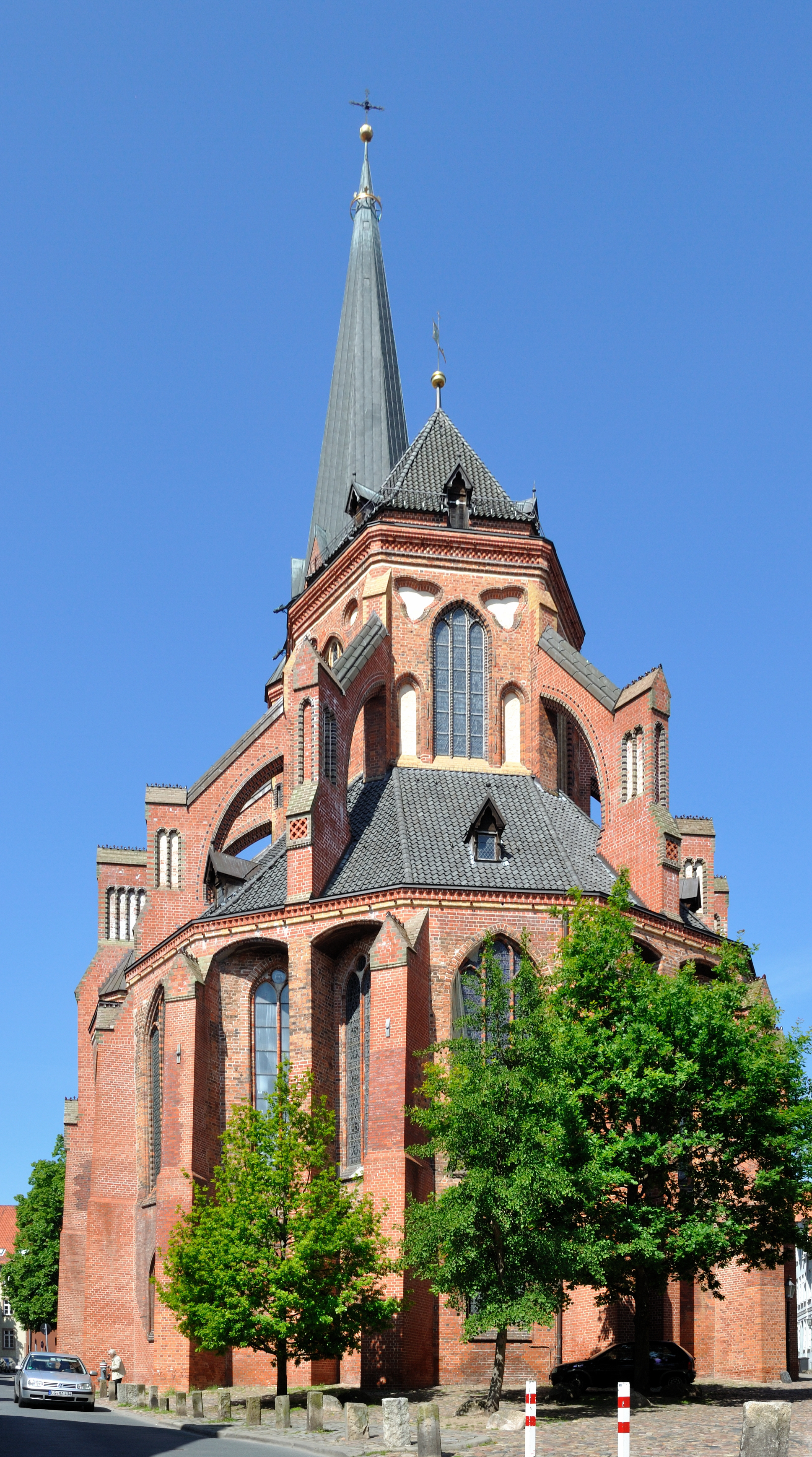
St. Nicolai im Wasserviertel
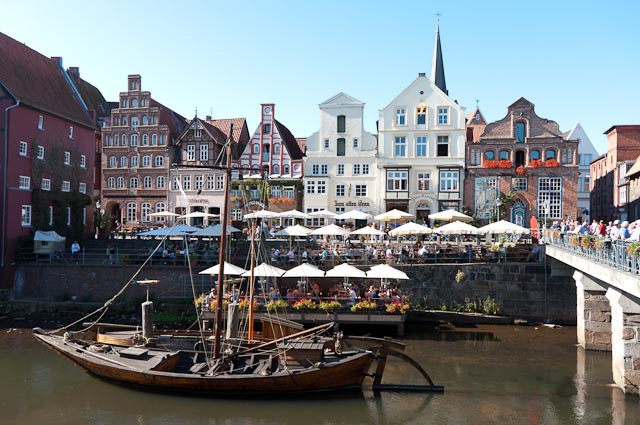
Der Stintmarkt am Lüneburger Hafen
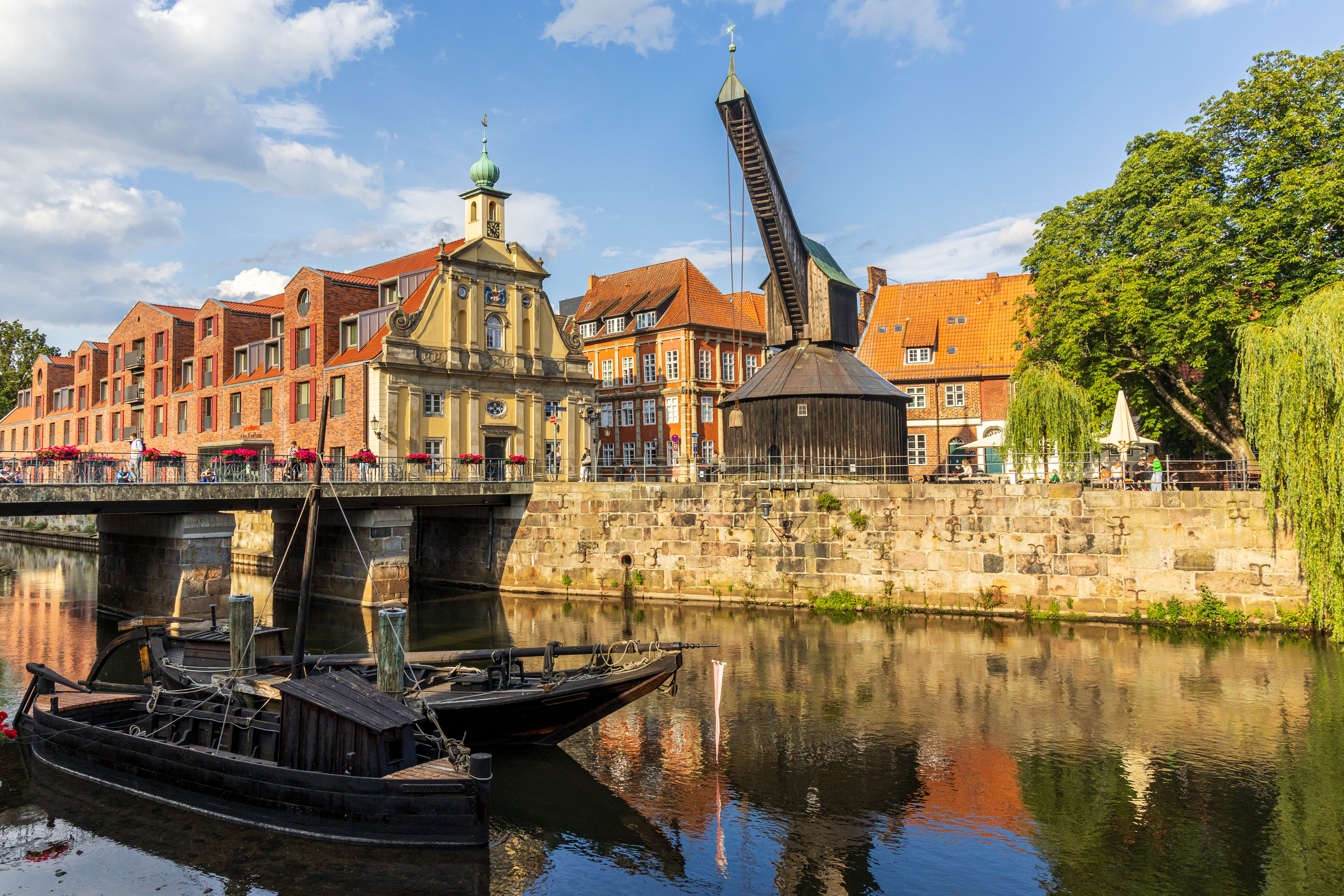
Alter Hafen mit Kran und Kaufhaus
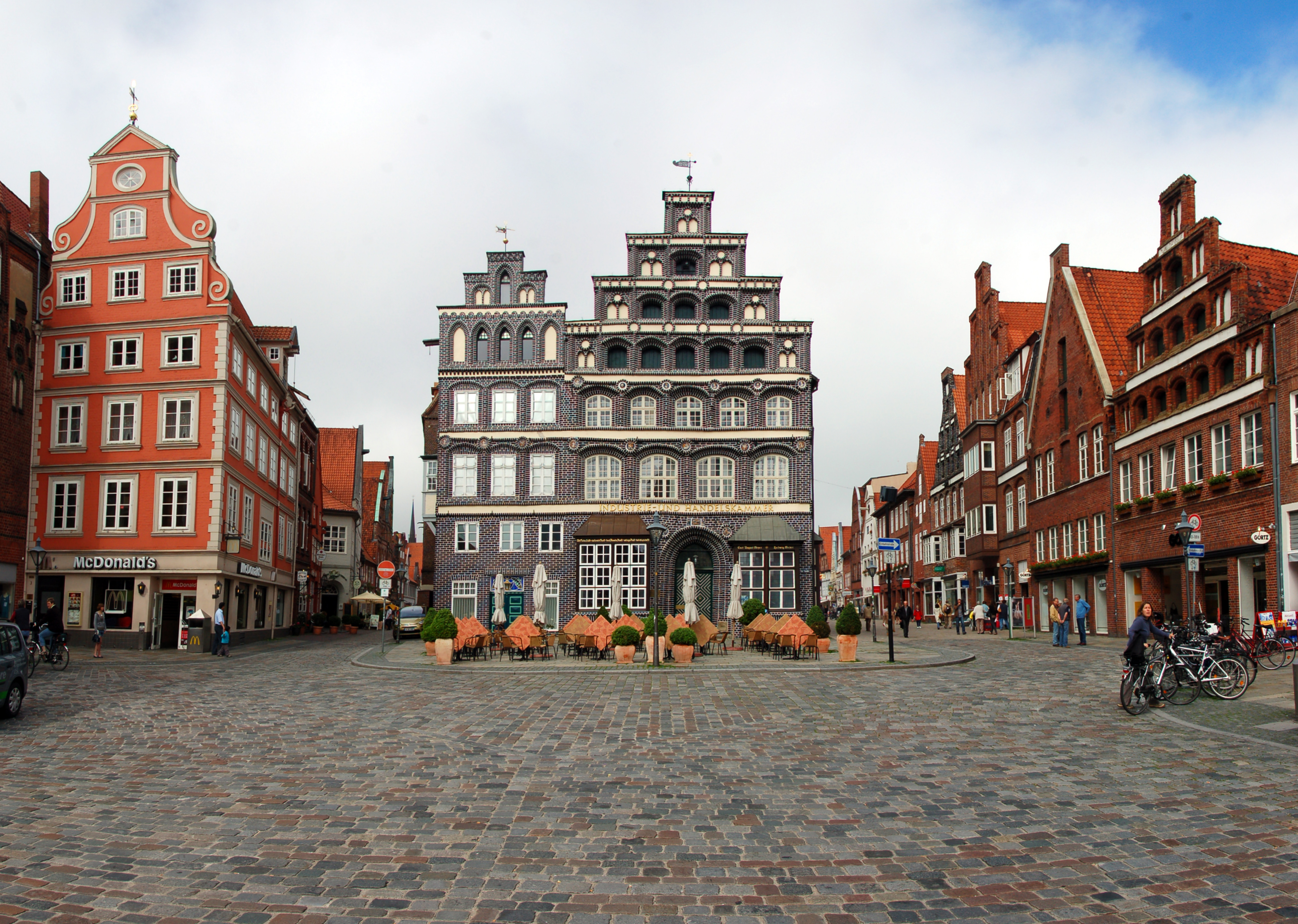
Am Sande, Blick nach Westen auf den Lüneburger (Haupt-)Sitz der Industrie- und Handelskammer Lüneburg-Wolfsburg
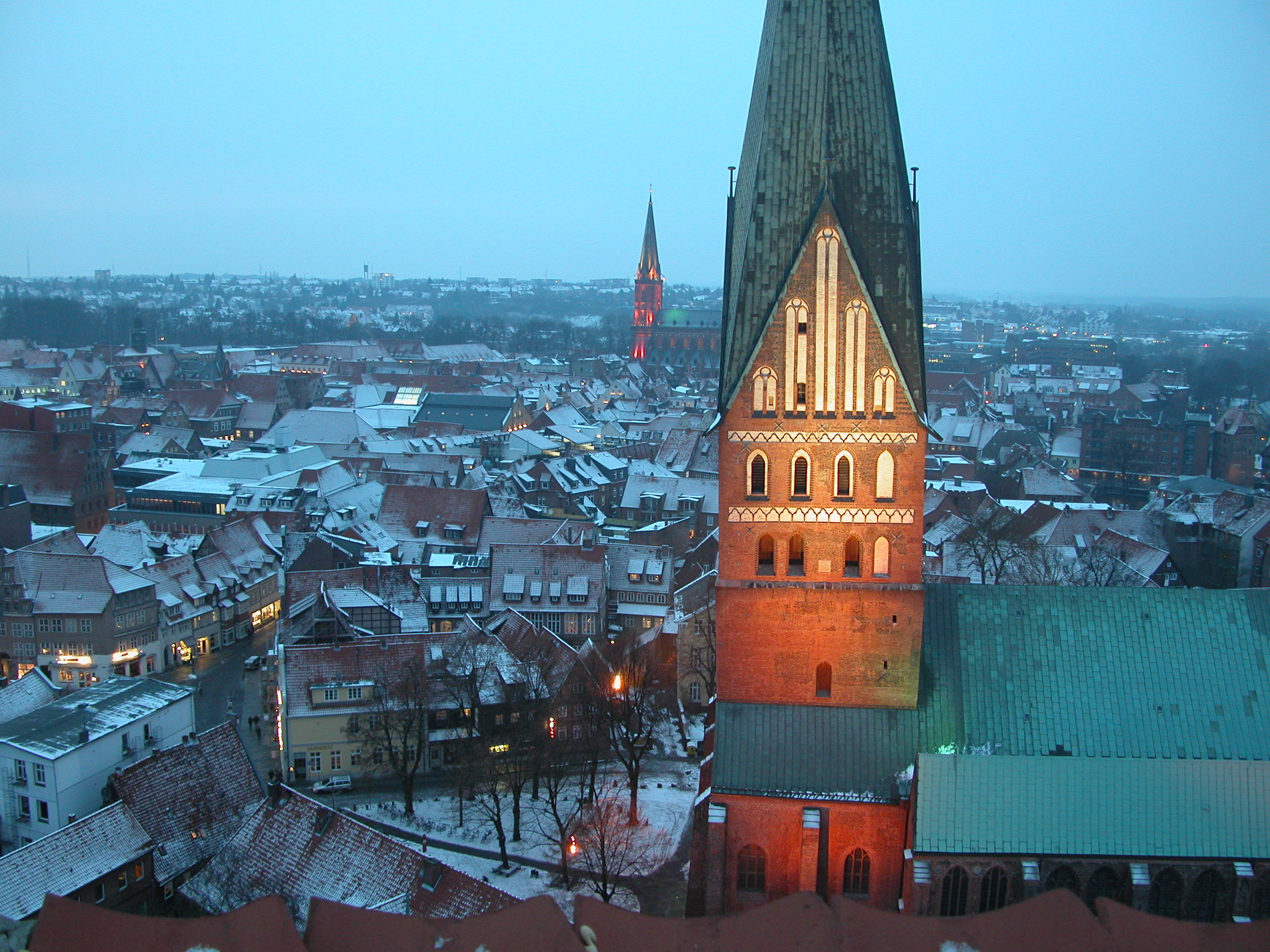
Winterliche Stadtlandschaft mit St. Johannis und St. Nicolai
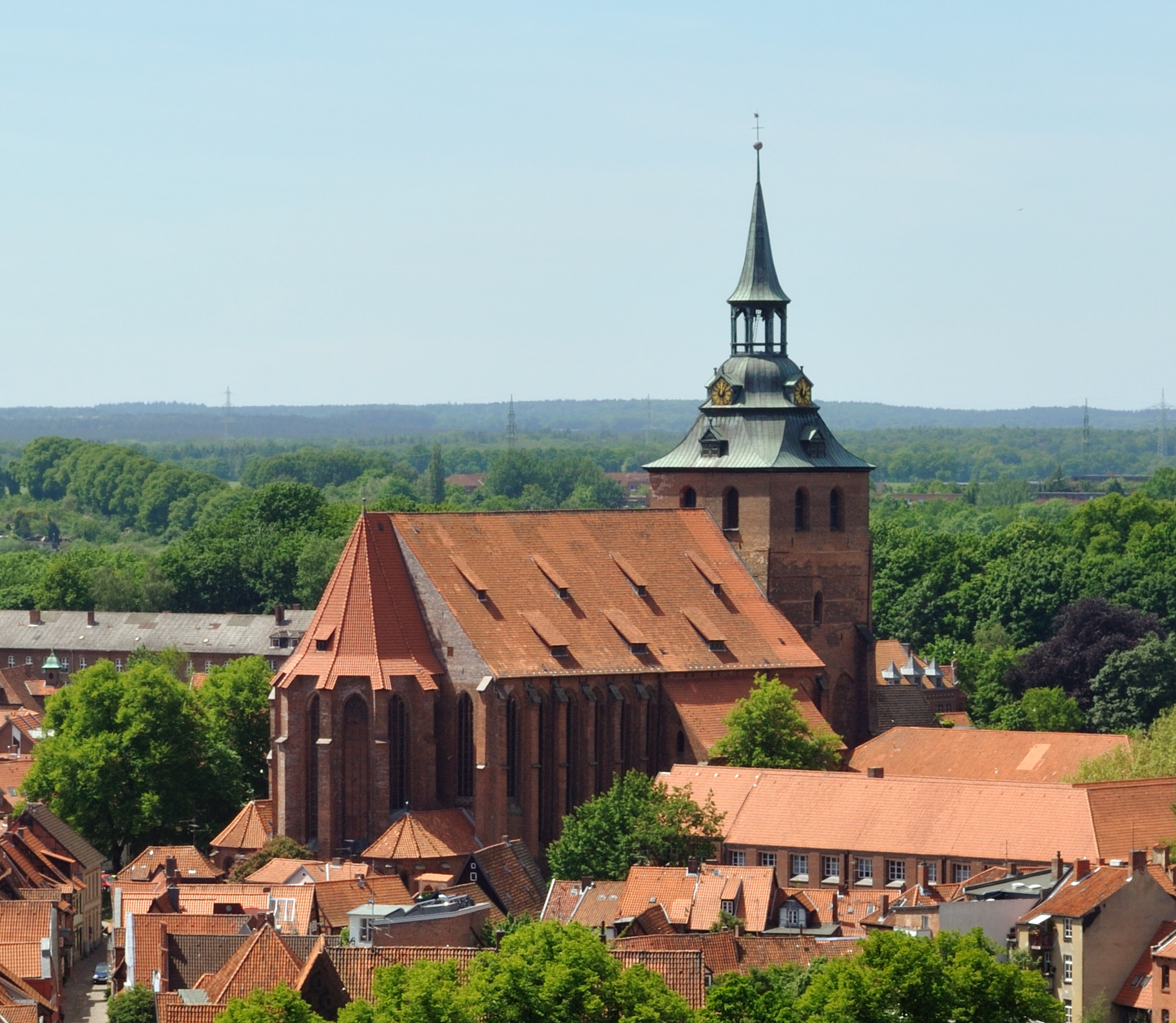
„Bachkirche“ St. Michaelis
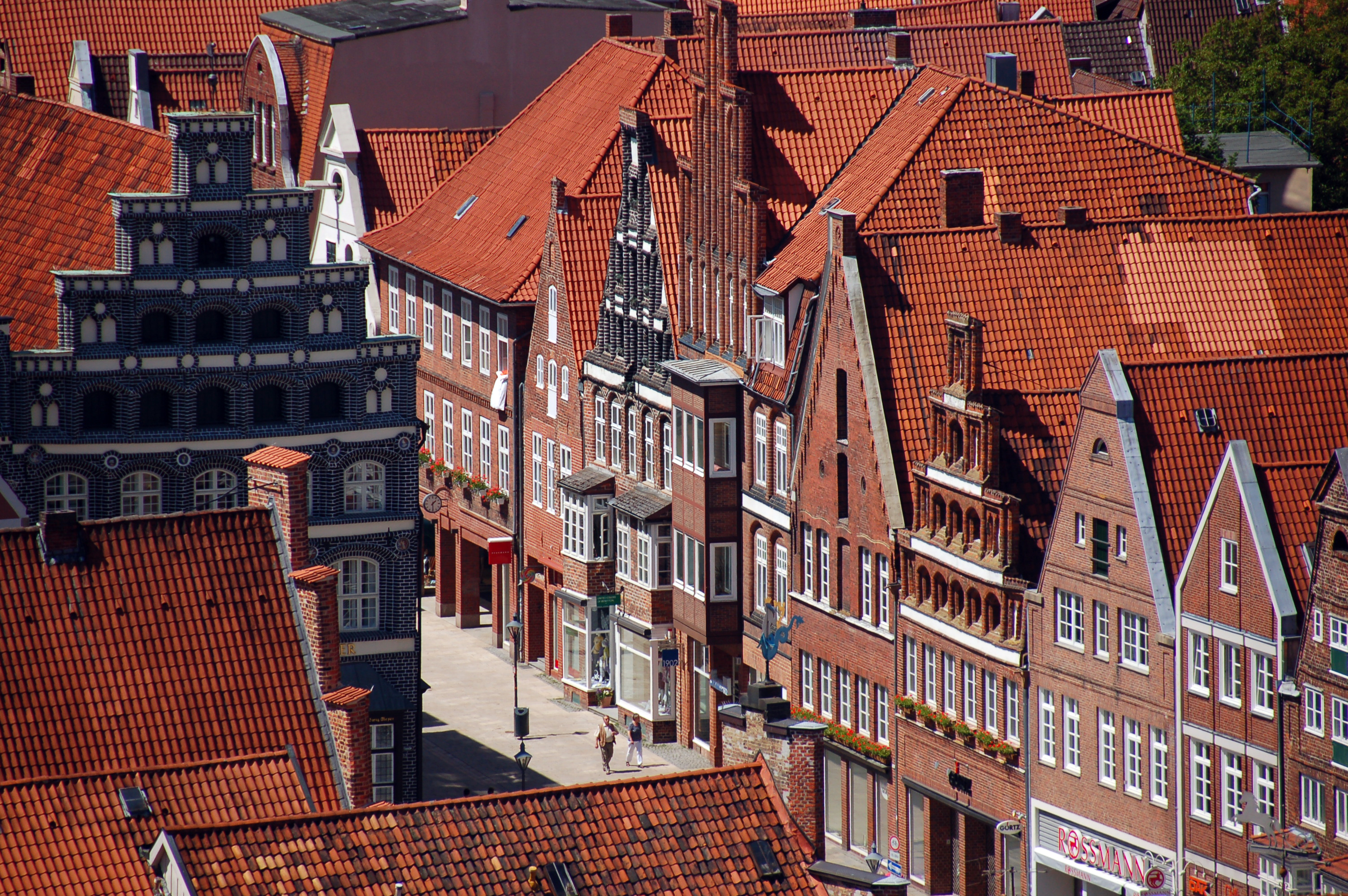
Giebel aus verschiedenen Jahrhunderten
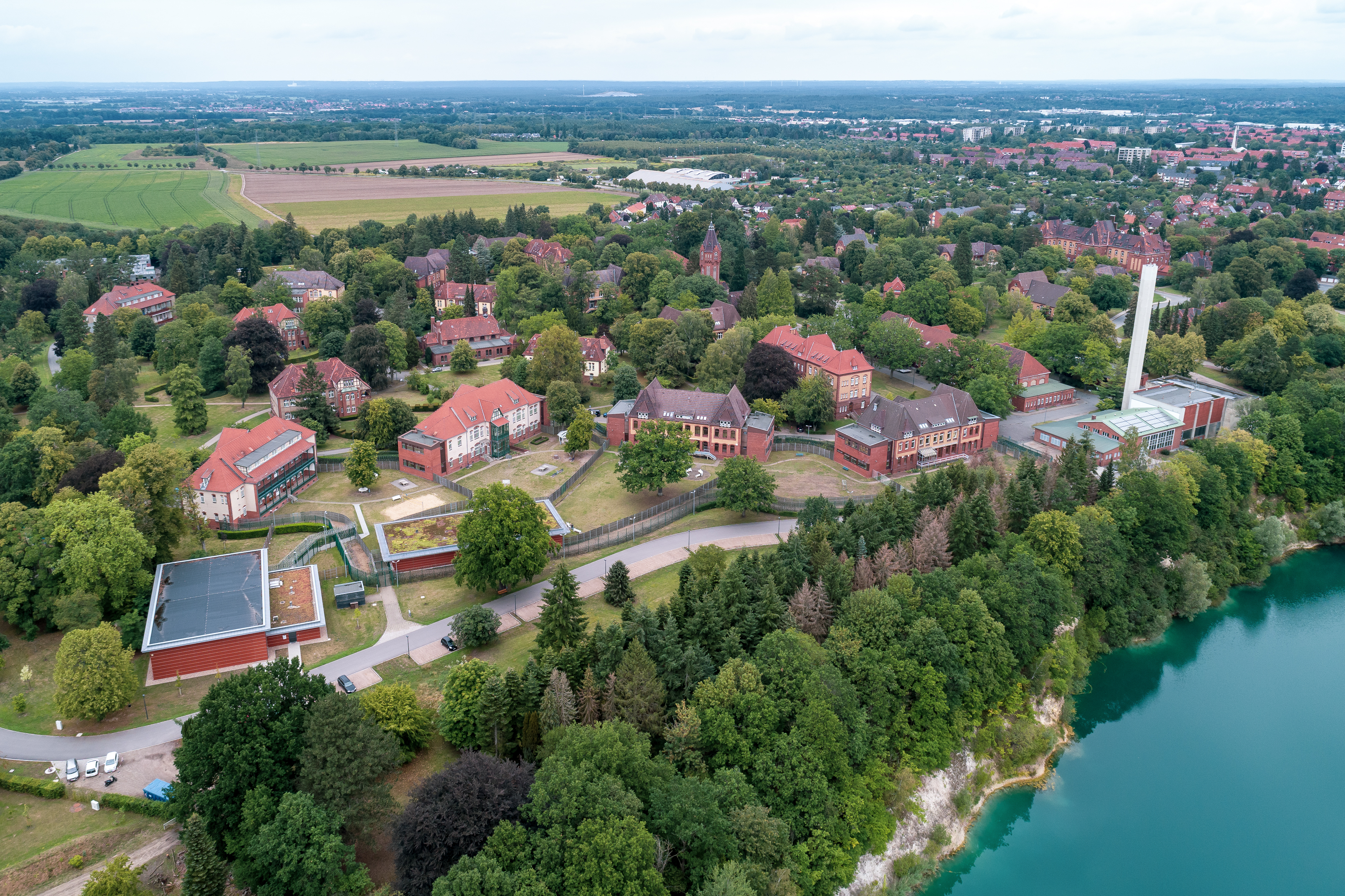
Die Psychiatrische Klinik Lüneburg.
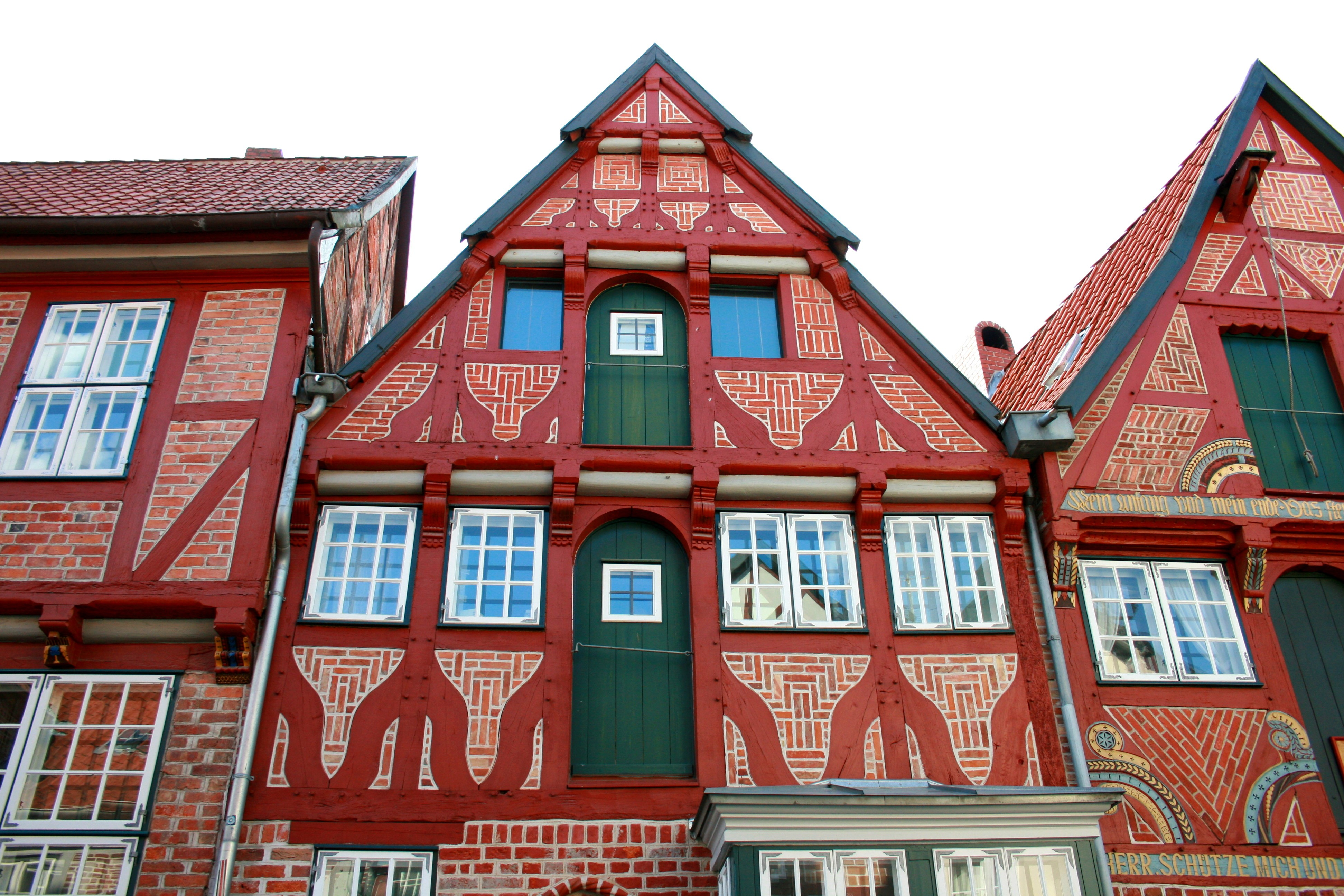
Fachwerkensemble in der westlichen Altstadt
Haus mit historischen Fachwerk aus Lüneburg
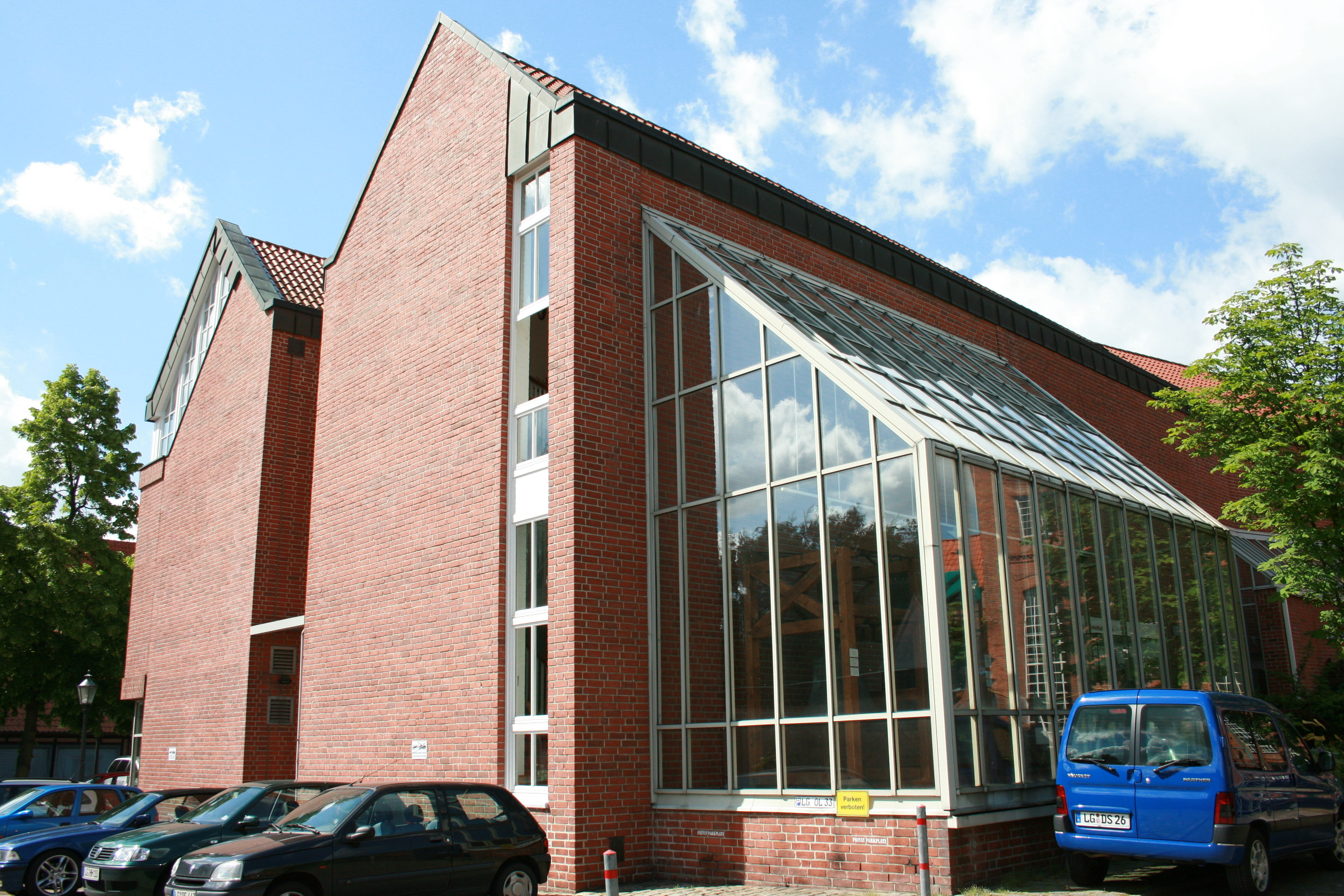
Ostpreußisches Landesmuseum
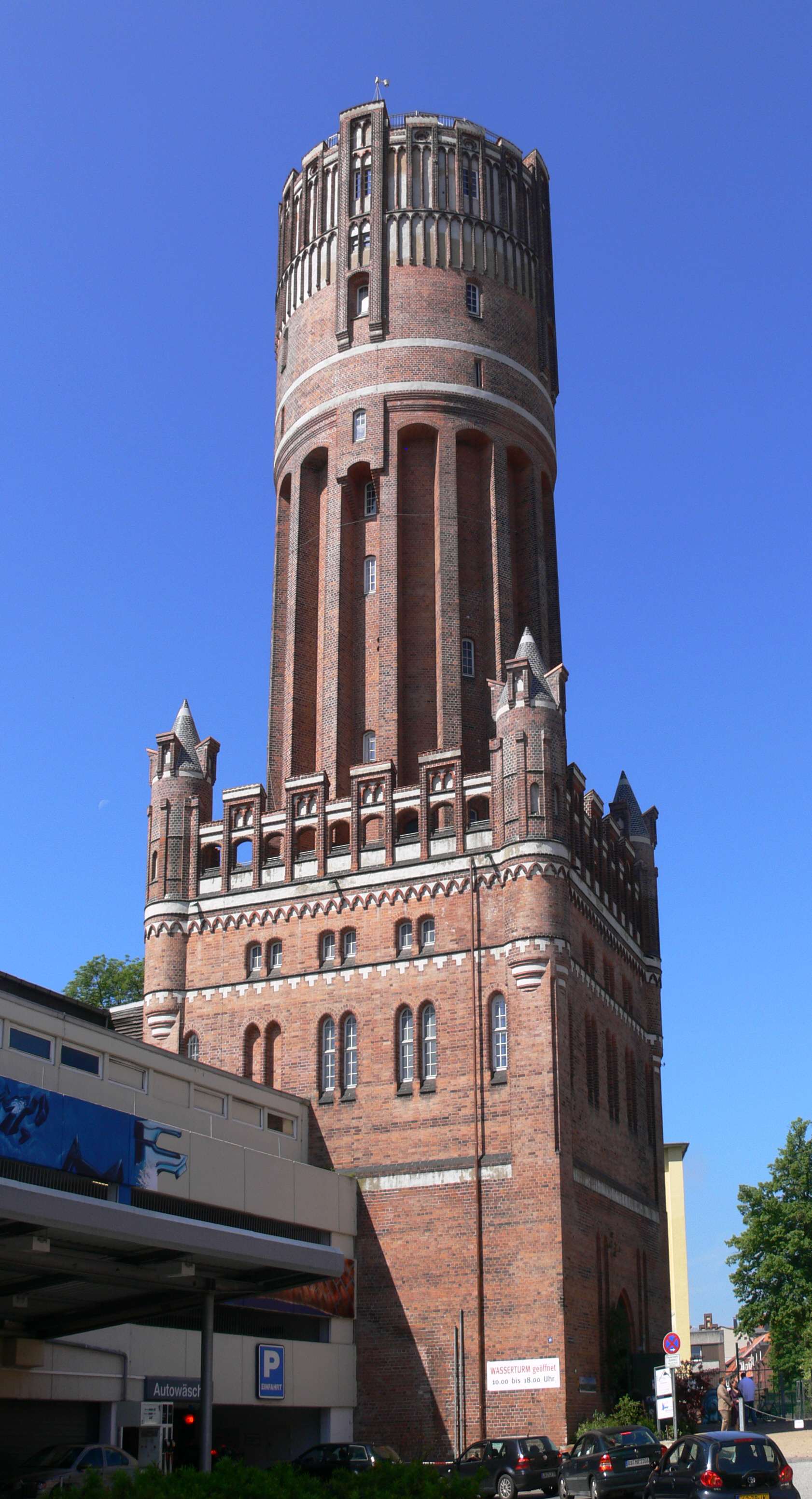
Wasserturm Lüneburg
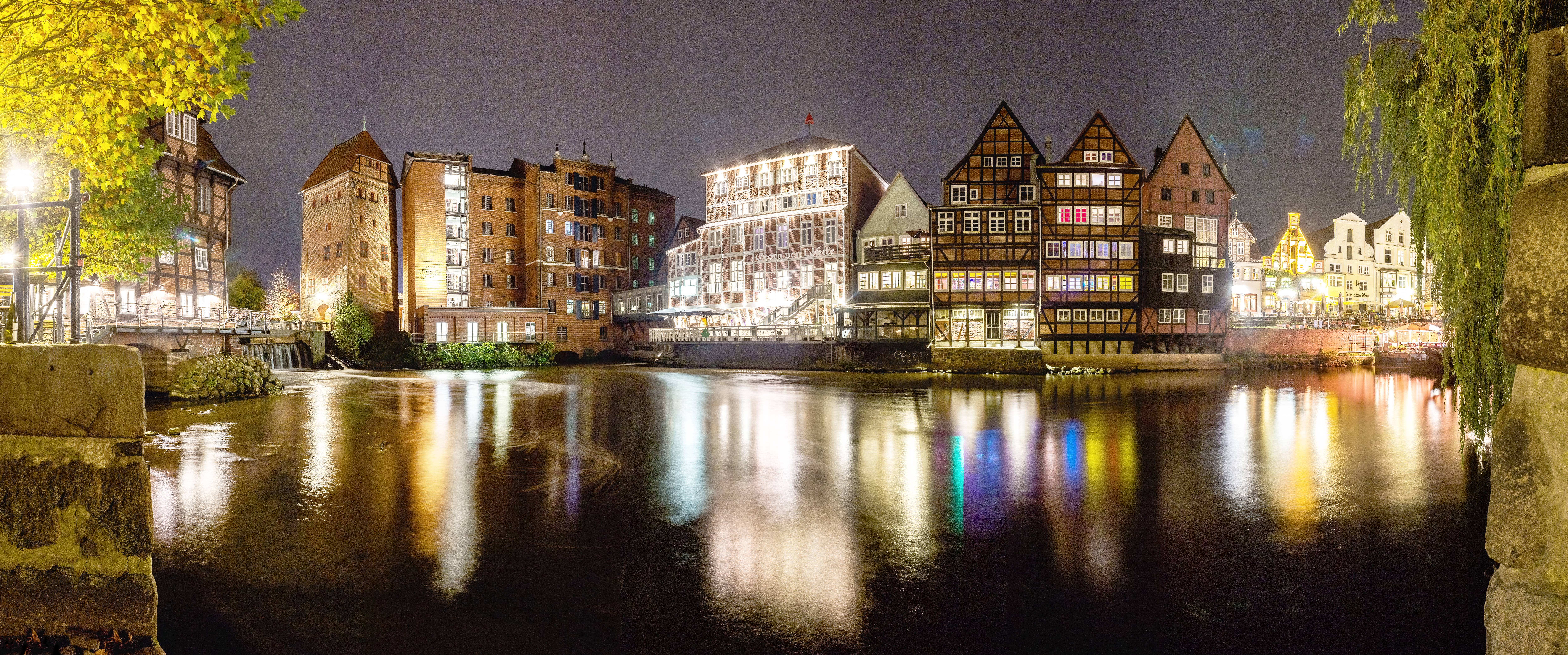
Übersichtspanorama eines Teils des ehemaligen Ilmenau-Hafens (Alter Hafen) bei Nacht (2017)
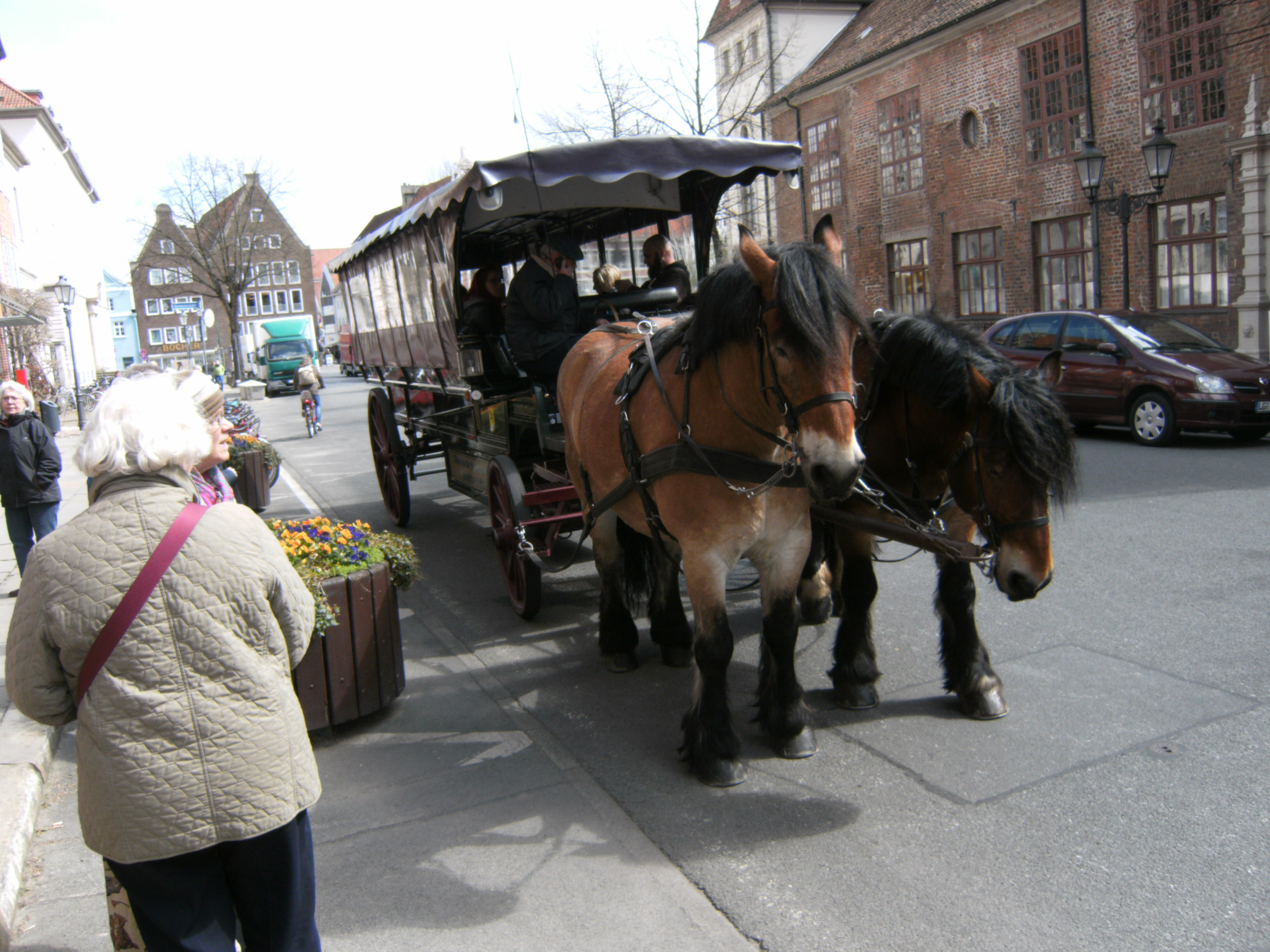
Pferdekutsche

### Sport
Aus Lüneburg liegt einer der ältesten Nachweise für Fußball in Deutschland vor. Während Konrad Koch in Braunschweig seine Schüler ab 1874 Rugby spielen ließ, wurde am Lüneburger Johanneum am 28. August 1875 das erste Fußballspiel ausgetragen. Ein Artikel der englischen Wochenzeitschrift „The Field, the farm, the garden. The country gentleman’s newspaper“ berichtete darüber am 4. September 1875 mit namentlicher Nennung aller Spieler. Protagonisten dieses Fußballspiels waren der Lüneburger Lehrer Wilhelm Karl Philipp Theodor Görges (1838–1925) und der junge Engländer Richard Ernest Newell Twopeny (1857–1915). Mehrere Spiele sind dokumentiert, über das erste berichtete auch der Lüneburgsche Anzeiger im September 1875. Der am Johanneum gegründete Club bestand nur kurze Zeit und geriet in Vergessenheit. Über die weitere Entwicklung des Fußballs in Lüneburg erschien 2016 ein umfassendes Übersichtswerk.
- Der Lüneburger SK Hansa spielte mit der Fußballmannschaft in den letzten Jahren in der fünftklassigen Oberliga Niedersachsen und in der viertklassigen Regionalliga Nord und nach zwei Abstiegen von 2023 bis 2025 in der sechstklassigen Landesliga Lüneburg. Seit der Saison 2025/26 spielt der Verein wieder in der Oberliga Niedersachsen. Die Fußballabteilung entstand 2008 nach dem Zusammenschluss von Lüneburger SK und Lüneburger SV. Die Heimspiele werden auf der Sportanlage Sülzwiesen (4000 Plätze) ausgetragen.
- MTV Treubund Lüneburg ist mit 6000 Mitgliedern der größte Sportverein der Region. Die Fußballmannschaft spielt seit der Saison 2011/12 in der sechstklassigen Landesliga Lüneburg.
- SV Eintracht Lüneburg: spielt mit der Fußballmannschaft, nach längerer Zeit Landesliga, aktuell wechselnd zwischen Bezirksliga und Kreisliga.
- VfL Lüneburg: spielte in den letzten Jahren zwischen Kreisliga und Landesliga, ist aktuell aber nur in den unteren Ligen vertreten.
- Lüneburger SV: spielte mit der Fußballmannschaft bis zur Saison 2006/07 in der sechsklassigen Landesliga Lüneburg und stellte 2008 den eigenständigen Spielbetrieb zur Fusion zum Lüneburger SK Hansa ein. Die Fußballabteilung wurde 2010 dann wieder neu aufgenommen, aktuell ist der Verein aber nur in den unteren Ligen vertreten.
- Die SVG Lüneburg ist ein Volleyballverein, dessen Herrenmannschaft von 2009 bis 2014 in der 2. Bundesliga spielte und seit 2014 in der 1. Bundesliga spielt.
- Handballverein Lüneburg: 2008 gegründet, zählt 350 Mitglieder. Die erste Mannschaft der Herren spielt in der Verbandsliga Niedersachsen, die der Damen in der Oberliga Niedersachsen.
- Die Salt City Boars Lüneburg spielen derzeit in der 2. Bundesliga Nord Inline-Skaterhockey
- Das RSC Triathlon Team Damen startet seit 2018 in der 2. Bundesliga Nord.

### Regelmäßige Veranstaltungen
- April: Frühjahrsmarkt auf den Sülzwiesen; Lüneburger Wohnmobiltage[60]
- Juni: Stadtfest
- Juni: Lunatic Festival: gemeinnütziges Musikfestival auf dem Universitätsgelände, Coraci-Festival (ehemals Sonar): politisches Festival des AStA auf dem Campusgelände; Lüneburger Kinderfest[61]
- Juli: Frommestraßenfest
- August: Kultursommer auf den Sülzwiesen
- September: Oktoberfest auf den Sülzwiesen.
- Anfang Oktober: Sülfmeistertage
- November: Nacht der Clubs[62]
- Weihnachtszeit: Weihnachtsstadt Lüneburg[63] – Historischer Christmarkt rund um die St. Michaeliskirche, Weihnachtsmarkt vor dem Rathaus, Märchenmeile durch die Innenstadt, Projekt Lüneburg leuchtet (Giebelleuchten rund um den Marktplatz, in der Grapengießerstraße und Am Sande).

### Kulinarische Spezialitäten

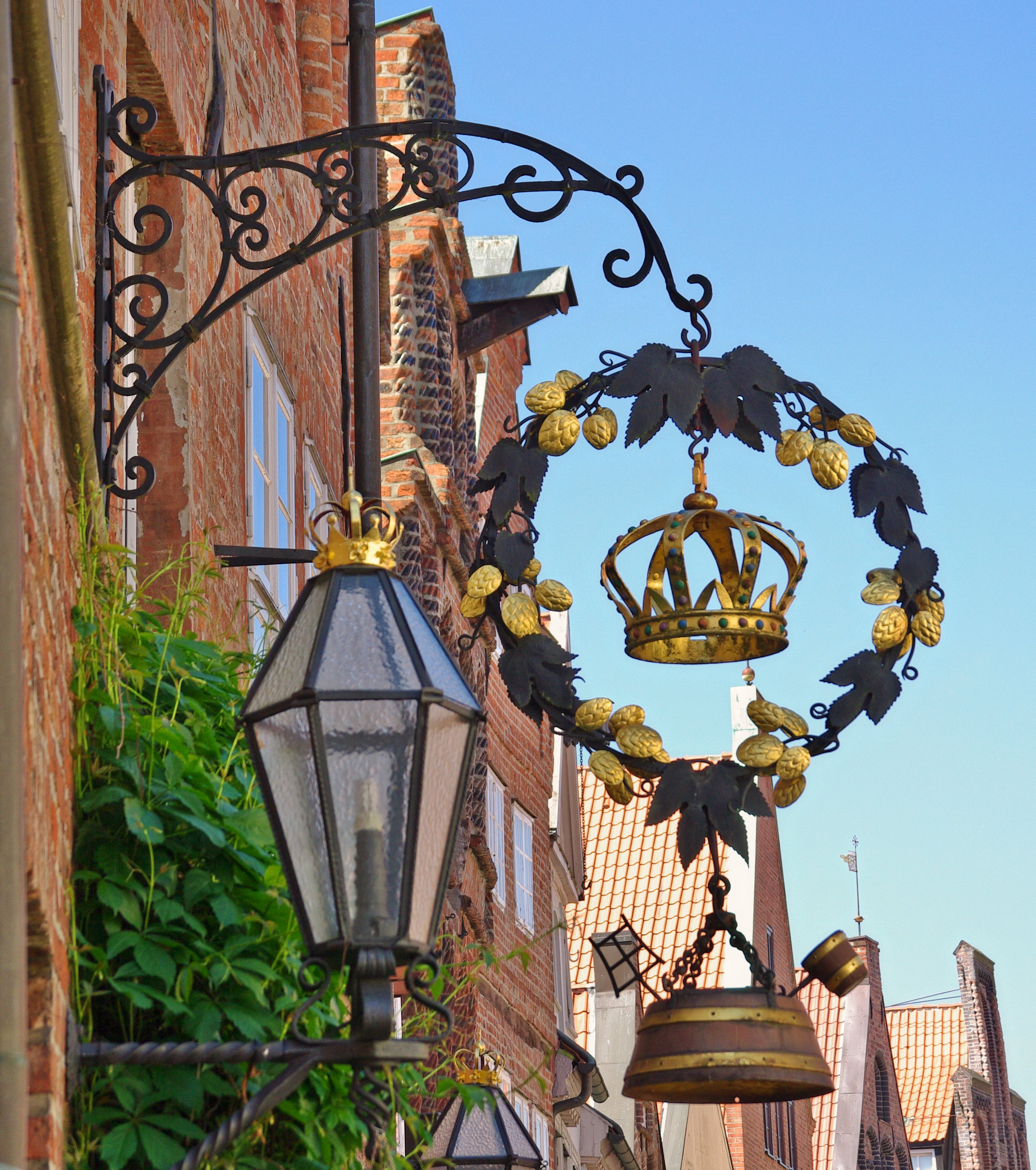
Aushänger des Gasthauses Krone

Lüneburgs Küche ist für Heidschnuckenbraten und den Stint, einen kleinen Fisch, der im Frühjahr Saison hat, bekannt. Eine weitere kulinarische Spezialität ist eine regionale, dänisch beeinflusste Variante des Labskaus (Skipperlabskovs, umgangssprachlich auch Gammel danske kaus).
Lüneburg hatte einst über 80 Brauereien. Die „Lüneburger Kronen-Brauerei von 1485“ in der Heiligengeiststraße braute in Norddeutschland bekannte Biere wie das „Lüneburger Kronen-Pilsener“ und das „Moravia Pilsener“. Diese Biere werden von der Holsten-Brauerei AG in Hamburg gebraut. Auch das „Lüneburger Pilsener“ wird inzwischen von der Holsten-Brauerei in Hamburg hergestellt. Es gibt noch zwei kleinere Gasthausbrauereien in Lüneburg. In der Gasthausbrauerei Nolte und im Brau- und Tafelhaus Mälzer besteht die Tradition Lüneburger Brauereien weiter.

## Wirtschaft und Infrastruktur

### Unternehmen

#### Industrie und Handwerk
Lüneburgs Industrie und Handwerk ist durch viele kleine und mittelständische Unternehmen geprägt. Erwähnenswert sind unter anderen im Textilbereich der Modehersteller Roy Robson (der Strickwarenhersteller Lucia, einst größter Arbeitgeber der Stadt, meldete 2008 Insolvenz an), im Lebensmittelbereich die Firmen DE-VAU-GE Gesundkostwerk als einer der größten deutschen Hersteller von vegetarischen Lebensmitteln, Pickenpack Production Lüneburg GmbH (ehemals Pickenpack Hussmann & Hahn Seafood GmbH) als eines der führenden europäischen Unternehmen im Bereich Tiefkühlfisch (Teil der Pacific Andes International Holdings Limited, Hongkong) und die Molkerei Lünebest, die Teil der Hochwald Foods ist. Im Industriebereich sind die ansässigen Firmen der Pkw-Innenausstatter Yanfeng Automotive Interiors, H. B. Fuller, die Impreglon SE und der Anbieter von Industrie-Elektronik die Sieb & Meyer AG. In Lüneburg ist mit der 1614 gegründeten von Stern’schen Druckerei die älteste noch in Familienbesitz befindliche Druckerei der Welt tätig.

#### Tourismus

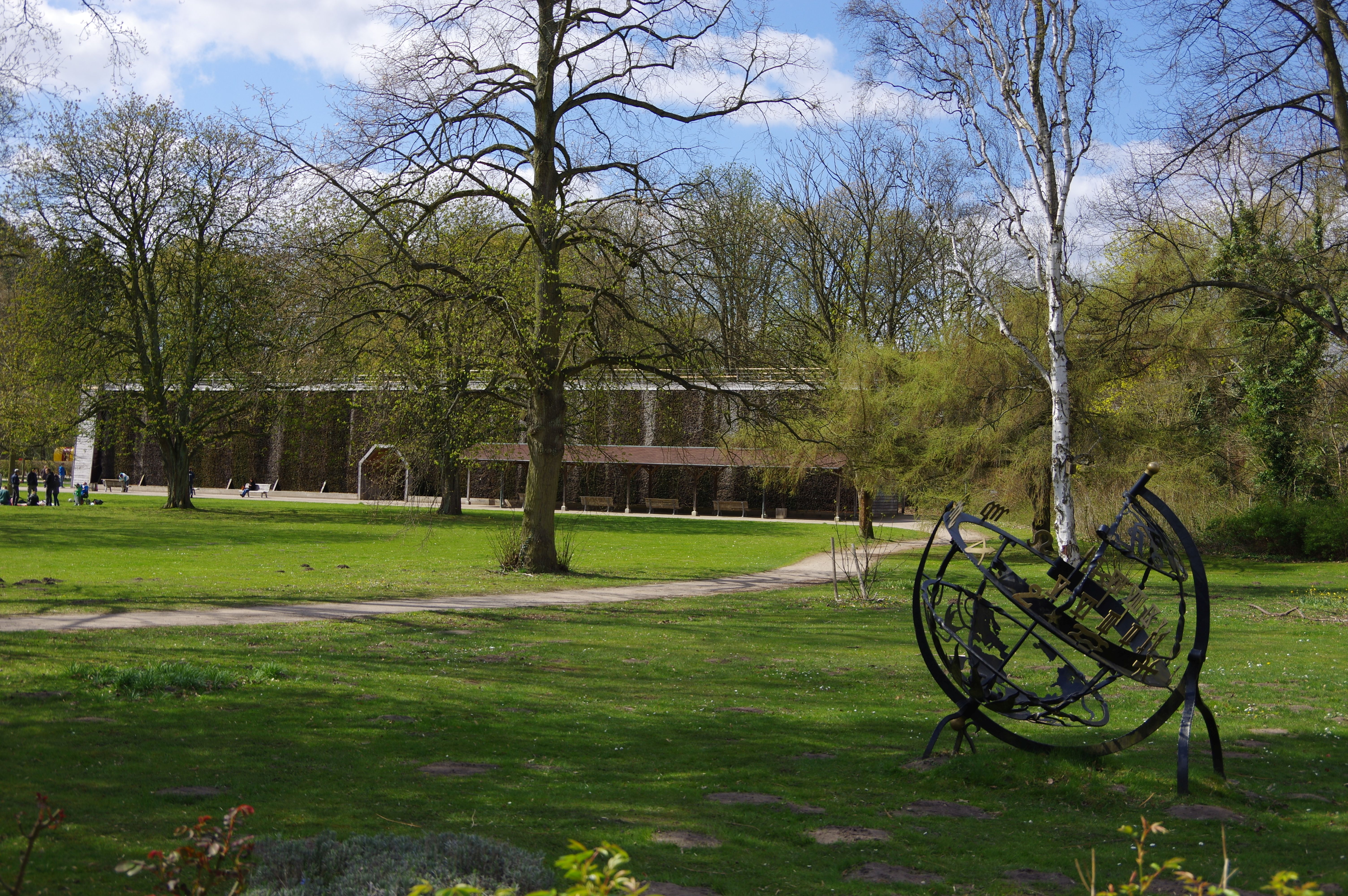
Kurpark mit Gradierwerk und Sonnenuhr

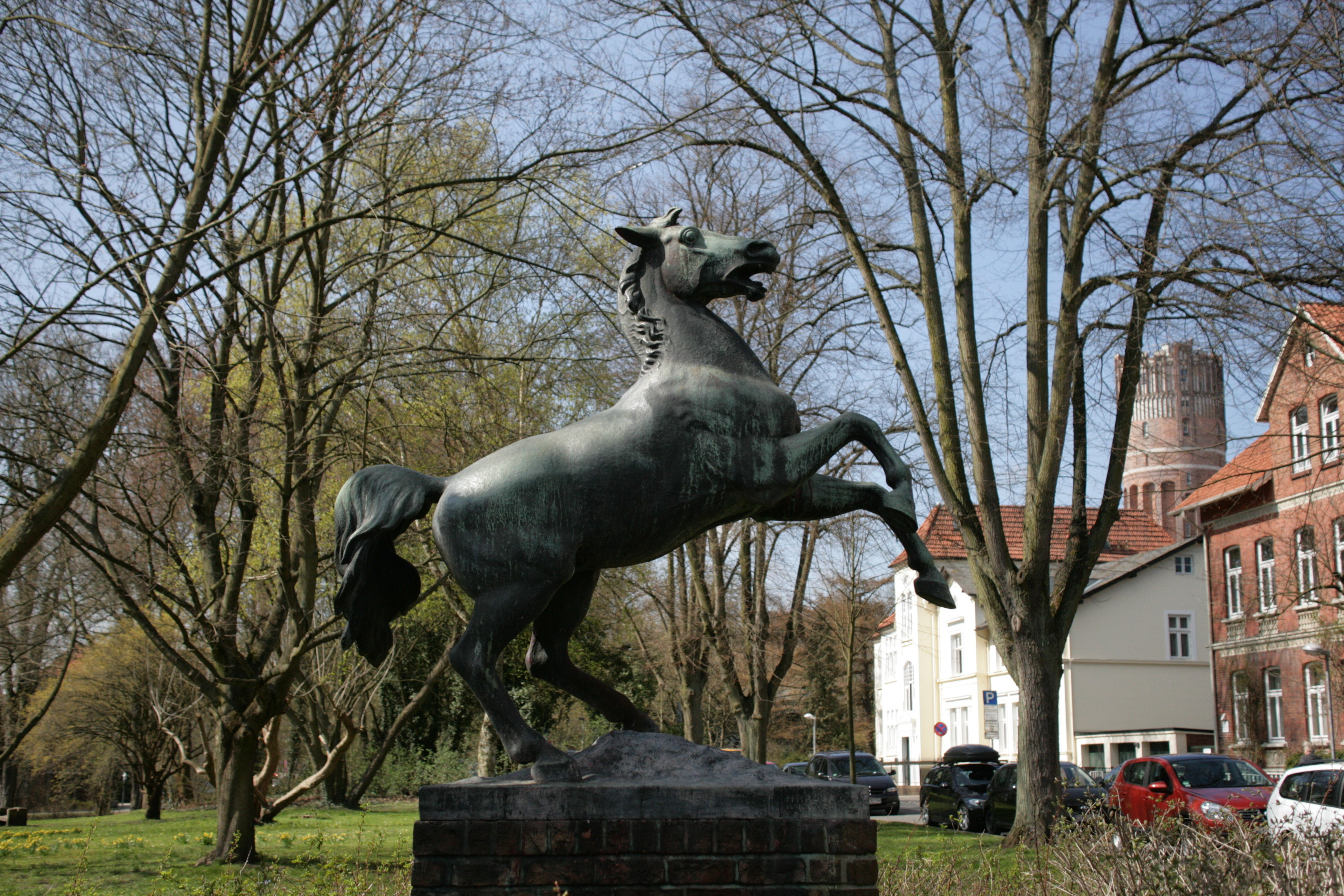
Denkmal Beweglichkeit im Wandrahmpark

In Lüneburg befindet sich neben dem Kurzentrum ein Kurpark mit einem Gradierwerk, Teichen, Blumenrabatten und einem Kräutergarten. Das Kurzentrum umfasst die Salztherme mit Meerwasserwellenbad, Wellness- und Saunawelt (SaLü), zudem gibt es einen Soletherapiebereich mit Anwendungen für Haut- und Atemwegsbeschwerden. Lüneburg ist kein Kurort, verfügt aber über besondere Heilmittel, wie die Lüneburger Sole (etwa 26 % Salzgehalt), mit der an Schuppenflechte erkrankte Menschen Linderung erfahren, und (etwa in den 1950er Jahren) Moorbäder.
Weitere Grünanlagen befinden sich um den Kreidebergsee, am Kalkberg, im Liebesgrund, im Clamartpark, am Kloster Lüne, in der Ilmenauniederung und im Hasenburger Bachtal.
Neben dem seit 1889 bestehenden Bremer Hof ist seit 1978 die Hauptverwaltung der Tagungshotelgruppe Seminaris im Ort angesiedelt.

#### Neue Technologien und Dienstleistung
Im Bereich Technologien und Dienstleistungen ist das Innovations- und Gründungszentrum e-novum zu nennen, das sich mit der Förderung von jungen Unternehmen befasst. Die Werum Software & Systems AG ist das größte Unternehmen aus dem Bereich der Informations- und Kommunikationstechnik. In Lüneburg sind die Landeskrankenhilfe, die Volksbank Lüneburger Heide und die Sparkasse Lüneburg ansässig.

### Medien
Der Norddeutsche Rundfunk (NDR) sendet mehrmals täglich aus dem Lüneburger Studio regionale Informationen für Heide und Wendland, den Süden Hamburgs und die Niederelbe im Programm von NDR 1 Niedersachsen. Außerdem beliefert die Redaktion weitere NDR-Sender und die gesamte ARD, bei Groß-Ereignissen wie Elbe-Hochwasser oder Castor-Transporten. Mit Radio ZuSa gibt es einen lokalen Radiosender, dessen Sendungen in Lüneburg und in Uelzen produziert und gesendet werden.
2006 richtete die Filmproduktionsgesellschaft Studio Hamburg Traumfabrik Niedersachsen GmbH in der ehemaligen Europazentrale von Konica Minolta im Industriegebiet Hafen ihren Firmensitz und zwei Produktionsstudios ein. Seit dem 28. August 2006 wird die Telenovela Rote Rosen für Das Erste produziert. Lüneburg ist Sitz der Gesellschaft für visuelle Kommunikation, der größten Kommunikationsagentur in Niedersachsen. Arbeitsschwerpunkt des Unternehmens ist das Handels- und Vertriebsmarketing. Die Landeszeitung für die Lüneburger Heide ist die lokale Tageszeitung für den Landkreis Lüneburg und angrenzende Gebiete. Die Lüneburger Rundschau erschien bis zum 11. August 2012 als tägliche Lokalausgabe des Hamburger Abendblatts.
Lüneburg ist die Heimatstadt der Tatort-Hauptkommissarin Charlotte Lindholm (gespielt von Maria Furtwängler). In den Episoden Heimspiel und Schwarze Tiger, weiße Löwen ist Lindholm zumeist zu Besuch bei ihrer Mutter, wobei sich daraus der Kriminalfall entwickelt. Schon 1977 war Lüneburg Schauplatz einer Tatort-Episode. Damals ermittelte Kriminalhauptkommissar Heinz Brammer (gespielt von Knut Hinz) in der Folge Das stille Geschäft. Im Herbst 2017 wurde eine weitere Folge mit den Tatort-Kommissaren Falk (Wotan Wilke Möhring) und Grosz (Franziska Weisz) in Lüneburg gedreht, die 2018 unter dem Titel Alles was Sie sagen erschien.
Lüneburg war Hauptdrehort für den Märchenfilm Die Krone von Arkus.

### Öffentliche Einrichtungen
Lüneburg ist Sitz des Niedersächsischen Oberverwaltungsgerichts, eines Landgerichts sowie des erstinstanzlichen Amtsgerichts, der Regierungsvertretung Lüneburg als Nachfolgerin der zum 1. Januar 2005 aufgelösten Bezirksregierung, der Industrie- und Handelskammer Lüneburg-Wolfsburg, der Handwerkskammer Braunschweig-Lüneburg-Stade sowie der Polizeidirektion Lüneburg, der Polizeiinspektion Lüneburg/Lüchow-Dannenberg/Uelzen und des Bundespolizeireviers Lüneburg. 

### Militärische Einrichtungen
Die alte Garnisonstadt (bis 1914 war das Dragoner-Regiment Nr. 16 in der Lüner Kaserne) ist auch ein Standort der Bundeswehr. In die einstige Scharnhorst-Kaserne ist die Universität Lüneburg gezogen. In einem Teil der Schlieffen-Kaserne sitzen Behörden wie das Verwaltungsgericht, das Arbeitsgericht, das Sozialgericht, der Zoll, die Steuerfahndung, das Katasteramt. In der Theodor-Körner-Kaserne sind das Aufklärungslehrbataillon 3 „Lüneburg“ (bis Juni 2007: Panzeraufklärungslehrbataillon 3), das Sanitätszentrum Lüneburg, eine Fahrschulkompanie und einige Kleindienststellen stationiert. 2024 entschied sich die Bundeswehr die 2012 aufgelöste Heeresflugabwehr neu aufzustellen und diese in Lüneburg zu stationieren. Als Hauptwaffensystem ist die Oerlikon Skyranger vorgesehen, ein mobiles Flugabwehrsystem der Firma Rheinmetall auf dem Radpanzer GTK Boxer.

### Gesundheitswesen

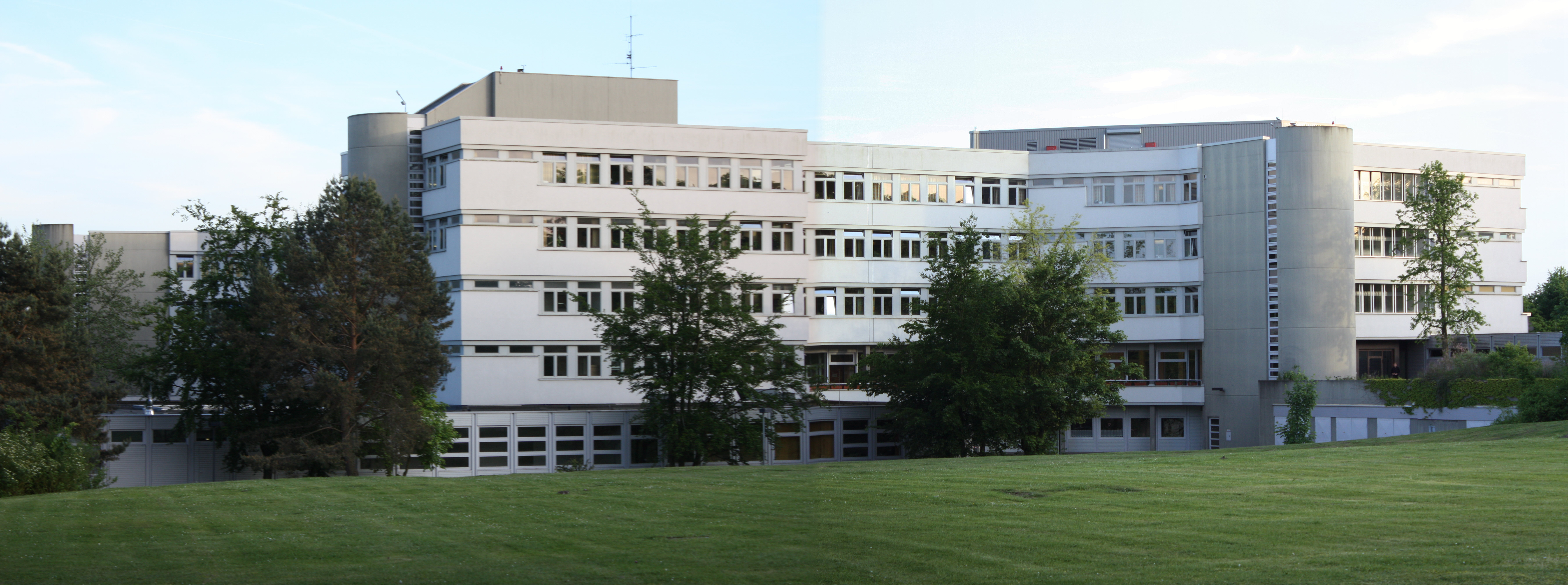
Neubau der Psychiatrischen Klinik

In Lüneburg besteht das Städtische Klinikum Lüneburg. Dieses Krankenhaus nimmt am Elbe-Heide-Krankenhausverbund teil, der mehrere Kliniken im südlichen Hamburger Umland umfasst. Am Wienebütteler Weg liegt die Psychiatrische Klinik Lüneburg, ein Unternehmen im Verbund der Gesundheitsholding Lüneburg. Als weitere Einrichtung existiert in Ochtmissen die Loewe-Stiftung, die psychisch erkrankten Menschen die Rückkehr ins Arbeitsleben ermöglicht.

### Soziale Einrichtungen
Ein Anbieter sozialer Dienstleistungen in Lüneburg ist der AWO-Regionalverband Lüneburg/Uelzen/Lüchow-Dannenberg, dessen Angebote sich über nahezu alle sozialen Arbeitsfelder erstrecken. Die Lebenshilfe Lüneburg-Harburg betreut und fördert Menschen mit Behinderungen in der Region. Ein sozial orientiertes Unternehmen ist die Neue Arbeit Lüneburg-Uelzen gGmbH innerhalb der Diakonie Deutschland. Deren hauptsächliche Aufgabe ist die Integration von Langzeitarbeitslosen, alleinerziehenden Frauen und Menschen über 50 in den ersten Arbeitsmarkt.
In der Stadt gibt es ein großes Angebot von 120 Selbsthilfegruppen. Die Freiwilligenagentur vermittelt ehrenamtliches und bürgerschaftliches Engagement an soziale Einrichtungen der Stadt.

### Sozial-ökologische Infrastruktur
Lüneburg verfügt über ein dichtes Netz sozial-ökologischer Infrastruktur. Erwähnenswert sind im Lebensmittelbereich die sechs „Fairteiler“ von foodsharing und die studentische Lebensmittelkooperative KornKonnektion, im Textilbereich der Tauschraum Die Zwiebel, im Zweiradbereich die studentische Selbsthilfe-Fahrradwerkstatt KonRad und im Elektrotechnikbereich der Hackerspace fablab. Außerdem gibt es zahlreiche Bücherschränke, z. B. in der Töbingstraße und Schenkregale, z. B. im Foyer der Volkshochschule.
Seit 2020 gibt es mit Lünepedia eine eigene Enzyklopädie.

### Bildung und Wissenschaft

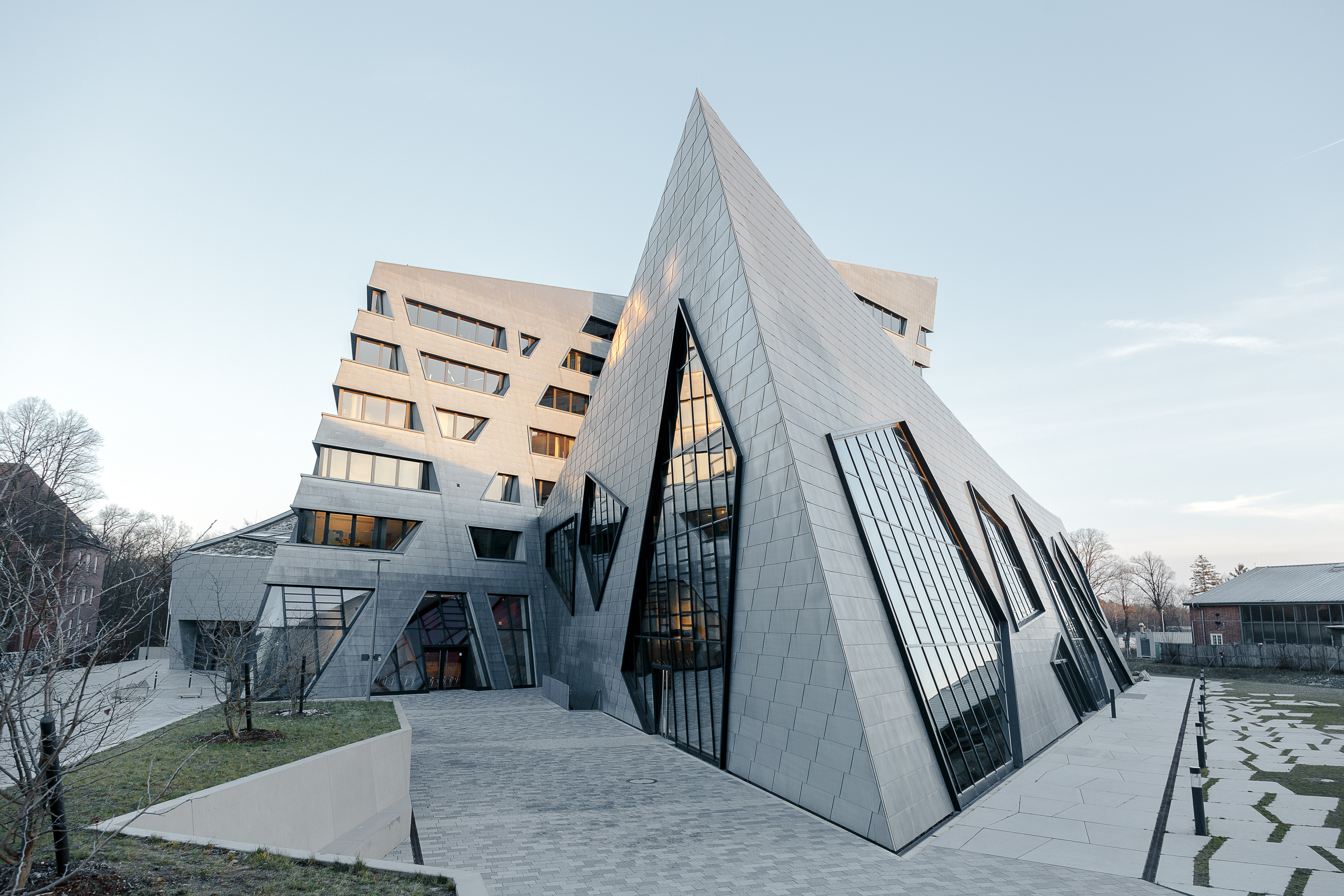
Hauptgebäude der Leuphana

Die erste Schule in Lüneburg war die im 14. Jahrhundert gegründete Michaelisschule. In Lüneburg gibt es vier Gymnasien. Neben der Herderschule, der Wilhelm-Raabe-Schule und dem Gymnasium Oedeme befindet sich darunter mit dem 1406 gegründeten Johanneum Lüneburg eine der traditionsreichen Schulen Deutschlands. Ferner gibt es drei Berufsbildende Schulen am Schwalbenberg und die Volkshochschule (Haagestraße 4). Es gibt eine Rudolf-Steiner-Schule und eine Montessori-Grundschule.
Die 1989 gegründete Universität Lüneburg (vormals Pädagogische Hochschule), die ihren Sitz in den Gebäuden einer der aufgelösten Kasernen fand, sowie das Zentrum der Fachhochschule Nordostniedersachsen (mit Studienstandorten in Lüneburg, Suderburg und ehemals Buxtehude) sind Hilfen bei der Umstrukturierung der Stadt von einer Garnisonsstadt zu einem Dienstleistungszentrum.
Seit dem 1. Januar 2003 ist die Universität eine Stiftung des Öffentlichen Rechts. Am 1. Januar 2005 wurden Universität und Fachhochschule unter dem Dach der Stiftung Universität Lüneburg fusioniert. Mit der Neuorientierung der Universität Lüneburg wurde diese am 21. März 2007 in Leuphana Universität Lüneburg umbenannt. Als besondere Attraktion eröffnete im März 2017 das neue Hauptgebäude der Universität, das auf einen Entwurf des Architekten Daniel Libeskind zurückgeht.
Eine der größten außerschulischen Bildungseinrichtungen befindet sich in der Bockelsberghütte. Diese im Stadtteil Bockelsberg gelegene Jugendbildungsstätte ist eines der wenigen freistehenden Fachwerkhäuser Lüneburgs und beherbergt nach seiner Renovierung mehrere Träger der freien Jugendhilfe.
Die Handwerkskammer Braunschweig-Lüneburg-Stade unterhält am Standort Lüneburg ein Technologiezentrum (TZH) für die berufliche Aus- und Weiterbildung in Handwerksberufen. Das TZH Lüneburg verfügt über 43 Werkstätten mit 639 Arbeitsplätzen und 17 Unterrichtsräume mit 402 Plätzen. Pro Jahr werden dort etwa 10.000 Auszubildende in 23 unterschiedlichen Handwerksberufen im Rahmen der Technologischen Lehrlingsqualifizierung geschult. Außerdem erfolgt dort jährlich die Meisterausbildung für etwa 700 und die Technische Fort- und Weiterbildung für etwa 2.000 Handwerker. Zum TZH gehört ein Gästehaus mit 81 Zimmern und 213 Betten, in dem jährlich über 35.000 Übernachtungen stattfinden.
Aus dem Institut Nordostdeutsches Kulturwerk hervorgegangen ist seit 2002 das Institut für Kultur und Geschichte der Deutschen in Nordosteuropa e. V. - das Nordost-Institut - (IKGN) als An-Institut der Universität Hamburg  in Lüneburg Forschungseinrichtung zur Kultur und Geschichte Nordost- und Osteuropas. Die Institutsbibliothek - die Nordost-Bibliothek - ist die größte wissenschaftliche Spezialbibliothek in Norddeutschland zur Geschichte des Baltikums, Polens und der Russlanddeutschen. Sie ist öffentlich zugänglich.

### Verkehr

#### Eisenbahn

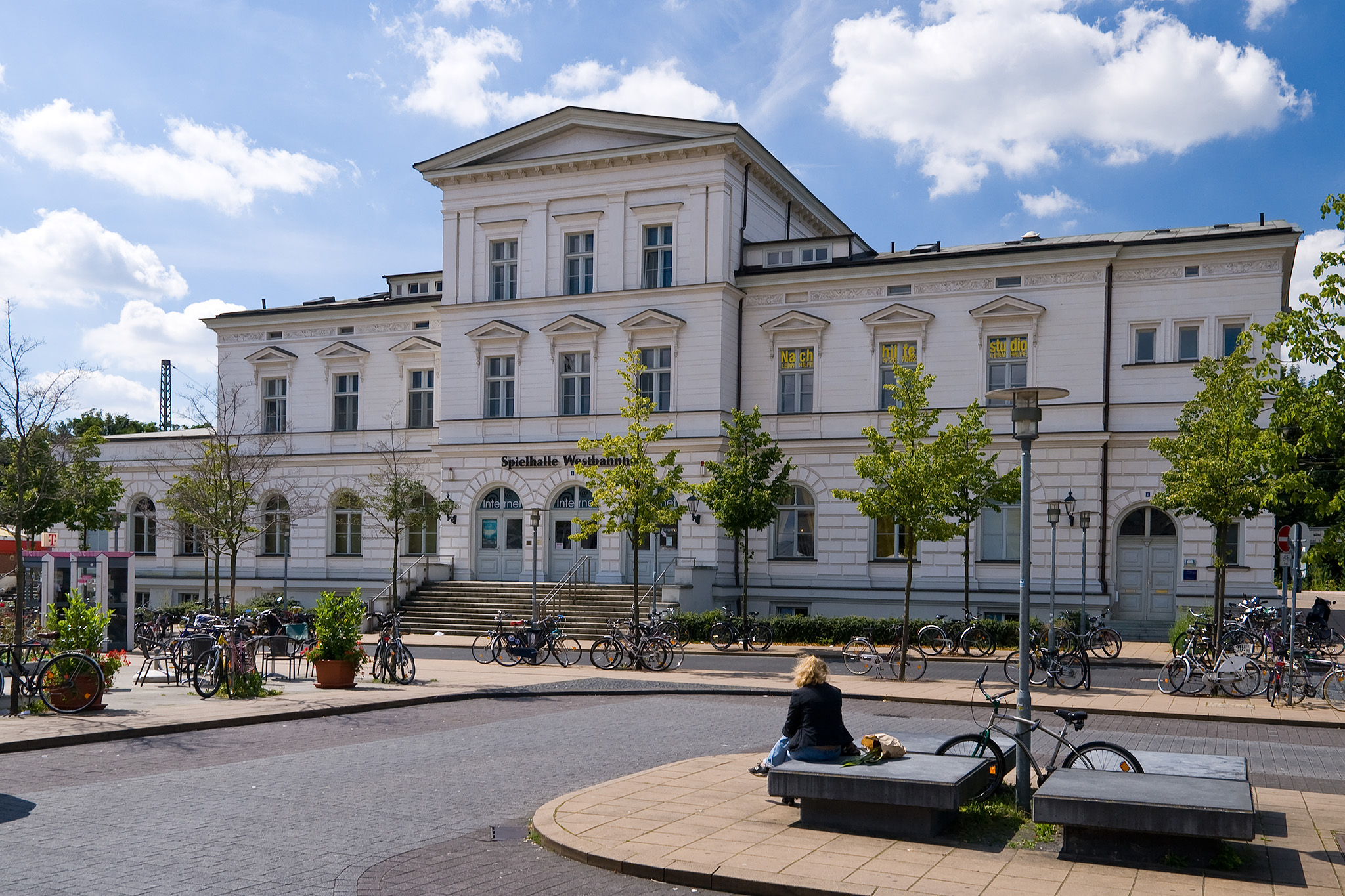
Bahnhof Lüneburg – Westseite

Stadt und Landkreis Lüneburg sind seit Dezember 2004 Teil des Hamburger Verkehrsverbundes (HVV). Der Lüneburger Bahnhof liegt an der Bahnstrecke Hannover–Hamburg und wird von Zügen der Deutschen Bahn AG, der erixx GmbH und der Metronom Eisenbahngesellschaft angefahren. Die Fahrtzeit zum Hamburger Hauptbahnhof beträgt etwa 30 Minuten. Neben Regionalzügen halten in Lüneburg auch Intercity-Züge und ICE auf der Fahrt von und nach Hamburg. Nach Nordosten zweigt die Verbindung über Lauenburg/Elbe und Büchen nach Lübeck ab. Über eine Stichbahn wird der Dannenberger Raum versorgt. Diese Wendlandbahn ist wegen der Atommülltransporte nach Gorleben bekannt geworden. Von Lüneburg aus betreibt die OHE mehrere Bahnstrecken im Güter- und Ausflugsverkehr. Es handelt sich hier um die Bahnstrecke Lüneburg–Bleckede, Bahnstrecke Lüneburg–Soltau und die Lüneburger Hafenbahn. Durch die Arbeitsgemeinschaft Verkehrsfreunde Lüneburg e. V. (AVL) werden auf dem eben genannten Streckennetz der OHE unter dem Namen „Heide-Express“ und als „Bleckeder Kleinbahn Verwaltungsges. UG“ Fahrten mit historischen Fahrzeugen angeboten.
Die Haltepunkte Lüneburg-Kurpark, Oedeme und Rettmer werden nur noch von einem unregelmäßigen Museumsverkehr bedient. Die Stationen Ochtmissen und Sternkamp an der Buchholzbahn wurden mit der Stilllegung 2000 vollständig entfernt.

#### Straßenanbindung
Lüneburg verfügt über einen Autobahnanschluss der Bundesautobahn 39. Diese Autobahn soll in Richtung Süden bis Wolfsburg und Braunschweig verlängert werden. Lüneburg ist über die Bundesstraßen B 4, B 209 und die B 216 an das Bundesstraßennetz angebunden. Die längste Straße Lüneburgs ist die Dahlenburger Landstraße.

#### Radverkehr
Lüneburg hat als Universitätsstadt einen gegenüber vergleichbar großen Städten höheren Radverkehrsanteil. Zahlreiche Einbahnstraßen und einzelne Abschnitte der Fußgängerzone sind für den Radverkehr (in Gegenrichtung) geöffnet. An etlichen Hauptverkehrsstraßen bestehen mehr oder weniger gute Radwege, abschnittsweise gemeinsam mit dem Fußverkehr. Einen Überblick zur damaligen Verkehrspolitik und zu im Jahr 2010 beispielhaften Infrastrukturelementen für den Radverkehr zeigt der Exkursionsführer Radverkehr.

#### Busverkehr

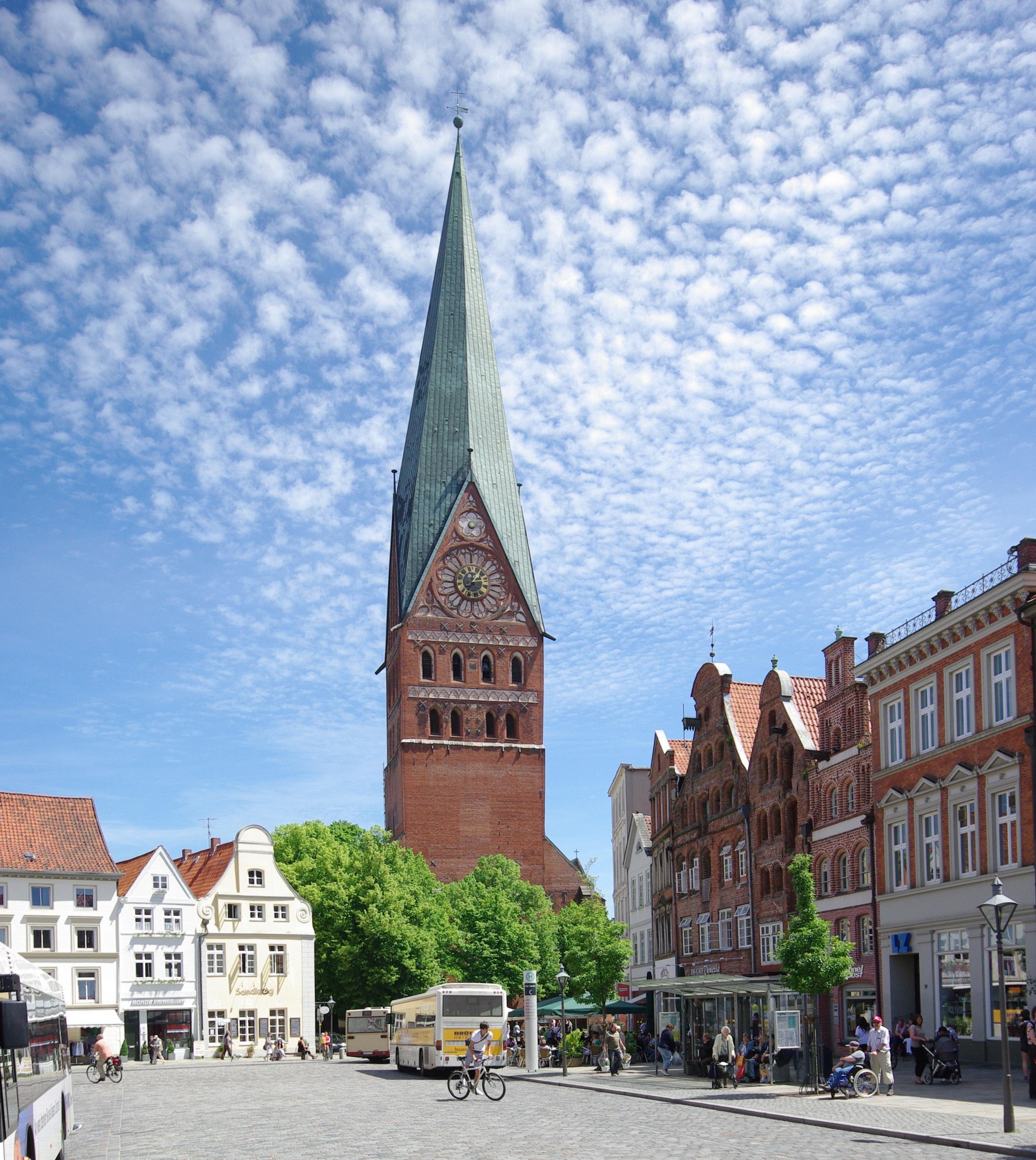
Zentraler Platz „Am Sande“ (Blick nach Osten auf St. Johannis)

Der öffentliche Nahverkehr Lüneburgs wird von der KVG Stade betrieben. Von um 1926 bis 1934 bestand ein Stadtbusverkehr. Ab 1935 unterhielt die Firma Röhlsberger die Haupt- und Nebenlinien. Ein umfangreicheres Netz entstand nach dem Zweiten Weltkrieg. 1955 gab es fünf Linien. 1982 wurde die Firma Röhlsberger verkauft und zum Tochterunternehmen „KVG Lüneburg“ der KVG Stade umfirmiert. Seit Dezember 2004 gehören auch der Lüneburger Stadtverkehr und der regionale Busverkehr zum Hamburger Verkehrsverbund (HVV). Daraus erfolgte die neue Linienkennzeichnung nach Richtungssektoren durch Zahlen mit dem Lüneburger Präfix 5xxx. Seitdem tragen die Stadtbuslinien die Nummern 5001 bis 5015.
Gegenwärtig besteht ein innerstädtisches Stadtbusnetz mit 13 Linien, die im Taktfahrplan über den Bahnhof Lüneburg fahren und bis auf zwei Ausnahmen auch den zentralen Stadtplatz Am Sande anfahren. Es werden alle Stadtteile bedient – bis auf den Wilschenbruch und Hagen, die nicht an das Verkehrsnetz der KVG angebunden sind. Einzelne Linien führen über die Stadtgrenze hinaus bis in die angrenzenden Umlandgemeinden, wie Reppenstedt, Mechtersen und Vögelsen. Im Überlandverkehr ist Lüneburg im Tagesverkehr Ausgangspunkt zahlreicher Linien in die stadtnahen Umlandortschaften nach Bleckede, Salzhausen, Bardowick, sowie zu wichtigen Unterzentren (Amelinghausen, Melbeck) des Landkreises und in die Nachbarkreise. In den späteren Abendstunden und den sonstigen Verkehrsruhezeiten steht ein Anrufsammelmobil (ASM) für den wartenden Fahrgast bereit.
Zum 1. Januar 2026 wird die KVG als Betreiberin des ÖPNV abgelöst. Im Sommer hat der Landkreis Lüneburg die MOIN gegründet (Mobilitätsinfrastruktur und -betriebs GmbH), die den städtischen und kreisweiten Verkehr koordinieren wird. Die Gesellschaft konnte Bundesfördermittel für 20 Elektrobusse von Daimler und die Ladeinfrastruktur einwerben. Ergänzt durch Subunternehmer soll sie den ÖPNV reorganisieren, wozu neben der teilweisen Elektrifizierung auch eine Taktverdichtung auf nachgefragten Verbindungen beispielsweise zwischen Innenstadt und Kaltenmoor zählt. Auch der Regionalverkehr soll gestärkt werden, unter anderem durch neue zweistündliche Direktverbindungen in den Landkreis.

#### Bike- und Carsharing

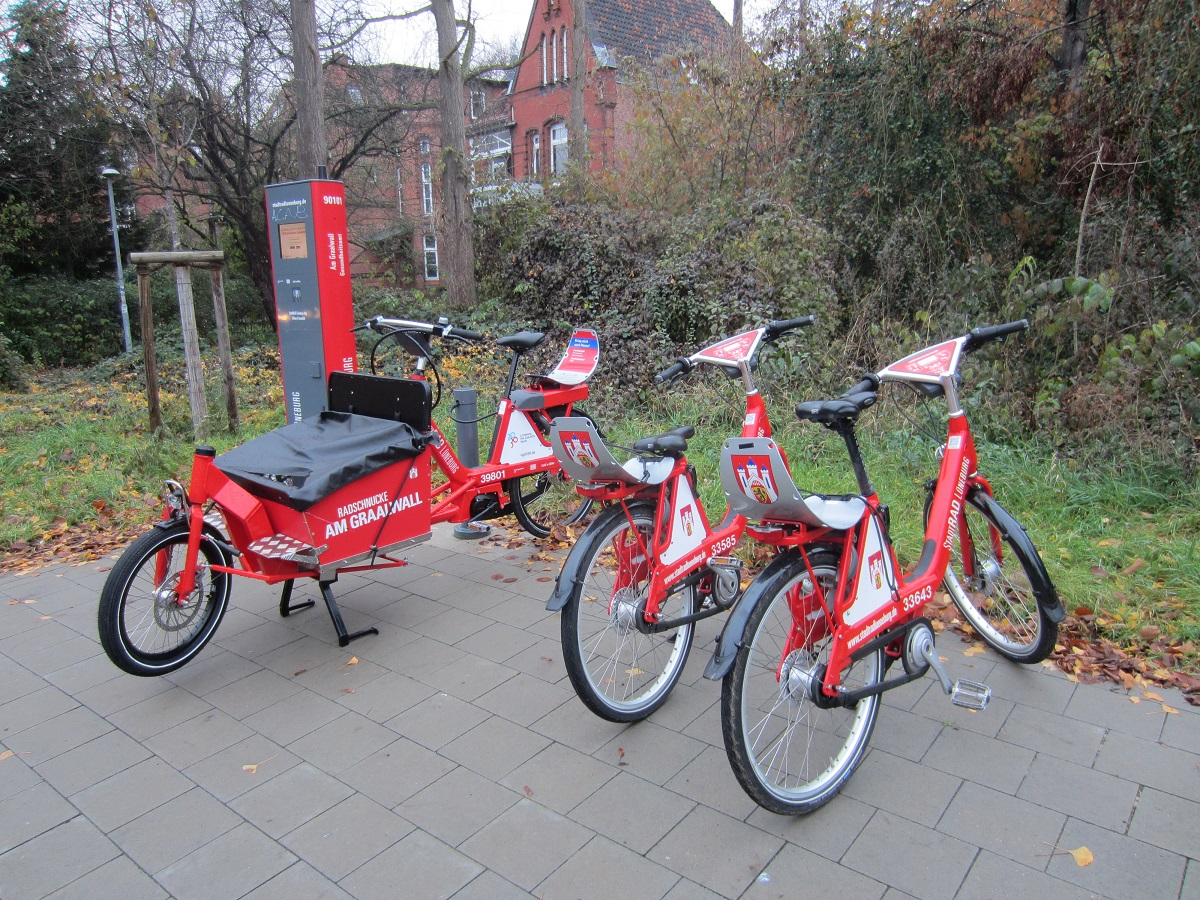
StadtRAD-Station mit E-Lastenrad

Als Ergänzung zum ÖPNV gibt es ein dichtes Netz für Fahrradverleih („bike-Sharing“) und Carsharing. Das Fahrradleihsystem besteht im Verbund mit StadtRAD Hamburg und hält seit Herbst 2022 an vielen der 22 Stationen auch E-Lastenräder vor. Es wird gemeinsam von der Hansestadt und der Leuphana Universität finanziert. Das Carsharingsystem wird von „Cambio CarSharing“ und „Flinkster“ betrieben. Lüneburg ist als kleinste Stadt im deutschlandweiten „Car-Sharing-Städte-Ranking“ vertreten.

#### Schiffsverkehr

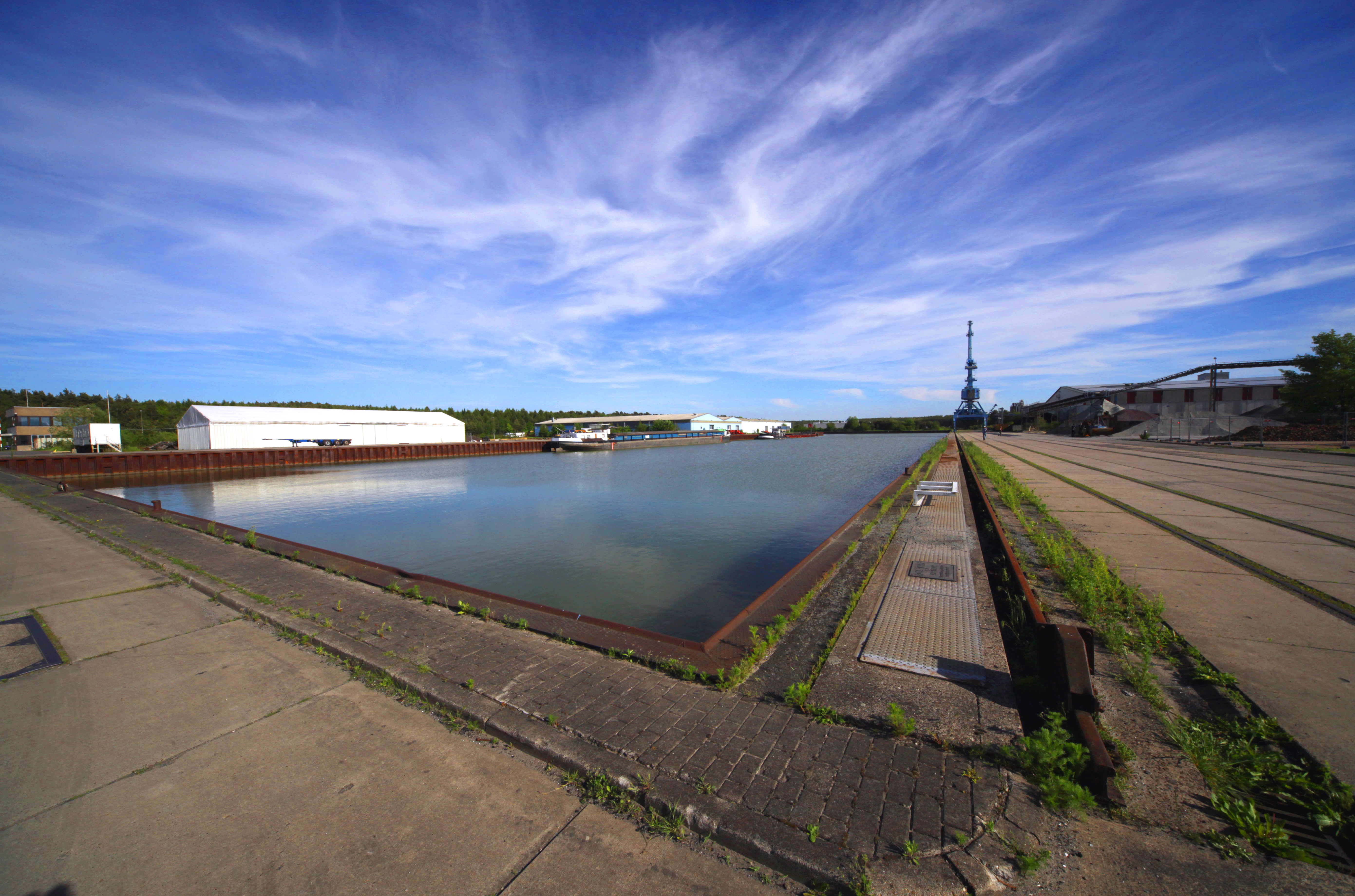
Lüneburger Hafengebiet

Lüneburg besitzt im Zentrum den alten, nicht mehr schiffbaren Ilmenauhafen und im Osten der Stadt einen Hafen am Elbe-Seitenkanal. Im 17 Hektar großen Hafenkerngebiet werden jährlich 200.000 Tonnen Massengüter umgeschlagen, 2020 wurden im Hafen Lüneburg rund 340.000 t Güter umgeschlagen. Der Lüneburger Hafen liegt in unmittelbarer Nähe der Bundesstraße 216.
Über den Elbe-Seitenkanal bestehen Verbindungen zur Elbe und zum Mittellandkanal. Nordöstlich von Lüneburg befindet sich das Schiffshebewerk Lüneburg.
Die beim Busverkehr bereits genannte MOIN GmbH hat im Frühjahr 2024 den Bau einer Biomethan-betriebenen Fähre bei der Hitzler-Werft in Auftrag gegeben. Die Fähre soll Ende 2025 vom Stapel laufen, über eine Nutzlast von 40 Tonnen verfügen und ist für den Pendelbetrieb zwischen Bleckede und Neu Bleckede eingeplant. Dort soll sie die 1939 gebaute Fähre Amt Neuhaus ersetzen.

#### Luftverkehr
Am östlichen Stadtrand befindet sich der Flugplatz Lüneburg als Sonderlandeplatz und für Motorflugzeuge, Motorsegler, Ultraleichtflugzeuge und Segelflugzeuge bis zu einem Maximalgewicht von 2000 kg. Hubschrauber sind bis zu einem Gewicht von 5700 kg erlaubt. Vom Flugplatz können auch Ballonfahrten unternommen werden. Der Landeplatz wird vom Luftsportverein Lüneburg e. V. (LVL) mit seinen rund 100 Mitgliedern (Stand November 2011) genutzt. Ferner dient er als Standort für eines der zwei Flugzeuge des niedersächsischen Feuerwehr-Flugdienstes. In der Sommersaison (März bis Oktober) ist der Flugplatz am Wochenende von 9 bis 19 Uhr mit einem Flugleiter besetzt. Zu anderen Zeiten muss der Anflug beim Flugplatzbetreiber angemeldet werden. Platzrunden zur Schulung für Motorflugzeuge sind nicht gestattet, jedoch wird die Ausbildung für einen Ultraleicht-Pilotenschein am Platz angeboten. Die Segelflugausbildung unterliegt keinerlei Einschränkungen.

## Sonstiges
Das Lüneburger Ratssilber ist der größte erhaltene Silberschatz einer deutschen Stadt. Alle seine Stücke entstammen der Zeit zwischen 1443 und 1620. Die Originale des Ratssilbers sind nicht in Lüneburg zu sehen, sondern im Kunstgewerbemuseum Berlin (im Kulturforum am Potsdamer Platz) verwahrt; im Lüneburger Rathaus befinden sich aber originalgetreue Galvanoplastiken.
In Lüneburg gibt es etwa 300 Gaststätten. Viele der Gaststättenbetriebe liegen in der Altstadt um den Stintmarkt, den Markt, die Heiligengeiststraße, die Schröderstraße und den Platz Am Sande herum, meist in historischen Gebäuden.
Das Aufklärungslehrbataillon 3 der Bundeswehr trägt den Beinamen Lüneburg.